# Période d'Uruk
Vous lisez un « article de qualité » labellisé en 2013.
Sauf précision contraire, les dates de cet article sont sous-entendues « avant l'ère commune », c'est-à-dire « avant Jésus-Christ ».

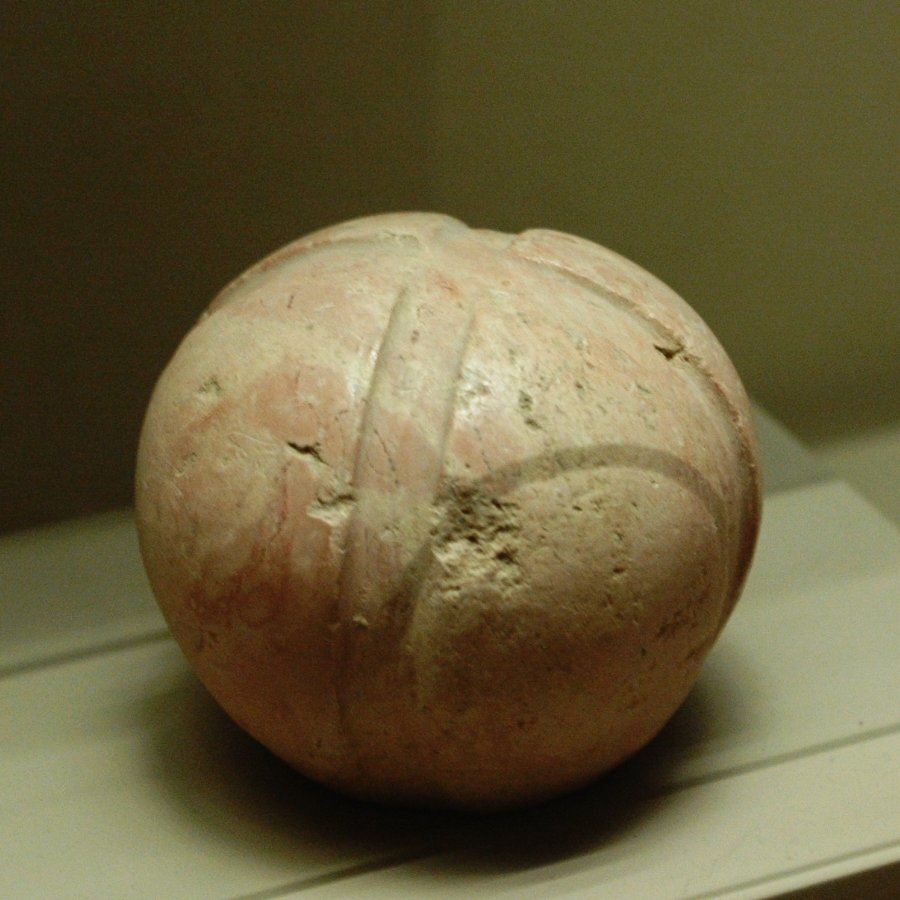
Masse d'armes de la période d'Uruk, Tello, v. 3500–2900 av. J.-C., musée du Louvre.

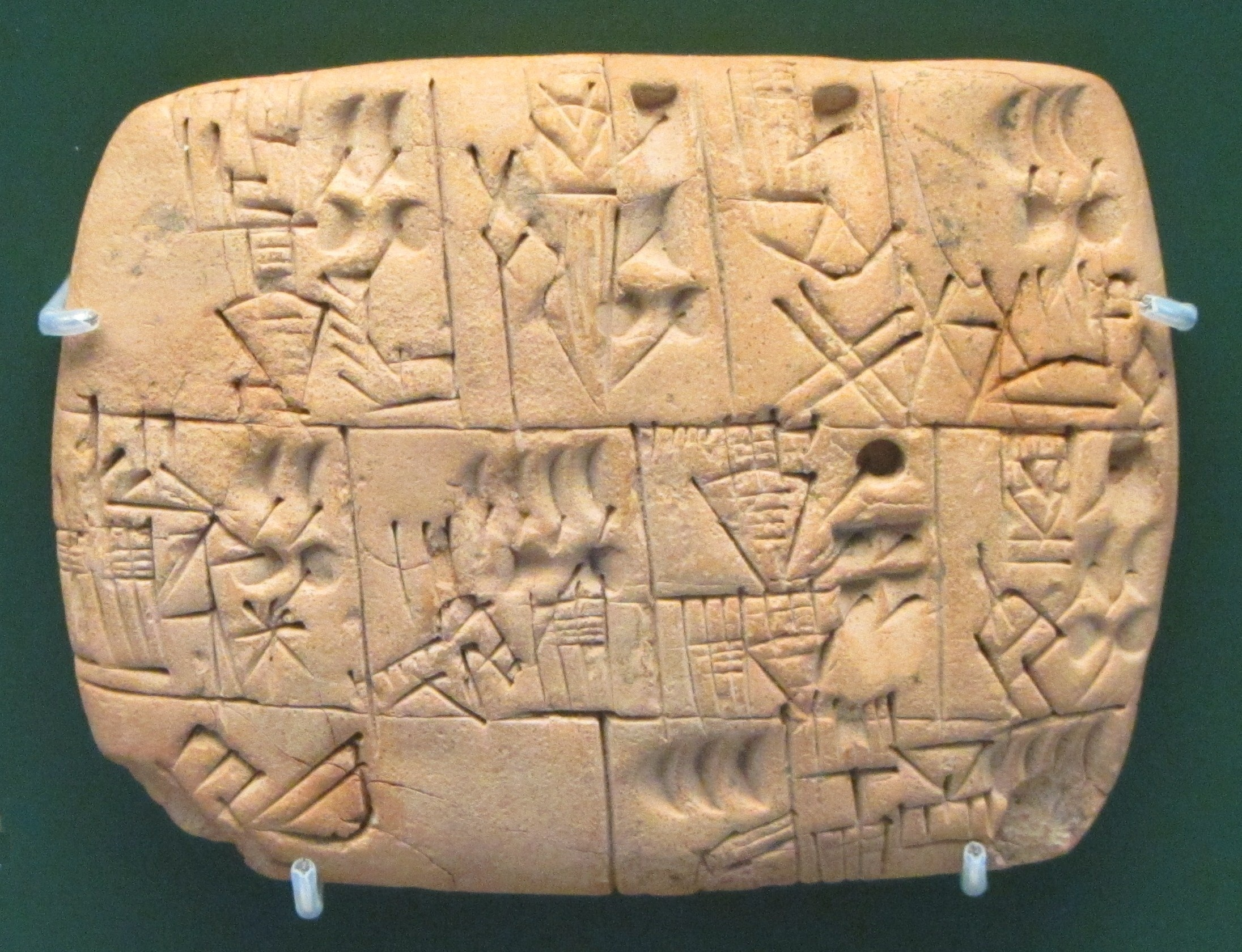
Tablette enregistrant des distributions de bière depuis les magasins d'une institution, v. 3200-3000 av. J.-C. British Museum.

La période d'Uruk est une période située à la charnière entre la préhistoire et l'histoire de la Mésopotamie, qui couvre à peu près le IVe millénaire av. J.-C. Comme son nom l'indique, elle a été identifiée à partir des fouilles archéologiques de la cité d'Uruk, en Basse Mésopotamie.
Succédant à la période d'Obeïd (v. 6200-3900 av. J.-C.), c'est une période marquée par un ensemble d'innovations majeures qui posent les bases de la civilisation Mésopotamienne antique. C'est la période de l'apparition des villes et de l'État (la « révolution urbaine »), phénomène en particulier visible en Basse Mésopotamie, notamment sur le site d'Uruk, dont les fouilles du centre monumental pour les niveaux de la seconde moitié du IVe millénaire av. J.-C. ont révélé l'existence de cette culture. Le sud mésopotamien est alors la période la plus dynamique, misant sur l'essor de l'agriculture irriguée qui lui permet de dégager d'importants rendements et des surplus qui permettent à une partie plus importante de la population d'exercer des activités non-agricoles. Plus généralement l'émergence des sociétés urbaines est marquée par une plus grande spécialisation des activités et des fonctions, qui s'accompagnent d'innovations techniques : apparition du tour de potier et de céramiques et briques de formats standardisés, mise en place d'un élevage ovin produisant de la laine en grande quantité, travaillées dans les ateliers textiles, etc. Le développement des institutions étatiques s'accompagne de celui des instruments de gestion permettant l'encadrement des travailleurs et des autres ressources, et c'est dans ce contexte qu'apparaît l'écriture vers 3400-3300 essentiellement employée à des fins administratives. Les premiers documents écrits, des tablettes d'argile, révèlent l'existence d'institutions et de bureaux administratifs gérant des biens et des travailleurs de manière de plus en plus poussée.
Plus largement, cette période concerne également les régions voisines du Moyen-Orient, qui ont connu des évolutions semblables durant le IVe millénaire av. J.-C., en Syrie (Tell Brak), en Iran occidental (autour de Suse), en Anatolie du sud-est (Arslantepe). Durant cette période ces régions reçoivent une forte influence culturelle du Sud mésopotamien, phénomène qualifié d'« expansion urukéenne », qui a pu aller par endroits jusqu'à la création de comptoirs, voire de véritables colonies, mais qui ne semble pas reposer sur une domination politique. C'est en tout état de cause une période qui voit les échanges matériels et immatériels se développer sur de longues distances.

## Périodisation et définition
Les principaux découpages de la périodisation de la préhistoire mésopotamienne ont été établis dans les premières décennies du XXe siècle, à partir de données collectées lors des sondages de quelques sites (Ur, Obeïd, Kish, Girsu, Djemdet-Nasr, également Suse dans le sud-ouest iranien), avant que le début des fouilles allemandes à Uruk en 1929 ne fournisse rapidement des éléments décisifs. Lors d'une rencontre le 16 janvier 1930 à Bagdad entre les principaux archéologues fouillant les niveaux de ces périodes, il est décidé de la diviser en trois phases successives prenant les noms de trois des principaux sites sur lesquels elles ont été identifiées : Obeïd, Uruk et Djemdet Nasr. Ce découpage finit par s'imposer malgré la concurrence de la chronologie établie par la suite dans la vallée de la Diyala (« Protoliterate »). Dans les années suivantes, un sondage profond réalisé à Uruk puis le dégagement des niveaux de la période d'Uruk, avec leurs objets et tablettes, complété dans les années 1950 et 1960, fournissent les bases pour la définition de la culture matérielle urukéenne.
La chronologie de la période d'Uruk est très discutée et donc encore très imprécise. On sait qu'elle couvre une grande partie du IVe millénaire av. J.-C. Mais il n'y a pas d'accord sur la datation plus précise de ses débuts, de sa fin, et des grandes césures internes qu'il faut y distinguer. Cela est d'abord dû au fait que la stratigraphie d'origine, celle identifiée dans le quartier central d'Uruk, est ancienne, comporte des zones d'ombres, et ne répond pas forcément aux problématiques récentes du fait de l'ancienneté de ses fouilles (années 1930). Ensuite, ces problèmes sont en grande partie liés à la difficulté qu'éprouvent les spécialistes à établir des synchronismes entre les différents sites archéologiques, et donc à établir une chronologie relative des sites de la période qui permettrait de mettre au point une chronologie absolue plus fiable.
La chronologie traditionnelle, très imprécise, est donc établie à partir des niveaux repérés par sondage dans le quartier de l'Eanna à Uruk. Les niveaux les plus anciens de ce sondage (XIX-XIII) sont ceux de la période d'Obeid final (Obeid 5, de 4200 à 3900-3700), la poterie caractéristique de la période d'Uruk commençant à apparaître dans les niveaux XIV/XIII. La période d'Uruk est traditionnellement divisée en plusieurs phases. Les deux premières sont l'« Uruk ancien » (niveaux XII à IX du sondage de l'Eanna) puis l'« Uruk moyen » (niveaux VIII à VI). Ces deux premières phases sont mal connues, et leurs bornes chronologiques sont mal définies, on trouvera souvent des découpages chronologiques différents. À partir du milieu du IVe millénaire, on glisse progressivement vers la phase la mieux connue, celle de l'« Uruk récent » (niveaux V et IV A et B), qui dure jusque vers 3100, ou bien, selon des propositions plus récentes reposant sur la datation au carbone 14, vers 3300,. La Cuneiform Digital Library Initiative date les tablettes de la dernière phase, Uruk IV, dans la fourchette allant de 3350 av. J.-C. à 3200 av. J.-C. C'est en fait cette période qui rassemble les traits généralement attribués à la civilisation de la période d'Uruk : développement d'institutions étatiques et du mode de vie urbain, expansion de la culture urukéenne dans tout le Moyen-Orient. Cette phase de l'Uruk récent est suivie d'une autre phase (niveau III de l'Eanna) qui voit l'éclatement du Moyen-Orient en plusieurs cultures locales bien distinctes : en Basse Mésopotamie, on l'appelle couramment période de Djemdet Nasr, d'après un autre site mésopotamien,. Sa nature exacte est très discutée, et il est difficile de distinguer clairement ses traits de la culture d'Uruk. On considère donc parfois qu'il s'agit d'une période d'« Uruk final ».  La Cuneiform Digital Library Initiative retient pour les tablettes de cette phase (Uruk III/Djemdet Nasr) la fourchette 3200-3000 av. J.-C.
C'est traditionnellement vers la fin de la période d'Uruk à proprement parler (à partir de 3400 ou 3200 av. J.-C.) que l'on fait débuter l'âge du bronze ancien en Mésopotamie et au Moyen-Orient.
Une chronologie alternative a été développée par des participants d'un colloque réuni à Santa Fe en 2001,. Elle repose sur les fouilles récentes de sites, notamment celles qui ont eu lieu hors de Mésopotamie, en partant du constat que la chronologie définie pour cette dernière ne pouvait convenir aux régions voisines et qu'il fallait définir une chronologie plus globale pertinente pour l'ensemble du Moyen-Orient. Elle reprend le terme de chalcolithique (l'« âge du cuivre »), considérant la période d'Uruk comme un Late Chalcolithic (Chalcolithique récent ou tardif), abrégé en LC, qui couvre la période allant d'environ 4300 à 3100 et se subdivise en cinq sous-périodes. Le LC 1 correspondrait à l'Obeid final, qui s'achève vers 4200 quand commence le LC 2, première phase de la période d'Uruk, donc Uruk ancien, lui-même divisé en deux phases dont la césure est à situer vers 4000. Vers 3800 débute le LC 3, qui correspond à une phase moyenne, qui dure jusque vers 3400 quand lui succède le LC 4, alors que le LC 5 (Uruk récent) prend le relais rapidement.
En tout état de cause les travaux ont eu tendance à relativiser l'importance de la Basse Mésopotamie et donc de la composante proprement « urukéenne » dans l'ensemble des changements qui affectent le Moyen-Orient à cette période : le phénomène proto-urbain n'est pas seulement en place en Basse Mésopotamie, mais aussi en Susiane et en Haute Mésopotamie, dès le début du Chalcolithique récent, les développements et échanges culturels qui se produisent entre ces régions ne sont pas initiés uniquement à partir du sud mésopotamien, constituant « un monde urukéen (qui) voit naître une civilisation dans laquelle se diffusent techniques et idées, modes de représentation nouveaux et surtout un mode de vie urbain et une mentalité bureaucratique promises à un long avenir » (P. Butterlin).

## La Basse Mésopotamie et les régions voisines auIVemillénaire av. J.-C.

### De l'Obeid final à l'Uruk récent
Les première phases du Chalcolithique récent, comprenant la fin de l'époque d'Obeïd et la phase d'Uruk ancienne, donc en gros entre 4200 et 3800 av. J.-C., sont très mal documentées en Basse Mésopotamie, ce qui empêche de bien connaître la croissance de la région avant l'Uruk récent. Les prospections archéologiques réalisées en Basse Mésopotamie fournissent quelques indications. Elles montrent que dès le début du IVe millénaire des sites importants existent dans la région, sans doute déjà avec un caractère urbain, comme Uruk et Eridu, ainsi que d'autres agglomérations moins importantes jusqu'au niveau du village/hameau. Une homogénéisation culturelle se produit, contribuant à la formation de la culture d'Uruk ancien, qui touche également la Susiane : récipients en pierre, décors architecturaux, présence de jetons comptables. Se repèrent également les premières implantations dans les régions voisines : Kunji, Godin Tepe, Logardan, Girdi Qala.
Dans le Nord, la période de la fin de l'époque d'Obeïd et du début de celle d'Uruk (Chalcolithique récent 1 et 2, v. 4200-3800) a pu être désignée comme un « post-Obeïd », dont les particularités culturelles sont encore mal comprises. On repère une homogénéisation du répertoire de céramiques, qui permet de délimiter plusieurs horizons d'une étendue géographique plus vaste qu'auparavant, notamment l'ensemble comprenant le nord de la Mésopotamie, de la Syrie, l'Anatolie orientale et le sud du Caucase. Des centres majeurs apparaissent en Haute Mésopotamie et en Syrie : Tell Brak, Hamoukar, Ninive, Tepe Gawra. Cela se traduit par le développement d'une architecture monumentale, d'une administration, et des inégalités sociales plus visibles qu'auparavant.

### La Basse Mésopotamie urukéenne

#### Une riche région agricole et urbaine

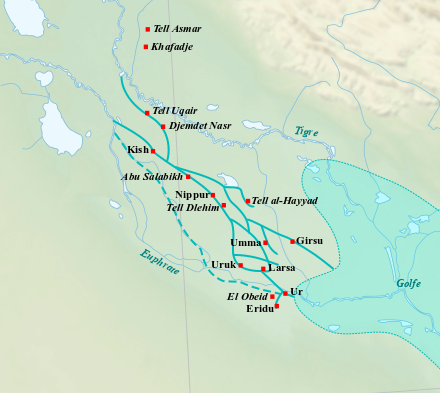
Localisation des sites principaux de Mésopotamie méridionale à la période d'Uruk et de Djemdet Nasr.

La Basse Mésopotamie est le cœur de la culture de la période d'Uruk, la région qui semble bien être le centre culturel de cette époque. Pourtant, cette région est mal connue par l'archéologie, puisque seul le site d'Uruk a livré les traces d'une architecture monumentale et des documents administratifs justifiant de faire de cette région la plus dynamique et influente.
Les évolutions environnementales du sud mésopotamien sur la période sont discutées : les études sur le milieu du Sud mésopotamien de la fin de la Préhistoire (au moins pour la majeure partie de l'époque d'Obeid) tendent de plus en plus à dresser le tableau d'un territoire bien plus humide que de nos jours, avec une sorte de culture amphibie où les villes sont des sortes d'îlots au milieu d'espaces humides ou inondables. La période d'Uruk prendrait place durant la phase d'aridification qui conduit progressivement à un environnement similaire à celui de l'Antiquité (et des périodes suivantes). Mais le rythme de ces évolutions n'est pas clair. Elles auraient en tout cas entraîné un développement plus important que par le passé de l'irrigation afin de cultiver les terres, et peut-être aussi des mouvements de populations qui auraient donné un caractère urbain prononcé au peuplement. La situation reste mal comprise, mais il ne faut pas probablement pas supposer que les conditions restent stables durant toute la période.
Selon les modèles les plus répandus, le Sud mésopotamien est la région du Moyen-Orient qui est la plus prospère grâce à son agriculture irriguée élaborée depuis le VIe millénaire, reposant sur la culture de l'orge (associée à celle du palmier-dattier et différents fruits et légumes), ainsi que sur l'élevage des ovins fournissant de la laine. Bien que dépourvue de ressources minérales importantes et située dans un espace aride, elle dispose d'atouts géographiques et environnementaux indéniables : il s'agit d'un vaste delta, une région plane parcourue par des cours d'eau, donc d'un espace agricole utile potentiellement vaste sur lequel les communications (par voie fluviale ou terrestre) sont aisées, et, quoi qu'il en soit des discussions sur leur importance dans l'économie de la période, il est évident que les nombreux espaces marécageux de la région fournissent également des ressources appréciables (roseaux, poissons).
Elle peut ainsi devenir une région très peuplée et urbanisée au IVe millénaire, connaître une hiérarchisation sociale plus poussée, accompagnée par une spécialisation des activités artisanales et sans doute un développement du commerce à longue distance. Elle a fait l'objet de prospections archéologiques menées par R. McCormick Adams, dont les travaux sont très importants pour la compréhension de l'émergence de sociétés urbaines dans cette région. Y ont été repérés une claire hiérarchisation progressive de l'habitat, dominé par des agglomérations de plus en plus importantes au IVe millénaire, en premier lieu Uruk qui semble être de loin la plus vaste, donc le cas le plus ancien de macrocéphalie urbaine, car sa région semble se renforcer au détriment de ses voisines (notamment la région située au nord autour d'Adab et de Nippur) dans la dernière partie de la période. Dès le milieu du IVe millénaire av. J.-C., Uruk atteint peut-être les 250 hectares et comprend une architecture monumentale de grande taille (« Bâtiment en pierre »), les premiers sceaux-cylindres et bulles à jetons y apparaissent, témoignant du développement de l'administration, qui se poursuit par la suite avec l'invention des tablettes numériques et celle des tablettes « proto-cunéiformes », marquant le début de l'écriture, alors que le centre de la cité comprend un ensemble monumental sans équivalent à l'époque, qui connaît un important réaménagement à la fin de la période.
La composition ethnique de cette région pour la Période d'Uruk ne peut être déterminée avec certitude, la dénomination d'« Urukéens » parfois employée n'ayant aucune implication ethnique. Cela rejoint la problématique de l'origine des Sumériens et de la datation de leur émergence (si on estime qu'ils sont allogènes à la région) ou de leur arrivée (si on considère qu'ils y ont migré) en Basse Mésopotamie. Il n'y a pas de consensus sur des traces archéologiques d'une migration, ou sur le fait que la première forme d'écriture note déjà une langue précise. La plupart des spécialistes avancent qu'il s'agit bien déjà de sumérien, auquel cas les Sumériens en seraient les inventeurs et seraient alors déjà présents dans la région au moins dans les derniers siècles du IVe millénaire. R. Englund est le principal représentant d'une position prudente par rapport à cela : selon lui l'écriture de ces époques ne porte aucune trace certaine de mot sumérien, et les noms de personnes (des esclaves) apparaissant dans les tablettes de la période n'ont pas d'élément sumérien non plus, alors que ceux-ci sont systématiques dans les noms des périodes postérieures. Il en conclut que rien ne permet de dire qu'il y ait des Sumériens dès l'époque d'Uruk. La question de la présence d'autres groupes ethniques est probable et discutée : des Sémites (ancêtres des « Akkadiens ») ont pu être présent dès cette époque, car ils sont majoritaires dans la Mésopotamie des phases postérieures et que les contacts linguistiques entre le sumérien et les langues sémitiques semblent très anciens ; la présence d'un ou plusieurs peuples « pré-sumériens » qui seraient ni sumériens ni sémites et présents dans la région avant eux a été débattue, mais la position actuelle est que rien n'indique clairement qu'ils aient existé. Finalement, quels que soient les peuples qui y participent (probablement les Sumériens et d'autres) et quelles que soient les origines géographiques exactes de leurs ancêtres, il apparaît que la civilisation que l'on caractérise couramment comme « sumérienne » prend forme au IVe millénaire en Basse Mésopotamie et pas ailleurs, dans la continuité de la période d'Obeïd.

#### Uruk
De ces agglomérations, c'est Uruk, site éponyme de la période, qui est le plus grand et de loin dans l'état actuel de nos connaissances, et surtout celui à partir duquel la séquence chronologique de la période a été bâtie. Il pourrait avoir couvert 230 à 500 hectares à son apogée durant l'Uruk récent, donc bien plus que les autres grands sites contemporains, et cette agglomération aurait pu regrouper de 25 000 à 50 000 habitants. On connaît essentiellement l'architecture imposante de deux groupes monumentaux situés à 500 mètres de distance. Les constructions les plus remarquables sont situées dans le premier, le secteur dit de l'Eanna (du nom du temple qui s'y trouve aux périodes suivantes, s'il n'y est déjà). Après le « Temple calcaire » du niveau V, un programme de constructions sans équivalent jusqu'alors est entrepris au niveau IV. Les bâtiments ont désormais des dimensions bien plus vastes que précédemment, certains ont des plans inédits, et on met au point de nouvelles techniques de construction pour les réaliser et les décorer. L'Eanna du niveau IV est divisé en deux ensembles monumentaux : à l'ouest, un premier complexe regroupe le « Temple aux mosaïques » (décoré par des mosaïques formées par des cônes d'argile peints) du niveau IVB ensuite recouvert par un autre édifice (le « Bâtiment en briquettes ») au niveau IVA ; à l'est se trouve un groupe plus importants de documents, notamment un « Bâtiment carré » et le « Temple aux piliers », remplacés ensuite par d'autres édifices de plan original, comme le « Hall aux piliers » et le « Hall aux mosaïques », une « Grande cour » carrée, et deux édifices plus vastes à plan tripartite, le « Temple C » (54 × 22 mètres) et le « Temple D » (80 × 50 mètres), le bâtiment le plus vaste connu pour la période d'Uruk. Le second secteur (attribué au dieu An par les fouilleurs du site car c'est là que se trouve le sanctuaire de ce dieu 3 000 ans plus tard) est dominé par une série de temples bâtis sur une haute terrasse depuis la période d'Obeid, le mieux conservé étant le « Temple blanc » du niveau Uruk IV, mesurant 17,5 × 22,3 mètres, qui doit son nom au plâtre blanc recouvrant ses murs. À ses pieds avait été édifié un bâtiment à plan labyrinthique, le « Bâtiment en pierre »,.

Plan des ensembles monumentaux d'Uruk.
Eanna, niveaux VI-V.
Eanna, niveau IV.
Secteur d'An, niveaux IV-III.

La fonction de ces constructions, inédites par leur taille et surtout le fait qu'elles soient réunies en groupes monumentaux, est débattue. Les fouilleurs du site voulaient y voir des « temples », influencés par le fait qu'aux périodes historiques l'Eanna est le quartier de la déesse Inanna et l'autre est celui du dieu An, en lien avec les théories de « cité-temple » en vogue durant l'entre-deux-guerres. Il est possible qu'on soit en fait en présence d'un lieu de pouvoir formant un complexe d'édifices de nature différente, voulus par le pouvoir dominant dans la ville, dont la nature reste à déterminer : résidences palatiales, espaces administratifs, chapelles palatiales, lieux d'assemblée,. En tout cas il a fallu mettre en œuvre des moyens considérables pour les édifier, ce qui montre les capacités des élites de cette période. Uruk est également le site sur lequel ont été retrouvés les lots les plus importants des premières tablettes écrites, trouvées hors de leur contexte de rédaction : lors de la fin du niveau IV, les bâtiments sont arasés et afin d'aplanir la surface pour ériger ceux du niveau III, les trous sont comblés par de la terre et divers objets provenant des centres administratifs, dont ces tablettes.

#### Les autres sites de Basse Mésopotamie

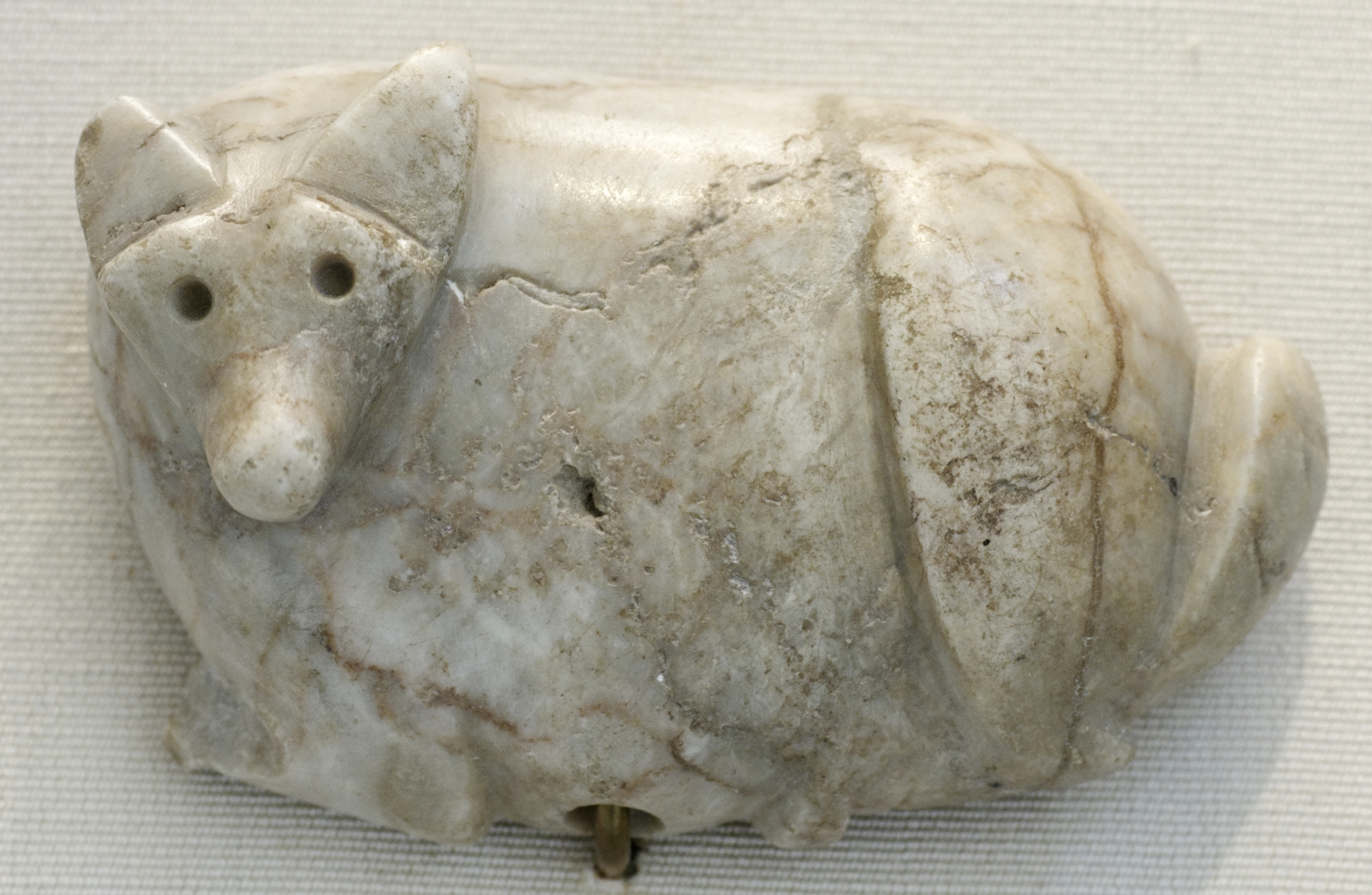
Cachet zoomorphe en marbre blanc découvert à Tello (l'antique Girsu), musée du Louvre.

En dehors d'Uruk, peu de sites du Sud mésopotamien ont livré des niveaux consistants de la période d'Uruk. Les sondages effectués sur les sites de plusieurs des grandes villes de l'histoire mésopotamienne ont montré qu'elles étaient occupées dès cette époque : Kish, Girsu, Nippur, Ur, peut-être Shuruppak et Larsa ; et plus au nord, dans la Diyala, Tell Asmar et Khafadje. Le quartier sacré d'Eridu, lieu de l'architecture monumentale principale de la période d'Obeid en Basse Mésopotamie, est mal connu pour ses niveaux du IVe millénaire. Le seul édifice monumental important de la fin du IVe millénaire qui soit connu dans cette région en dehors d'Uruk est le « Temple peint » sur plate-forme de Tell Uqair, datant de la fin de la période d'Uruk et peut-être la période de Djemdet Nasr, constitué de deux terrasses superposées sur lesquelles se trouve un édifice identifié comme ayant une fonction cultuelle de 18 × 22 mètres environ. Un niveau de la période d'Uruk a également été dégagé sur le tell situé au sud-ouest du site d'Abu Salabikh (Uruk Mound), couvrant seulement 10 hectares. Ce site était entouré d'une muraille partiellement dégagée, et on y a mis au jour plusieurs édifices dont une plate-forme ayant supporté un édifice dont il ne reste plus de traces.

### Les régions voisines
Les fouilles de sites du IVe millénaire effectuées dans le plateau Iranien, en Haute Mésopotamie et en Anatolie orientale ont permis d'y repérer d'importants changements sociaux, politiques et culturels qui sont semblables à ceux de la Mésopotamie méridionale, ce qui a servi de base à la redéfinition de la période comme un « Chalcolithique récent » et a également pu être caractérisé de « monde urukéen ». Cela a permis de relativiser la singularité de la Basse Mésopotamie urukéenne, et de mettre en évidence l'ampleur géographique des phénomènes d'émergence de l’État et de l'urbanisation. Néanmoins l'influence culturelle urukéenne est prégnante durant toute la période et plus prononcée durant la seconde moitié du IVe millénaire sur beaucoup de sites situés dans ces régions voisines, repérée en fonction de la présence de plusieurs éléments matériels (une sorte de « kit » urukéen : écuelles à bords biseautés, céramiques au tour de type sud mésopotamien, sceaux-cylindres et dans certains cas des tablettes numériques, une architecture tripartite), certes à des degrés très divers, ce qui a mis donné une grande importance à la question de la nature et des causes de l'« expansion urukéenne ».

#### Susiane et plateau Iranien
Les cultures du plateau Iranien connaissent d'importantes évolutions durant le IVe millénaire av. J.-C..
La région de Suse, dans le Sud-Ouest de l'Iran actuel, se situe dans le voisinage direct de la Basse Mésopotamie qui exerce sur elle une influence croissante depuis le Ve millénaire, et durant la seconde moitié du IVe millénaire, les problèmes de synchronisation chronologique entre ce site et Uruk rendant la détermination précise des évolutions difficile. On peut quoi qu'il en soit considérer que Suse intègre autour du milieu du millénaire la culture urukéenne, peut-être à la suite d'une conquête, ou bien par acculturation progressive, tout en conservant des particularités. Les niveaux de la période d'Uruk à Suse correspondent à ceux dits de Suse I (c. 4000-3700) et Suse II (c. 3700-3100), qui voient la ville atteindre le stade urbain. Le niveau I voit le début d'une architecture monumentale avec la construction d'une « Terrasse Haute », agrandie au niveau II pour mesurer approximativement 60 mètres de long et 45 de large. Du point de vue matériel, la période I est caractérisée par sa très abondante céramique fine peinte. Les sceaux-cylindres de Suse I et II sont d'une grande richesse iconographique, présentant la particularité de mettre en avant des scènes de la vie quotidienne, ainsi qu'une sorte de potentat local que P. Amiet voit comme une « figure proto-royale », précédant le « roi-prêtre » de l'Uruk final. Ces impressions de sceaux-cylindres ainsi que des bulles et jetons d'argiles montrent l'essor de l'administration et des techniques de comptabilité à Suse durant la seconde moitié du IVe millénaire. Suse a aussi livré des tablettes écrites parmi les plus anciennes, ce qui en fait un site majeur pour notre connaissance des débuts de l'écriture. D'autres sites de Susiane présentent des niveaux de ces périodes, comme Djaffarabad et Chogha Mish.

Objets provenant de Suse II.
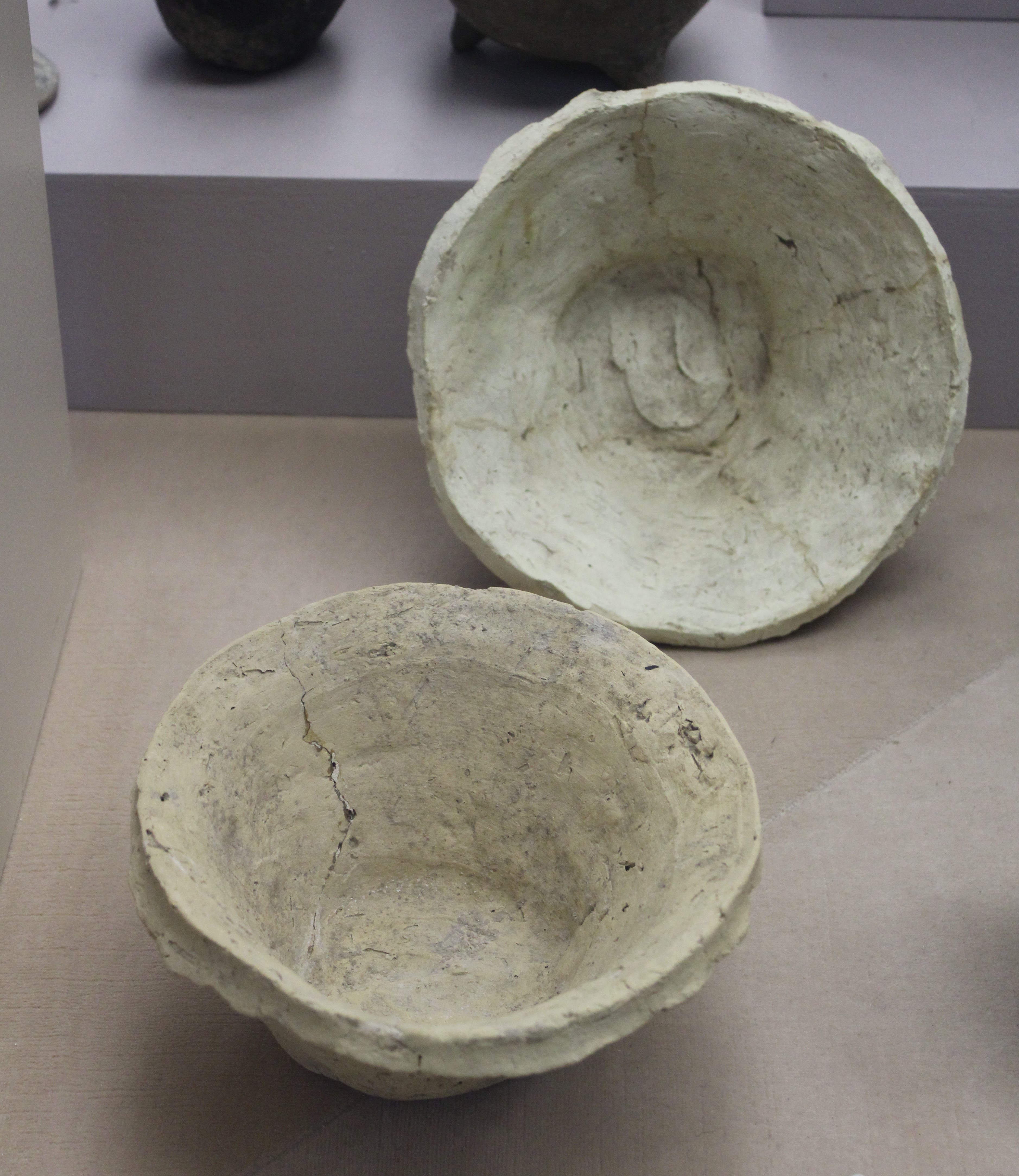
Écuelles à bords biseautés provenant de Suse. Musée d'archéologie nationale.
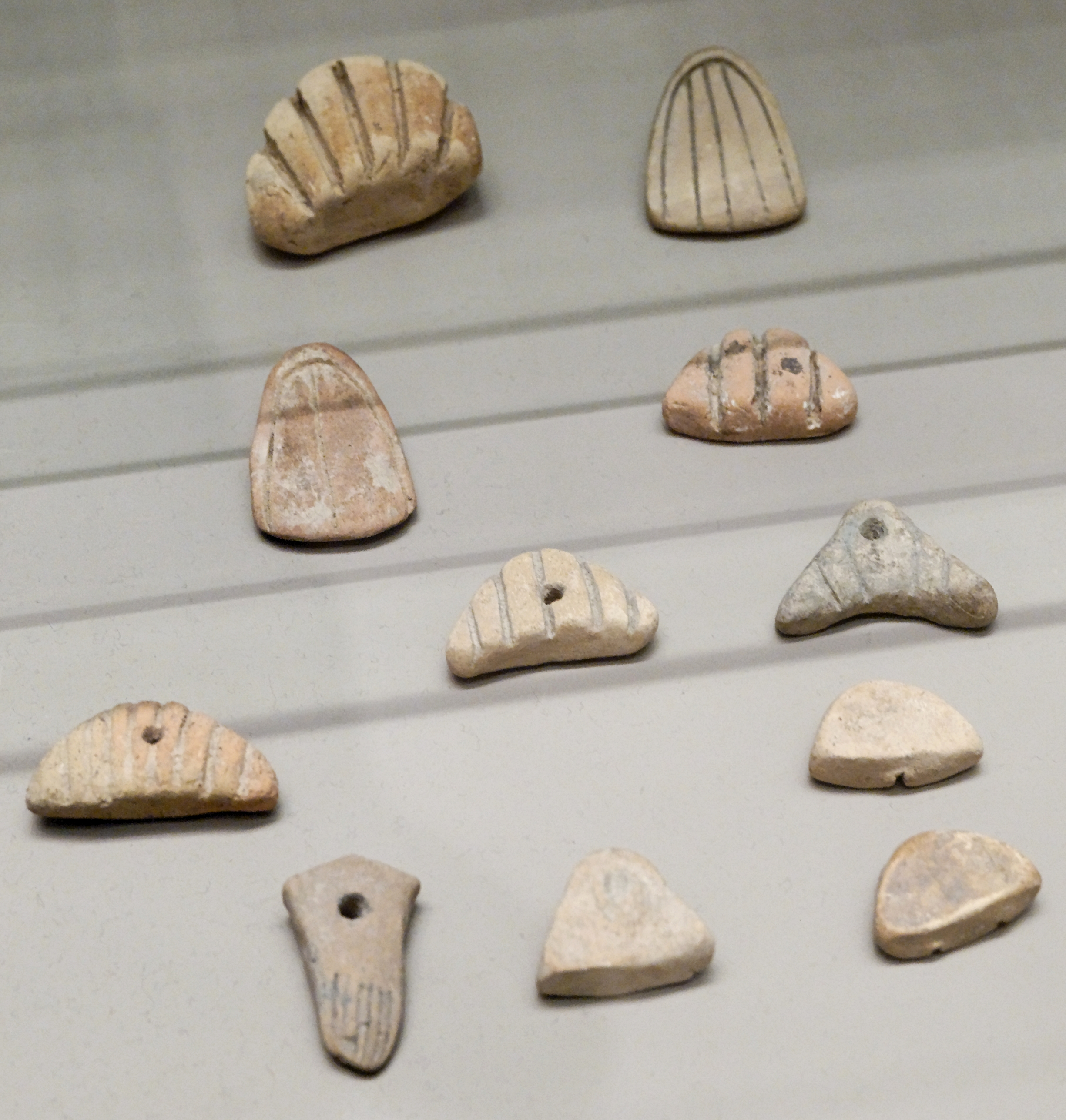
Jetons de comptabilité mis au jour à Suse, Musée du Louvre.
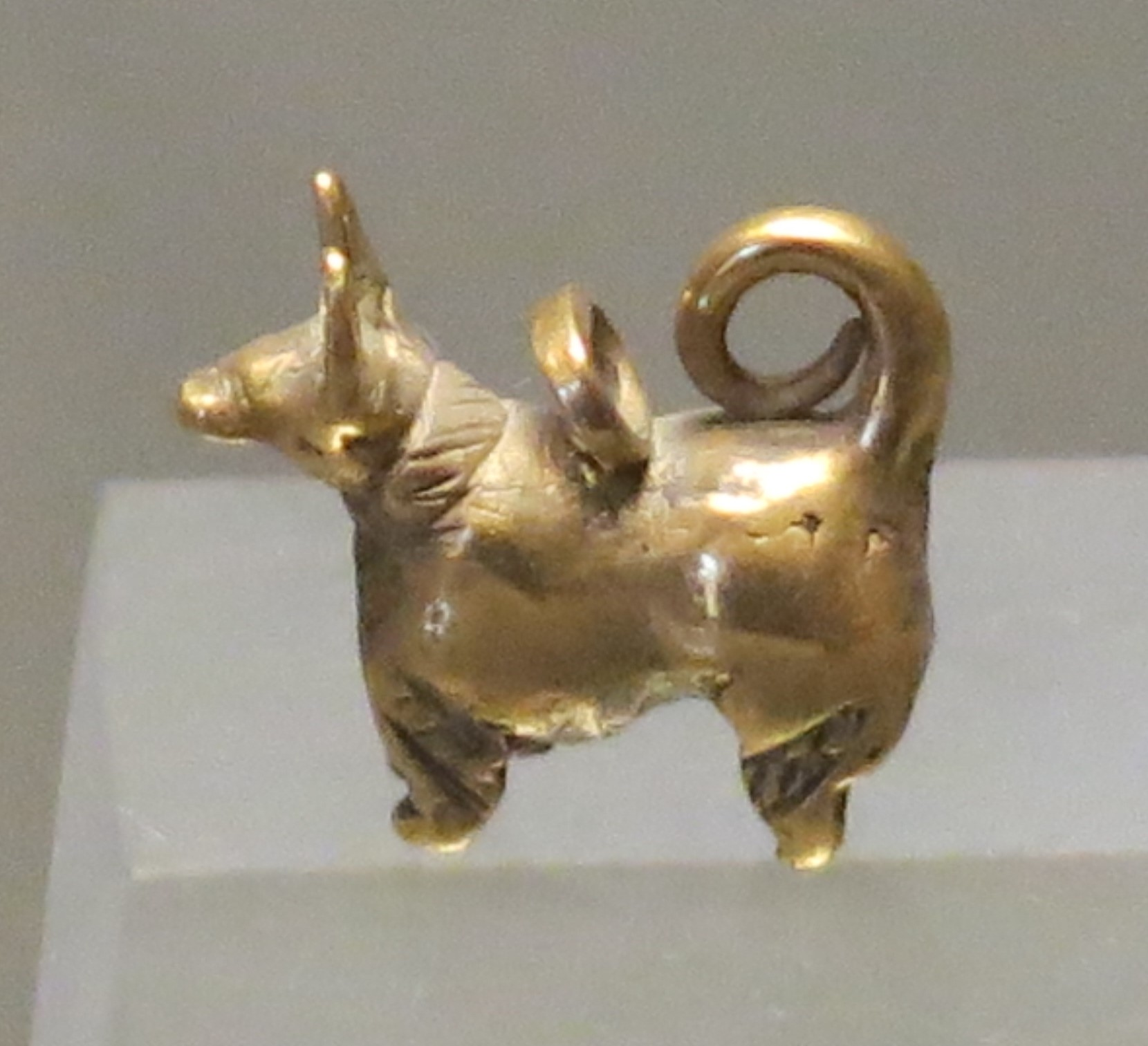
Pendeloque en forme de chien, en or[42]. Musée du Louvre.
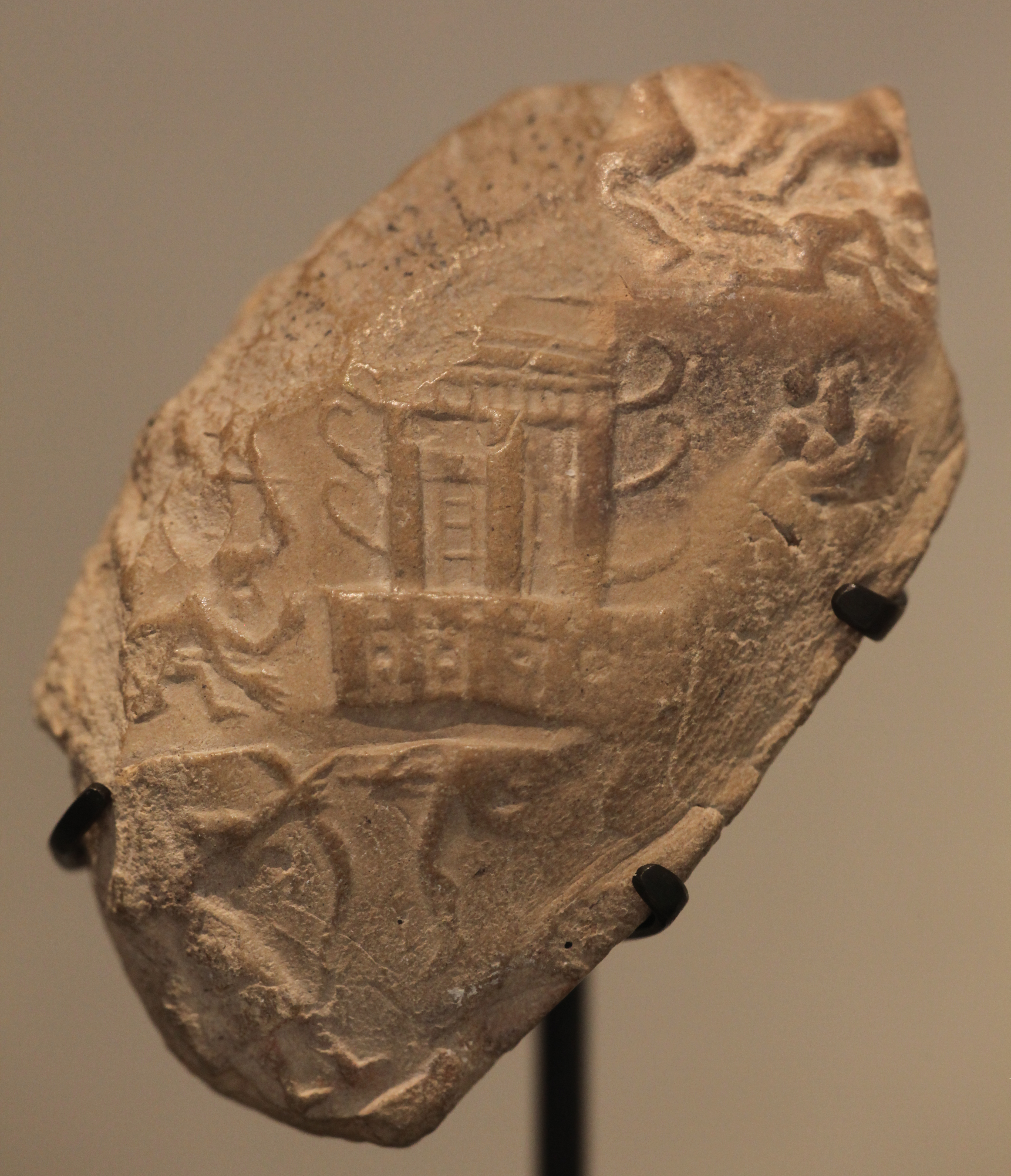
Empreinte de sceau-cylindre : temple orné de cornes, roi-prêtre armé d'un arce combattant des ennemis. Musée du Louvre.

Plus au nord dans le Zagros, le site de Godin Tepe dans la vallée de Kangavar, est particulièrement important. Le niveau archéologique VI/1 (anciennement V) de ce site est celui qui correspond à la période d'Uruk. On y a repéré les restes d'une enceinte ovoïde comprenant plusieurs constructions organisées autour d'une cour centrale, dont un vaste édifice au nord qui est peut-être de type public. La culture matérielle présente des traits communs à celle de l'Uruk récent, et du niveau de Suse II, avec notamment la présence de documentation administrative, avec des tablettes numérique, et une numérico-idéographique. Le niveau VI/1 de Godin Tepe a de ce fait pu être interprété comme un établissement de marchands venant de Suse et/ou de Basse Mésopotamie, intéressés par la situation du site sur des routes commerciales menant notamment aux mines d'étain et de lapis-lazuli situées dans le plateau Iranien et en Afghanistan.

#### Haute Mésopotamie et sud-est anatolien
Dans les régions du nord, l'homogénéisation culturelle déjà importante avant 3800 s'accélère, de même que l'essor des centres proto-urbains, qui s'étendent et présentent des traces d'une architecture et d'une administration plus complexes. L'expansion urukéenne prend plus d'importance entre 3800 et 3500, avec le développement d'enclaves et des premières colonies. C'est pour la phase suivante que l'expansion urukéenne connaît son apogée avec la création de nouvelles colonies et l'acculturation plus poussée des sites locaux. L'influence urukéenne est de moins en moins marquée plus on s'éloigne du sud mésopotamien, même si elle reste perceptible sur une vaste zone.
Plusieurs sites importants de la période d'Uruk ont été fouillés dans la région du Moyen Euphrate lors de campagnes de sauvetage précédant la construction de barrages dans la vallée qui allait provoquer leur submersion. C'est en grande partie à partir des résultats de ces fouilles qu'ont débuté les réflexions sur l'« expansion urukéenne ». Le plus connu est Habuba Kabira, un port fortifié situé sur la rive droite du fleuve en Syrie. La ville couvrait environ 22 hectares protégés par une muraille, dont on a dégagé environ 10 %. L'étude des constructions de ce site montre qu'il s'agit d'un urbanisme planifié, ayant nécessité des moyens importants. Le matériel archéologique du site est identique à celui d'Uruk, que ce soient la céramique, les sceaux-cylindres, les bulles et calculi comptables, ainsi que des tablettes numérales de la fin de la période. Cette ville neuve a donc été faite selon toute vraisemblance par des colons urukéens. Une vingtaine de résidences de taille variable y a été dégagée. De plan tripartite, elles sont organisées autour d'une pièce de réception avec foyer ouvrant sur une cour intérieure, autour desquelles sont disposées des pièces annexes. Le tell Qanas regroupe sur une terrasse artificielle un groupe monumental, constitué de plusieurs édifices identifiés comme des « temples » sans certitude. Le site est abandonné à la fin du IVe millénaire, apparemment sans violence, déserté par ses habitants lors de la phase de repli de la culture urukéenne. Le site voisin de Djebel Aruda, situé seulement huit kilomètres au nord, sur un éperon rocheux, comprend également un urbanisme constitué de résidences de tailles diverses et d'un complexe monumental central constitué de deux « temples ». Il s'agit sans doute là aussi d'une ville nouvelle construite par des « Urukéens ». Il est possible que ces sites aient fait partie d'un État implanté dans la région par des gens venus du sud mésopotamien, et se soient développés grâce à leur localisation sur des routes commerciales importantes.

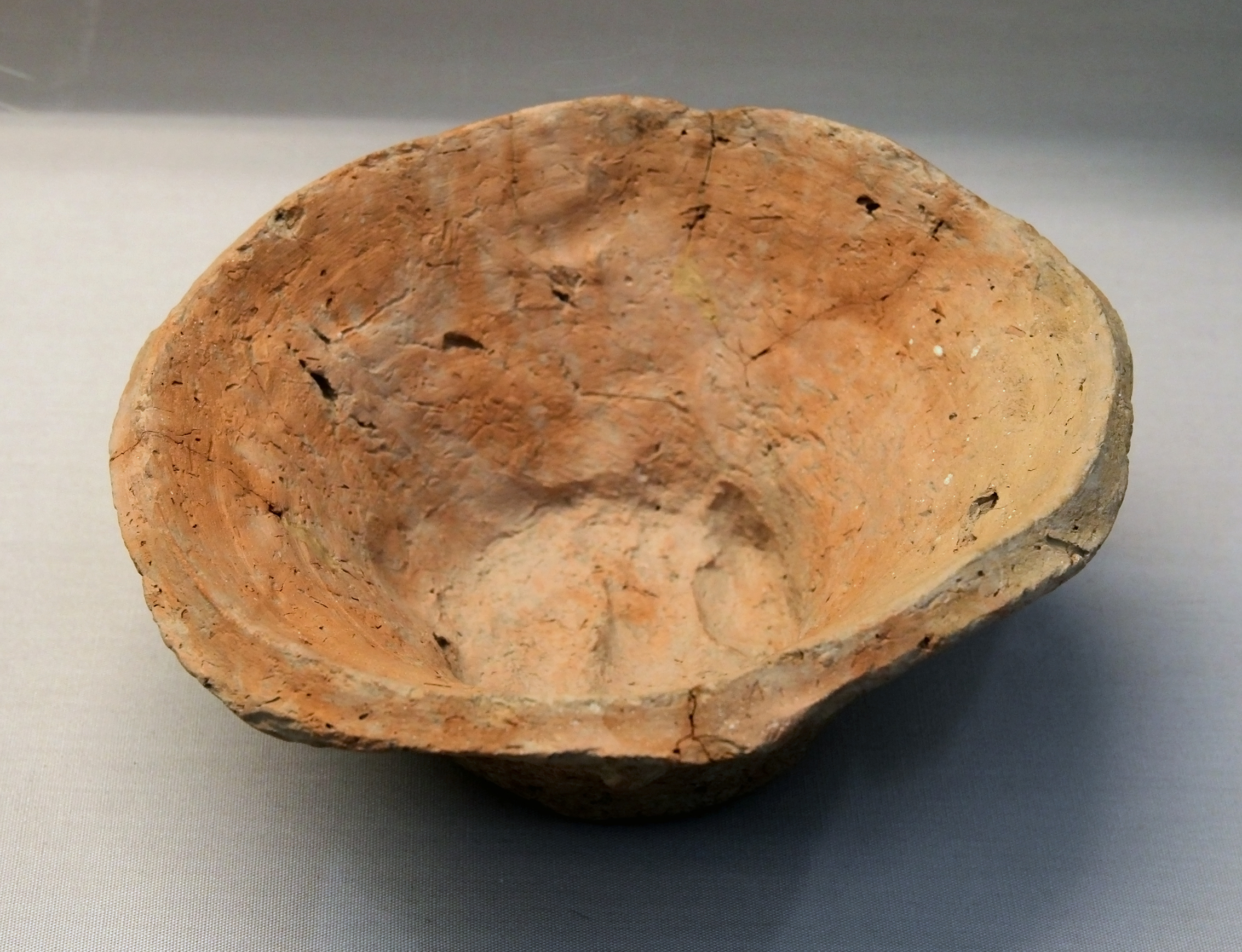
Écuelle à bords biseautés provenant de Ninive. British Museum.

Sur le Tigre, le site de Ninive (tell de Kuyunjik, niveau 4), situé lui aussi sur des routes commerciales majeures, aurait alors couvert 40 hectares, soit la totalité du tell de Kuyunjik. Les restes matériels de la période sont très limités, mais on y a retrouvé des écuelles grossières, une bulle à calculi et une tablette numérale caractéristiques de l'Uruk récent. À proximité, Tepe Gawra, déjà important à l'époque d'Obeid, est un témoin important du changement d'échelle de l'architecture monumentale et des entités politiques entre la fin du Ve millénaire et la première moitié du IVe millénaire (niveau XII à VIII). Les fouilles y ont dégagé des tombes parfois richement pourvues, des résidences de tailles diverses, des ateliers et des bâtiments plus vastes ayant une fonction officielle ou religieuse (notamment la « construction ronde »), ce qui pourrait indiquer que Tepe Gawra était alors le centre d'une entité politique régionale. Il décline néanmoins avant le début de l'expansion urukéenne en Haute Mésopotamie. Grai Resh est un autre site important de cette région, mesurant plus de 30 hectares dans la première moitié du IVe millénaire, et témoigne aussi d'une accélération des contacts entre Nord et Sud avant l'expansion urukéenne. Plus à l'est à l'interface entre Mésopotamie et Zagros, les sites de Girdi Qala et de Logardan présentent également des niveaux de ces époques, en particulier un bâtiment monumental sur le second.

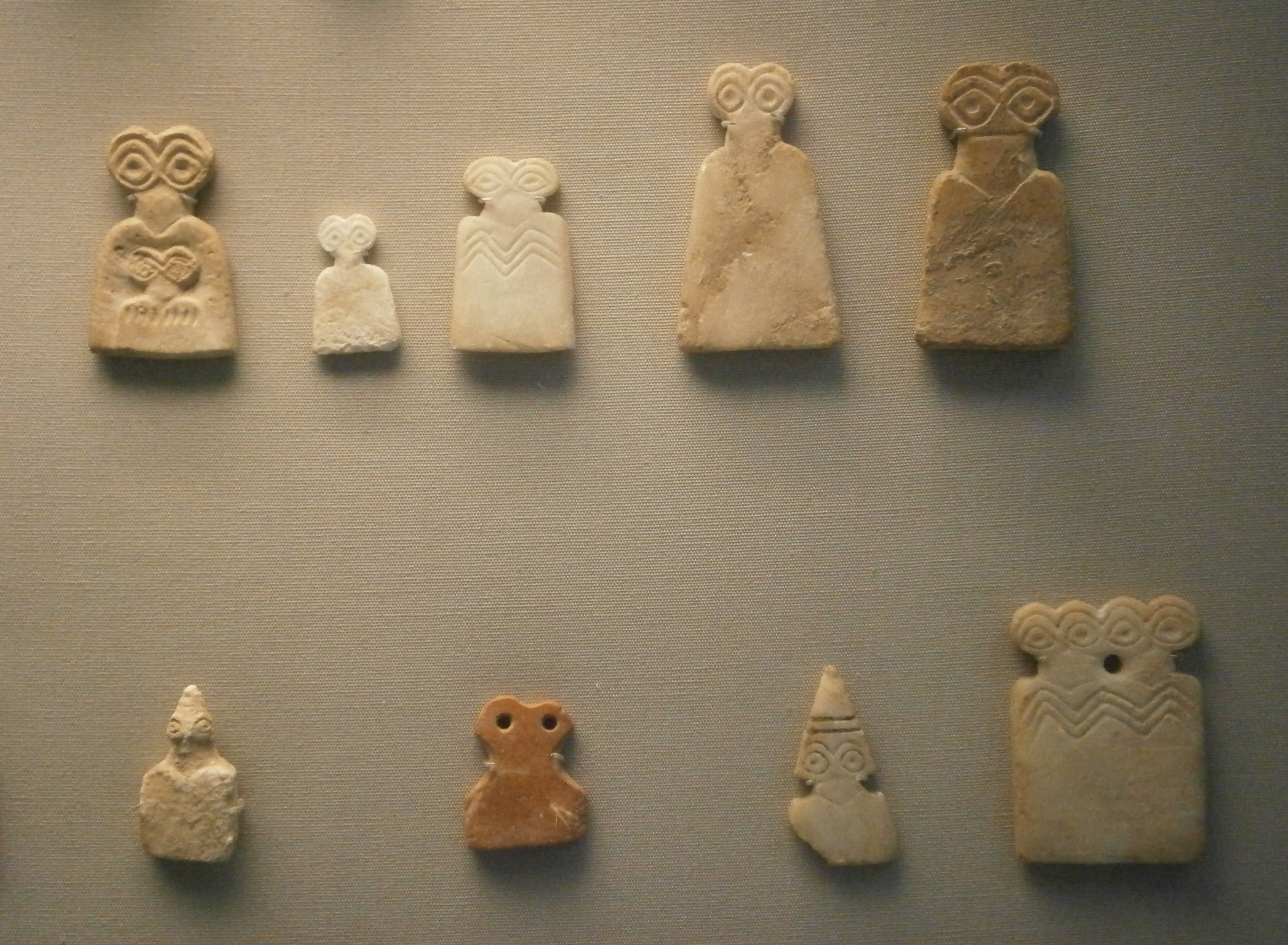
Idoles aux yeux provenant de Tell Brak. British Museum.

Le site le plus représentatif du phénomène proto-urbain en Haute Mésopotamie est Tell Brak, situé dans la vallée du Khabur, l'un des plus vastes de la période puisqu'il s'étend sur environ 130 hectares durant les premiers siècles du millénaire. Quelques résidences de la période y ont été dégagées, ainsi que de la poterie typique de l'Uruk, mais ce sont surtout une succession de monuments sans doute à buts cultuels qui ont attiré l'attention. Le « Temple aux yeux », comme on le nomme dans son stade final, a des murs sont ornés par endroits de cônes de terre cuite formant une mosaïque et d'incrustations en pierres de couleur, et une plate-forme servant peut-être d'autel décorée de feuilles d'or, de lapis-lazuli, de clous d'argent et de marbre blanc, dans une pièce centrale en forme de T. Le plus remarquable reste la trouvaille de plus de 200 « idoles aux yeux » auxquelles l'édifice doit son nom, figurines aux yeux hypertrophiés, sans doute un dépôt votif. Tell Brak a aussi livré des documents de proto-écriture : une tablette numérale, mais surtout deux tablettes pictographiques présentant des spécificités par rapport à celles du sud mésopotamien, indiquant peut-être l'existence d'une tradition écrite locale. Le site de Tell Majnuna, situé dans sa périphérie, comprend de nombreuses sépultures. À proximité de Brak vers l'est, Hamoukar a aussi livré du matériel habituel des sites sous influence urukéenne de la Haute Mésopotamie (céramique, scellements) et témoigne de l'existence d'une urbanisation importante dans cette région à la période d'Uruk, comme Brak. Plus petit, Tell Mashnaqa pourrait être un fort, qui voit aussi l'intrusion de l'influence urukéenne. Plus loin à l'est, le site de Tell al-Hawa présente également des contacts avec la Basse Mésopotamie. Sur le Balikh, Hammam et-Turkman présente une architecture monumentale. À l'ouest de l'Euphrate l'influence urukéenne est moins visible, en dehors de quelques sites de la plaine de l'Amuq où se retrouvent des écuelles à bords biseautés,.
Plusieurs sites ont été fouillés dans la région de l'Euphrate située juste au sud-est de l'Anatolie, voisinant la région des sites urukéens du Moyen Euphrate. Hacinebi, près de la ville de Birecik dans la province de Şanlıurfa, a été fouillé sous la direction de G. Stein, et est localisé au carrefour de routes commerciales importantes. Un matériel archéologique sud-mésopotamien (écuelles à bords biseautés) apparaît dès la phase B1 (datée des alentours de 3800/3700), et est encore plus présente durant la phase B2 (3700-3300), aux côtés d'autres objets caractéristiques de l'Uruk récent (cônes d'argile servant à la décoration murale, une faucille en terre cuite, une bulle d'argile à calculi imprimée avec une impression de sceau-cylindre, une tablette d'argile non inscrite, etc.). Elle cohabite toujours avec une poterie locale qui reste dominante. Le fouilleur du site pense que celui-ci a vu l'installation d'une enclave de personnes venues de Basse Mésopotamie, cohabitant sur place avec les autochtones qui restent majoritaires.
Bien plus au nord, le site d'Arslantepe, situé dans les faubourgs de Malatya, est le plus remarquable de la période pour l'Anatolie orientale, fouillé sous la direction de M. Frangipane. Durant la première moitié du IVe millénaire, ce site est dominé par un édifice appelé par les fouilleurs « Temple C », construit sur une plate-forme. Il est abandonné vers 3500, quand lui succède un complexe monumental où se situe le centre du pouvoir dans la région. La culture de l'Uruk récent y exerce une influence sensible, repérable notamment par les nombreuses empreintes de sceaux trouvées sur le site, dont beaucoup sont de style sud-mésopotamien. Vers 3000, le site est détruit par un incendie, ses monuments ne sont plus restaurés et la culture matérielle dominante devient celle dite Kouro-Araxe, venant du sud du Caucase.

### L'expansion urukéenne: modalités et causes

L'« expansion urukéenne » : profils culturels des sites (d'après P. Butterlin).

La période d'Uruk est donc caractérisée par un phénomène d'« expansion urukéenne », qui se constate sur les sites par la propagation des traits matériels et culturels typiques de cette culture, un « kit » urukéen comprenant dans son développement final les écuelles à bords biseautés (bevelled-rim bowls ; on parle aussi d'« écuelles grossières »), les nombreuses formes de céramique au tour de type urukéen, des instruments comptables (sceaux-cylindres et scellements sur bulles et tablettes numérales) et des constructions de plan tripartite, utilisant les briquettes Riemchem,. Il s'inscrit dans la continuité du développement des contacts entre les diverses régions du Moyen-Orient durant la période d'Obeïd, qui ont également été marqués par une grande influence du sud mésopotamien, au point qu'on on parle parfois d'« expansion obéidienne »,. Il est désormais établi que le phénomène n'est pas bref mais s'inscrit dans la durée. Les premières implantations urukéennes se repèrent au début du IVe millénaire av. J.-C. dans le Zagros occidental, à Godin Tepe, Logardan, Qirdi Qala. Au milieu du millénaire se repèrent de véritables colonies telles que Qraya, Gurga Ciya, Logardan et Girdi Qala, des enclaves urukéennes sur des sites localisés sur d'importantes voies commerciales, Godin Tepe, Ninive, Hacinebi, etc. Les écuelles grossières caractéristiques du répertoire urukéen se retrouvent du Caucase jusqu'au Pakistan. La période d'Uruk récent voit l'apogée du phénomène, avec l'apparition d'un réseau de colonies sur l'Euphrate (Habuba Kabira, Djebel Aruda) et d'une manière générale l'augmentation du nombre de sites présentant au moins une partie des éléments relevant du « kit » urukéen.
Depuis l'identification des possibles enclaves ou colonies de culture urukéenne, les spécialistes ont discuté de la nature du phénomène et de ses explications. Guillermo Algaze a repris le concept de « système-monde » d'Immanuel Wallerstein et aussi des notions de la théorie du commerce international pour les appliquer à la période d'Uruk, et ainsi élaborer le premier modèle qui se voulait cohérent de l'expansion de la civilisation d'Uruk. Selon ses propositions, les « Urukéens » auraient créé un ensemble de colonies hors de Basse Mésopotamie, pour des motivations principalement économiques, afin de prendre le contrôle de routes commerciales sur lesquelles transitaient des matières premières. Les habitants de la Basse Mésopotamie sont avantagés par rapport aux régions voisines notamment par la plus grande productivité de leurs terres, un meilleur réseau de transport grâce aux canaux, également des instruments de gestion plus efficaces, ce qui aurait permis à leur région de « décoller » (il parle de « Sumerian takeoff ») plus vite que les autres grâce à leur « avantage comparatif » et même leur « avantage compétitif ».
Les hypothèses d'Algaze ont rencontré un certain succès et suscité de nombreuses critiques, initiant un débat très riche. D'autres explications proposent une forme de colonisation agraire à la suite d'un manque de terres en Basse Mésopotamie, ou bien une migration de réfugiés depuis la région d'Uruk après des problèmes écologiques ou politiques. Elles sont avant tout avancées pour le cas des sites du monde syro-anatolien, peu de théories globales étant avancées. D'autres tentatives d'explication laissent de côté la prépondérance des considérations politiques et économistes pour s'intéresser à l'expansion urukéenne en tant que phénomène culturel de longue durée, inscrit dans la continuité des « sphères d'interaction » du Néolithique proche-oriental et annonçant les réseaux « globaux » de l'âge du bronze, reprenant pour cela les concepts de koinè, d'acculturation, d'hybridation ou d'émulation culturelle tout en considérant leur différenciation suivant les aires culturelles et les sites. Cette approche implique de prendre en compte les modalités de réception (et donc d'adoption, de sélection, d'adaptation) des éléments culturels urukéens par les populations locales, qui peuvent se faire suivant différentes modalités. P. Butterlin a proposé de voir les liens unissant la Mésopotamie méridionale et ses voisins à cette période comme une « culture-monde » et non comme un « système-monde » économique, dans lequel la région d'Uruk fournit un modèle à ses voisins, qui en reprennent chacun à leur façon les éléments les plus adaptables tout en conservant des traits spécifiques plus ou moins forts : cela explique les différents degrés d'influence ou d'acculturation. En effet, l'impact urukéen est généralement différencié selon les sites et régions étudiés, ce qui a conduit à l'élaboration de plusieurs typologies en fonction des traces matérielles relevant du « kit » urukéen. On a ainsi pu distinguer plusieurs types de sites allant des « colonies », où se retrouvent l'intégralité du kit, qui seraient de véritables sites urukéens, ou des « comptoirs » comprenant une enclave urukéenne, d'autres à profil « hybride » où l'influence est notable mais sans jamais supplanter la culture locale (le kit est partiellement présent), jusqu'à des sites proprement locaux/indigènes où l'influence urukéenne est faible,.

### Au-delà du phénomène urukéen: Levant sud, Égypte, golfe Persique
Les cas du Levant Sud et de l'Égypte sont encore différents, et permettent de mettre en lumière le rôle des sociétés locales dans la réception de la culture d'Uruk. La première région ne disposait pas d'une société stratifiée avec un embryon de bureaucratie et d'urbanisation, et donc pas d'élites fortes (on parle pour elle de « chefferies »), donc pas de relai local pour que l'influence urukéenne s'implante, d'autant plus que celle-ci était sans doute trop éloignée, cette région étant beaucoup plus marquée pour cette période par l'influence égyptienne. Dans la seconde région, l'influence urukéenne semble limitée à des objets perçus comme prestigieux et exotiques (comme le couteau de Gebel el-Arak), choisis par les élites locales au moment où elles ont besoin de marqueurs pour affirmer leur puissance dans une société étatique elle aussi en construction.
Enfin, des contacts ont également été décelés entre la sphère urukéenne et les régions de l'Arabie orientale, qui passent par le golfe Persique. Longtemps négligés, notamment parce que ces régions semblent peu actives durant la majeure partie du IVe millénaire av. J.-C., ils ont été mis en avant par la trouvaille d'objets de facture mésopotamienne à Abu Dhabi et Oman, également la présence du nom de Dilmun, qui désigne l'île de Bahrein, dans des tablettes proto-cunéiformes d'Uruk. Des objets trouvés en Mésopotamie pour la fin du IVe millénaire av. J.-C. ont été faits avec du cuivre importé d'Oman. De la céramique mésopotamienne de l'époque de Djemdet Nasr est attestée sur plusieurs sites de ces régions, attestant d'un développement des relations, qui s'intensifient au IIIe millénaire av. J.-C.,.

### Reflux et régionalisation
En Basse Mésopotamie, la période d'Uruk s'achève au plus tard vers 3100-3000 av. J.-C. (voire avant, vers 3300), quand débute la période de Djemdet Nasr, caractérisée par une céramique peinte aux motifs géométriques et parfois naturalistes, rouge et noir, bien qu'en pratique la majorité des céramiques restent non décorées. Elle voit un début de concentration de l'habitat et sans doute une réorganisation du pouvoir,,. Le niveau III de l'Eanna d'Uruk, correspondant à cette période, montre une réorganisation complète du quartier, les constructions du niveau IV étant arasées et remplacées par une grande terrasse, dont on ignore ce qu'elle supportait. À ses pieds a été retrouvé un dépôt probablement de nature cultuelle (le Sammelfund des archéologues du site), où ont été mises au jour des œuvres artistiques majeures de la période (grand vase cultuel, sceaux-cylindres, etc.). Plus de 4 800 tablettes et fragments de tablettes écrits sont datées de cette période (phase dite « Uruk III »), soit beaucoup plus que pour la phase antérieure. La Cuneiform Digital Library Initiative retient pour cette phase la fourchette 3200-3000 av. J.-C. Le site éponyme de Djemdet Nasr est divisé en deux tells principaux, et c'est sur le second (Mound B) qu'a été mis au jour l'édifice le plus important dans lequel on a retrouvé un lot conséquent de documents administratifs : plus de 200 tablettes, des impressions de sceaux-cylindres,. L'ampleur et la nature des changements qui ont pu affecter la Basse Mésopotamie restent difficiles à déterminer en l'absence de documentation archéologique consistante. Le remaniement complet du quartier de l'Eanna semble indiquer un véritable bouleversement politique. Algaze a supposé une crise provoquée par une surexploitation des terres agricoles ; d'autres ont mis en avant l'irruption d'un climat plus sec, ou bien l'arrivée de nouvelles populations d'origine sémite (les futurs « Akkadiens »), sans preuve convaincante. Puis après 3000/2900 av. J.-C. commence la période dite des « Dynasties archaïques » en Basse Mésopotamie, nouvelle période d'essor urbain, durant laquelle cette région a toujours un rayonnement considérable sur ses voisines.
La fin du IVe millénaire voit en tout cas la fin de l'intégration urukéenne, ce qui est parfois désigné comme un « effondrement ». En raison des incertitudes chronologiques de la période, il est difficile de synchroniser les changements observés dans les différentes régions et donc de bien comprendre les évolutions générales. En Haute Mésopotamie, les sites « coloniaux » sont abandonnés (en même temps que s'achève le niveau IV de l'Eanna ?), sans trace de violence, et les autres sites ne présentent plus de contact avec la Basse Mésopotamie, hormis Tell Brak où a été mise au jour de la céramique de type Djemdet Nasr. Sur les autres sites se retrouvent au mieux des éléments hérités de l'influence urukéenne (sceaux-cylindres, certaines formes de céramiques). Les raisons de ces changements ne sont pas élucidées : on a pu chercher du côté d'un affaiblissement de la Basse Mésopotamie conduisant à la disparition de son rayonnement, et donc à une émancipation des communautés autochtones de Haute Mésopotamie ; ou bien un point de départ dans une révolte de ces dernières. Mais rien de tout cela ne repose sur des indices archéologiques. À Suse également la fin de la période d'Uruk se marque par une rupture, avec une diminution de la taille du site et un changement culturel.
Quoi qu'il en soit le début du IIIe millénaire est caractérisé par la présence de cultures régionales, qui sont affranchies de l'influence du Sud mésopotamien, avec un retour de la céramique peinte,. Dans la partie orientale de la Mésopotamie, c'est la période dite de Ninive V ou Ninivite V, caractérisée comme son nom l'indique par la poterie mise au jour au niveau V de l'acropole de Ninive, alors que dans la Djézireh on préfère employer une périodisation locale, « Early Djezireh », avec sa phase I débutant à cette période. Il n'y a pas de trace évidente d'une complexité politique équivalente à celle de l'époque d'Uruk, en l'absence d'architecture monumentale et d'écriture, même si des sites comme Tell Brak et Tell al-Hawa couvrent encore plus de 40 hectares. Sur le Moyen-Euphrate les types de céramique s'éloignent progressivement des modèles urukéens, et le réseau urbain se réorganise autour de nouveaux centres, Terqa et Mari. Le sud-ouest iranien se singularise dès la fin du IVe millénaire av. J.-C. par l'émergence d'une culture dite « proto-élamite », présentant des similitudes avec celle d'Uruk, puisqu'elle développe sa propre écriture employée pour l'administration et la gestion, et que celle-ci et sa culture matérielle, en partie d'inspiration urukéenne, connaît sa propre expansion commerciale et culturelle. Elle est surtout attestée à Suse (où un hiatus dans la stratigraphie au début de la période empêche de bien mesurer la transition), mais son cœur serait plutôt à rechercher dans le Fars, autour de Tell-e Malyan (période de la poterie de Banesh),. L'autre culture régionale importante émergeant des décombres de l'ère urukéenne est la culture de la « Scarlet Ware », dans la Diyala, caractérisée par sa céramique de couleur écarlate.
- Poteries des phases régionales du début du IIIe millénaire

Poteries des phases régionales du début du
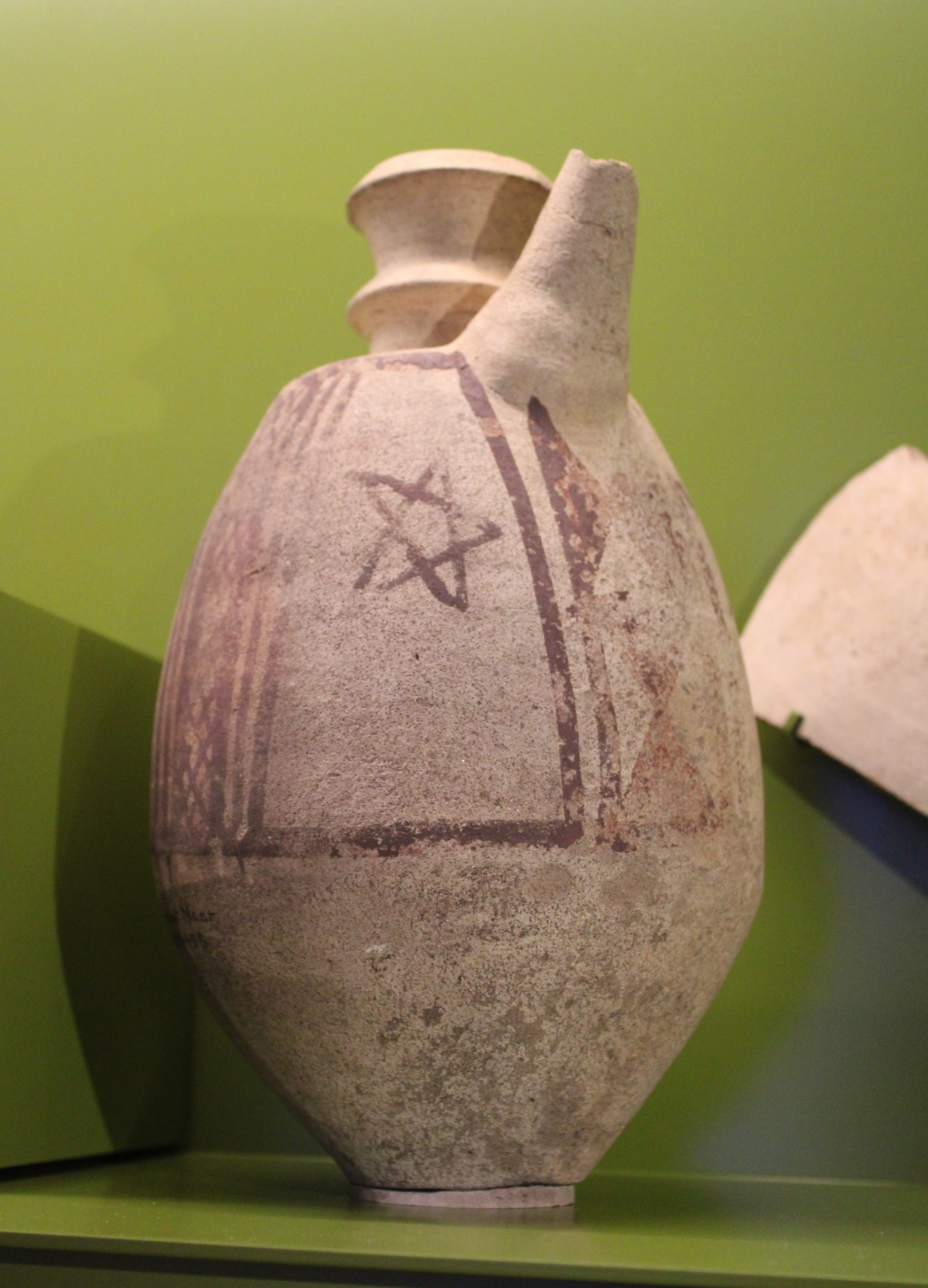
Vase peint avec des lignes et étoiles, Djemdet Nasr. Ashmolean Museum.
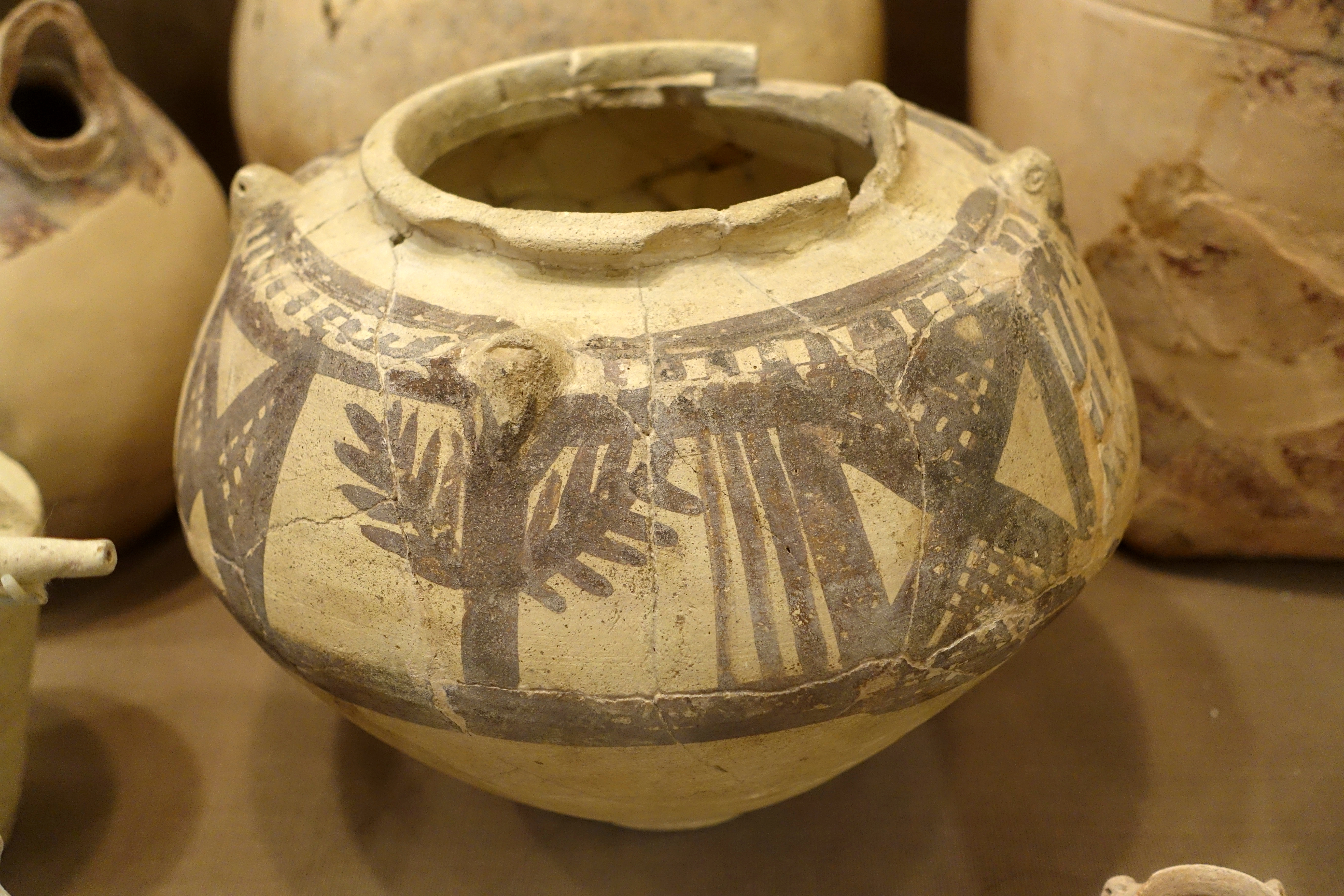
Vase en céramique peint de la période de Djemdet Nasr, provenant de Khafadje. Musée de l'Institut oriental de Chicago.
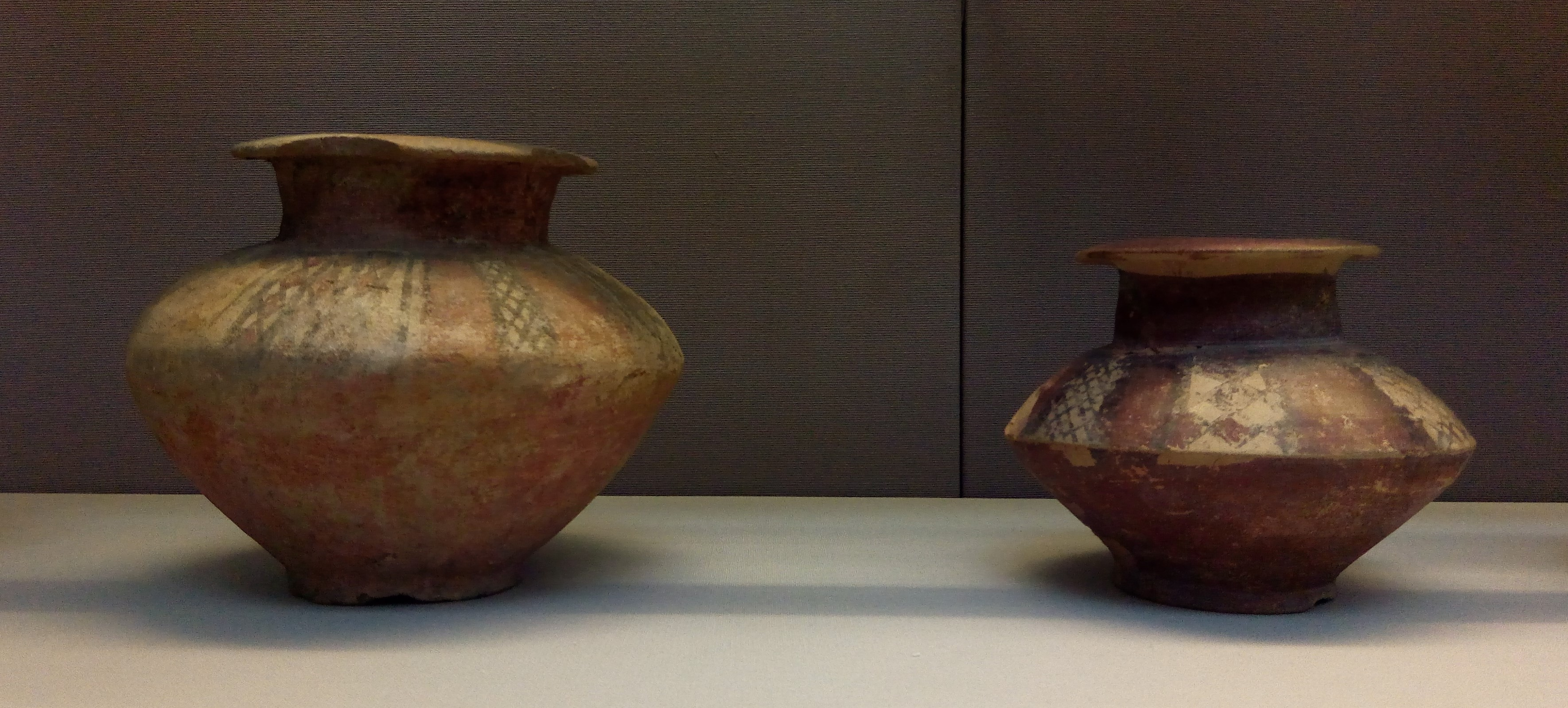
Jarres peintes de la période de Djemdet Nasr, provenant d'Ur et d'Al-Aïn (Émirats Arabes Unis)
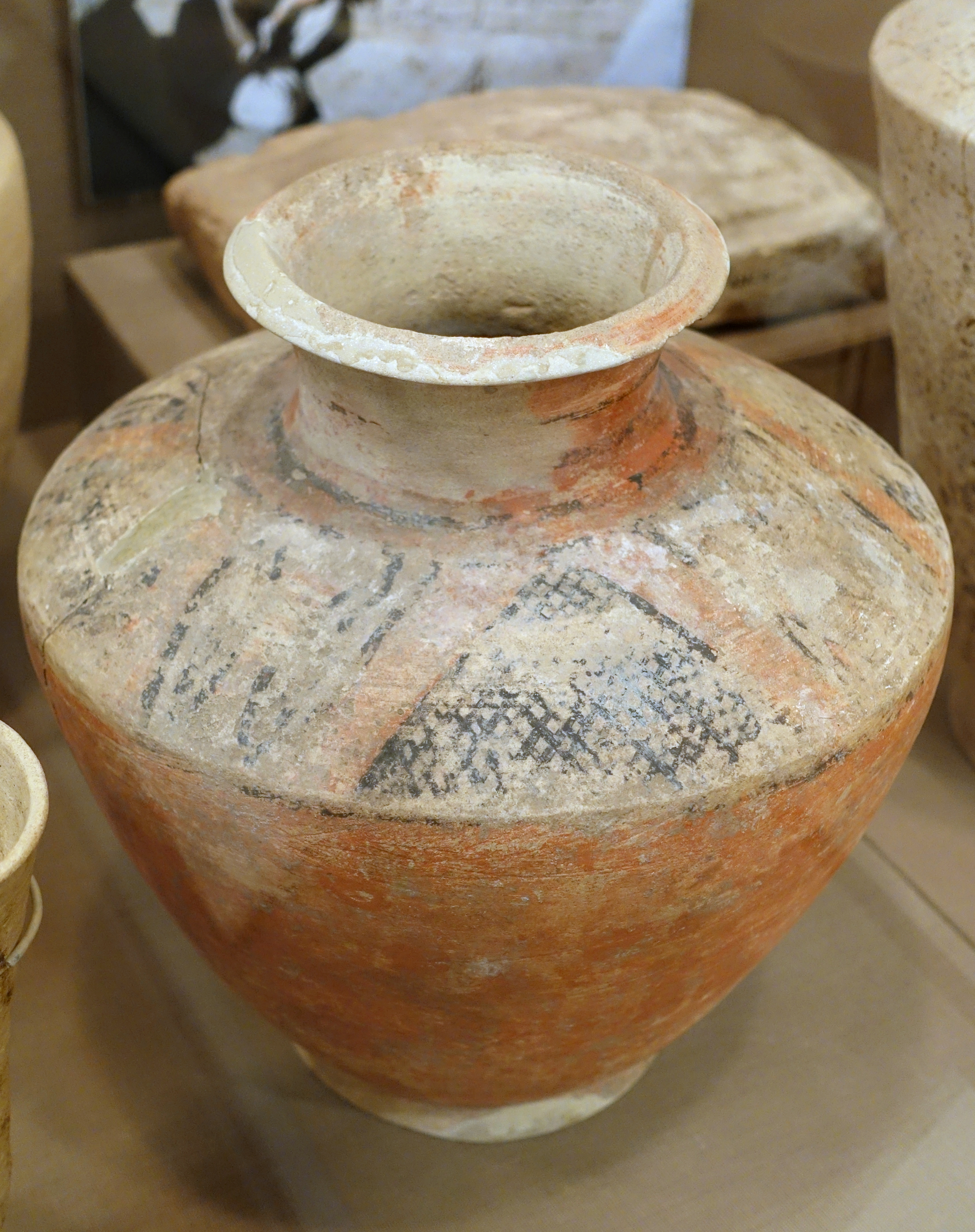
Jarre de type Scarlet ware ancien, vallée de la Diyala. Musée de l'Institut oriental de Chicago.
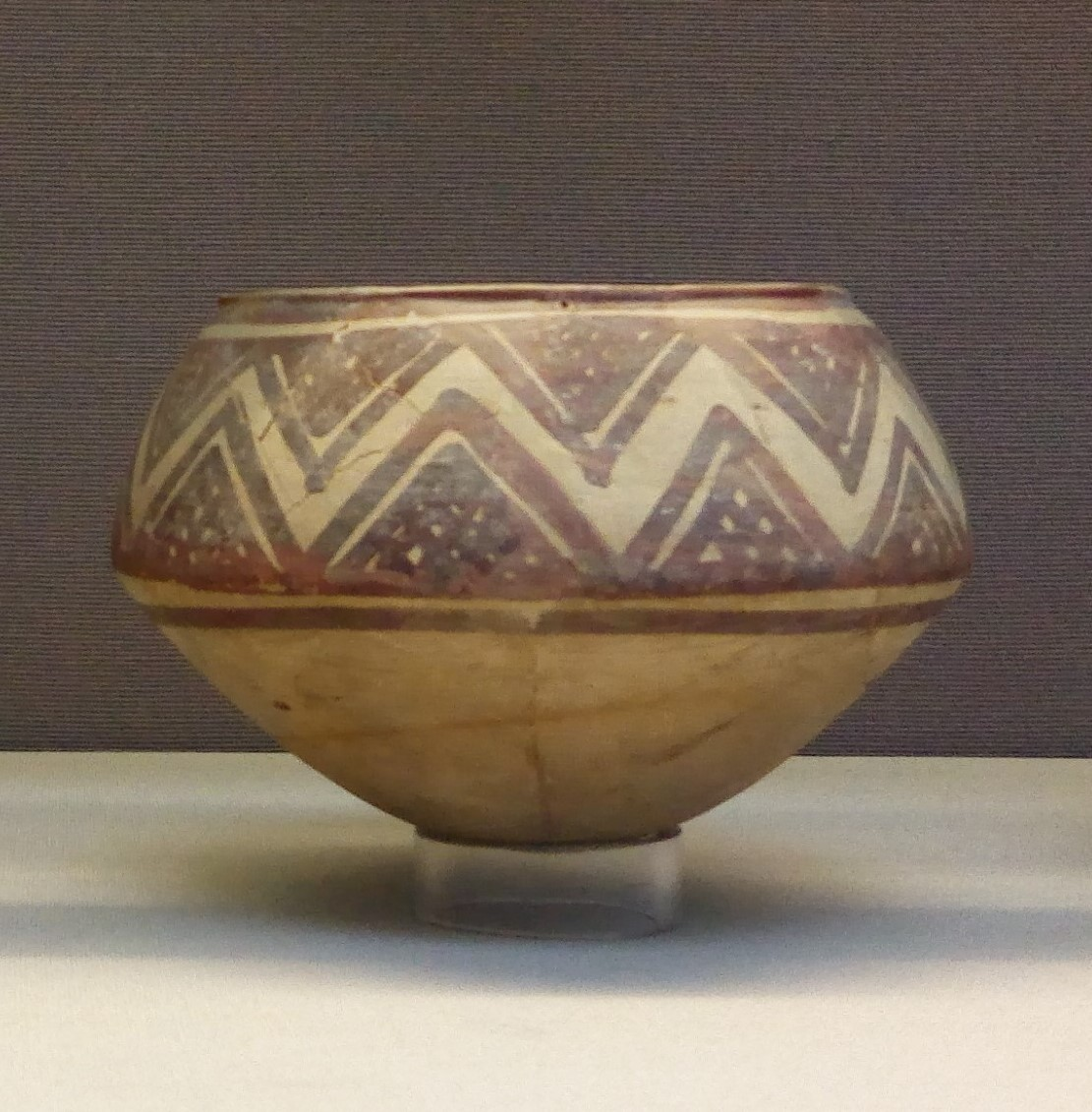
Vase peint, transition Uruk-Ninivite 5, Ninive. British Museum.

## Les dynamiques de la civilisation de la période d'Uruk
À cheval entre la préhistoire et l'histoire, la période d'Uruk peut être par bien des aspects fondatrice. De nombreux phénomènes et innovations qui s'y produisent constituent un tournant dans l'histoire mésopotamienne et même plus largement dans l'histoire tout court, en particulier celle du monde occidental qui lui doit beaucoup. C'est de cette période que l'on date pèle-mêle l'apparition du tour de potier, de l'écriture, de la ville, de l'État. Il s'agit d'une nouvelle progression dans l'élaboration de sociétés étatiques, souvent qualifiées par les spécialistes comme étant « complexes » (en admettant que les sociétés antérieures aient été « simples »).
La recherche s'est donc intéressée à cette période en la voyant comme une étape cruciale de cette évolution sociale, processus long et cumulatif dont on peut faire remonter les racines au début du Néolithique six millénaires plus tôt, et qui avait connu une certaine évolution sous la période d'Obeid en Mésopotamie. Cela est surtout le fait de chercheurs anglo-saxons dont l'appareil théorique est fortement inspiré par l'anthropologie depuis les années 1970, et qui étudient la période d'Uruk sous l'angle de la « complexité », en analysant l'apparition des premiers États, une hiérarchie sociale croissante, des échanges à longue distance qui s'intensifient, etc.,. Ce n'est certes pas une période « révolutionnaire », car c'est par bien des aspects le stade final d'évolutions entamées bien avant, mais c'est à ce moment-là que les traits caractéristiques de la civilisation mésopotamienne antique achèvent de se mettre en place.

### Les innovations techniques et les évolutions économiques
Le IVe millénaire voit l'apparition ou du moins la diffusion de nouveaux outils qui vont bouleverser les sociétés qui les utilisent, notamment leur économie, car ils sont pour la première fois utilisés à grande échelle. L'application de ces découvertes produit en effet indéniablement des bouleversements économiques et sociaux en lien avec l'émergence de structures politiques et administratives étatiques, permettant la mise en place d'une économie plus dynamique, mais la mise en évidence de liens de causalité entre ces phénomènes reste complexe.

#### Agriculture et élevage

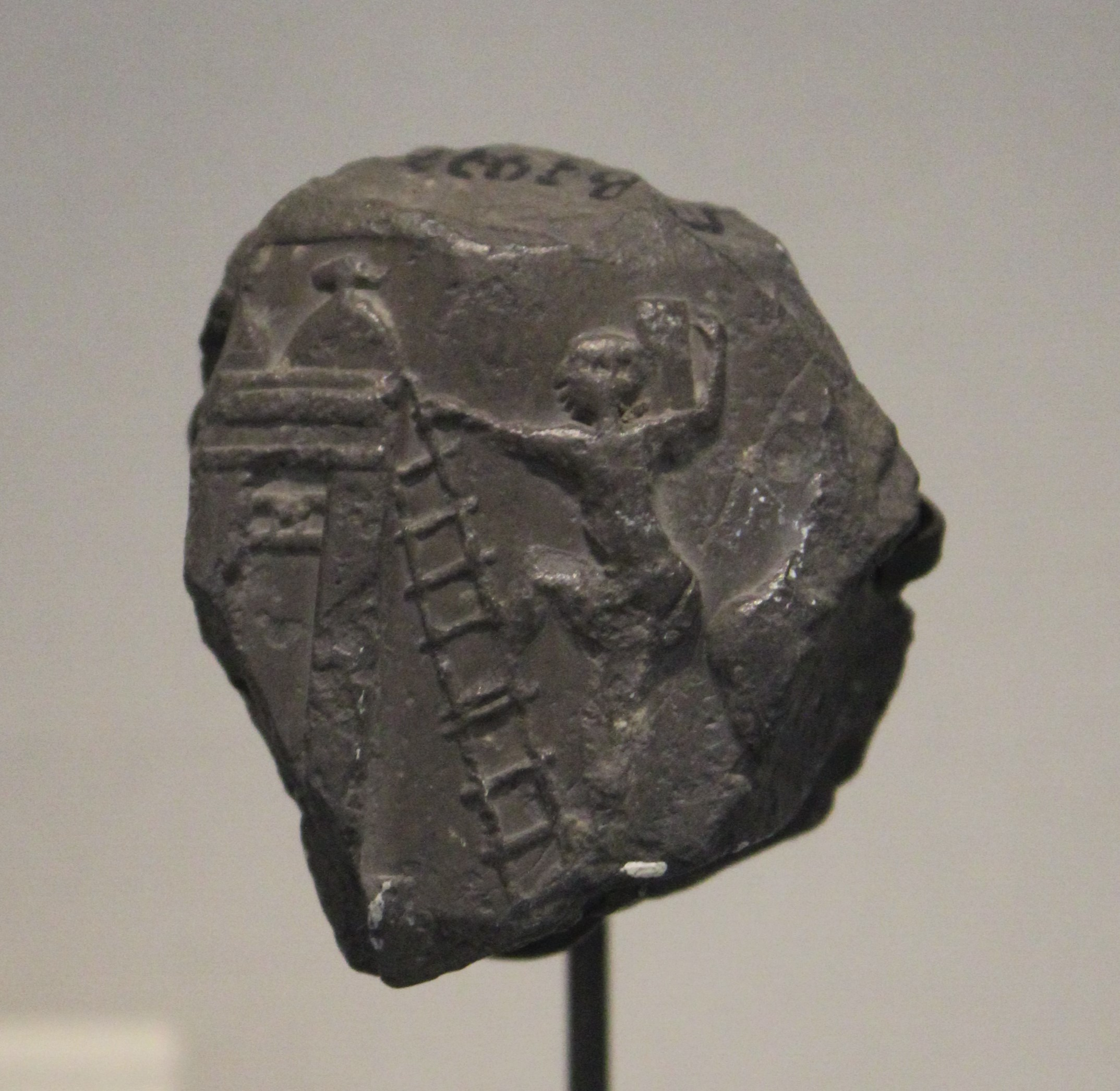
Bulle d'argile avec empreinte de scellement représentant une scène d'engrangement du grain, Suse II, Uruk récent. Musée du Louvre.

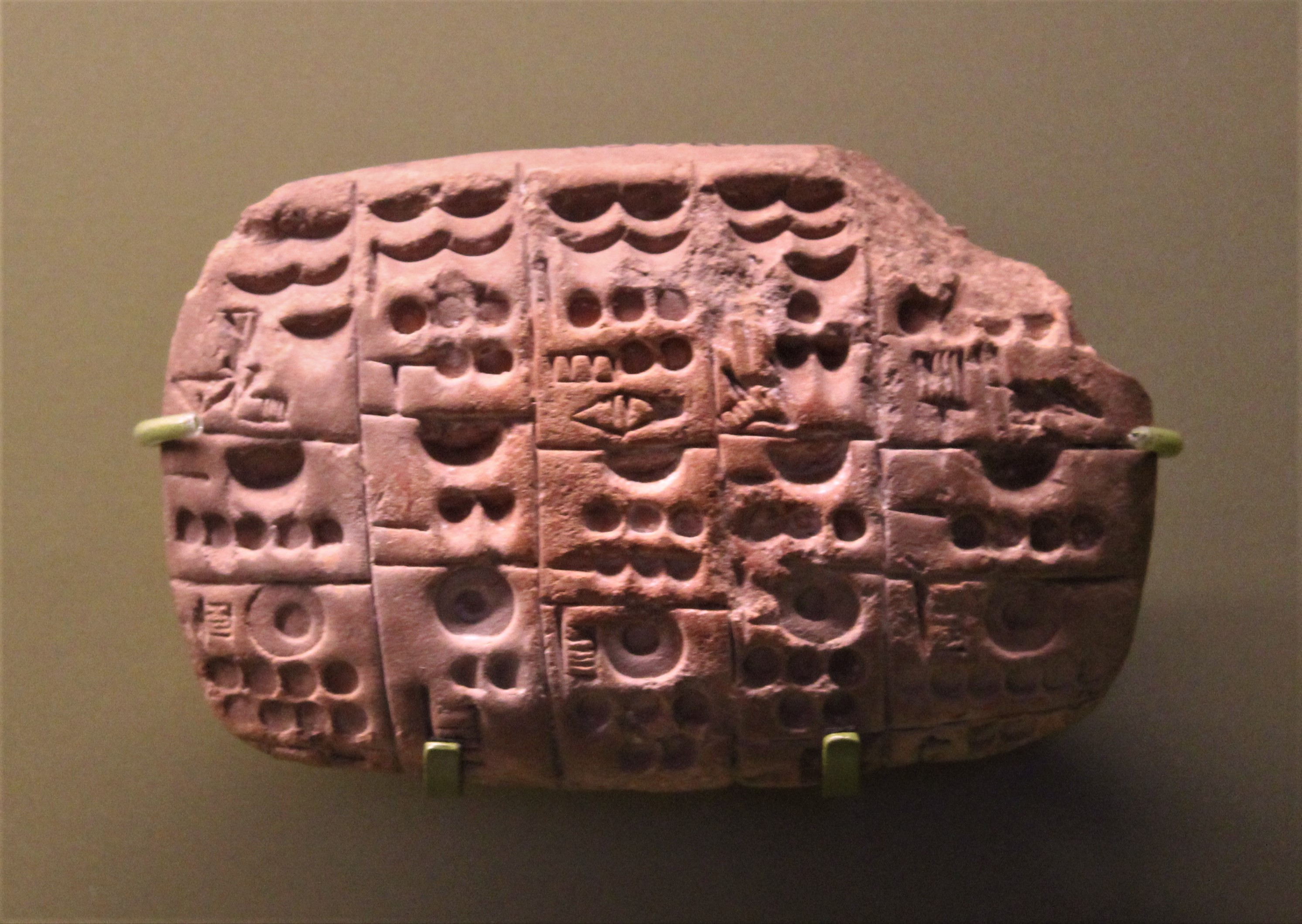
Tablette administrative de l'époque d'Uruk III, Djemdet Nasr. Ashmolean Museum. Calcul et addition des aires de cinq champs. Chaque colonne concerne un des cinq champs, les domaines sont additionnés puis divisés en trois parties ; deux parts (donc 2/3 du domaine) sont attribuées à l'EN (« Seigneur »), un haut fonctionnaire (voire le dirigeant de l’État), et le reste (1/3) est réparti entre cinq autres personnages importants, dont l'une est peut-être l'épouse de l'EN (SAL.EN). Les longueurs données pour les champs indiquent qu'ils ont une forme allongée,.

Dans le domaine de l'agriculture, plusieurs innovations importantes sont réalisées entre la fin du Chalcolithique et le début de l'âge du Bronze, ce que l'on a parfois qualifié de « seconde révolution agricole » (après celle des débuts du Néolithique) car l'ensemble de changements qui se produisent alors donnent un nouveau visage à l'agriculture et à l'élevage, dans le contexte de l'émergence des premières sociétés urbaines et étatiques.
Un premier ensemble d'évolutions se produit dans le domaine de la culture céréalière (orge avant tout), puisque l'araire à soc en bois tractée par un animal (âne ou bœuf) apparaît vers la fin du IVe millénaire, permettant d'ouvrir de longs sillons dans la terre. Cela rend les travaux agricoles lors des semailles bien plus simples qu'auparavant, quand ce travail était fait uniquement à la main, avec des outils comme la houe. La moisson est facilitée depuis la période d'Obeid par la mise au point de faucilles en terre cuite. Les techniques d'irrigation semblent également connaître un perfectionnement et/ou une application à plus grande échelle durant la période d'Uruk, d'autant plus que leur développement est facilité par l'humidité de l'environnement de cette époque, plus prononcé qu'aux périodes postérieures. Ces différentes innovations auraient permis le développement progressif d'un nouveau paysage agraire caractéristique de la Basse Mésopotamie antique, dans le cadre des domaines institutionnels. L'agriculture héritée du Néolithique, employant le seul travail manuel, se déroule dans des sortes de jardins, ou des bassins irrigués par submersion. L'apparition de l'araire facilite probablement la mise en culture de plus vastes surfaces, et l'apparition de champs cultivés à proprement parler, selon M. Liverani sous la forme de longues parcelles rectangulaires allongées pouvant être labourés en sillons, ces champs ayant chacun un petit côté bordant un canal d'irrigation. Une tablette de Djemdet Nasr comprenant le calcul de champs répartis entre plusieurs hauts dignitaires semble indiquer un tel paysage agraire, au moins pour ce cas,.
Ce système qui se met en place progressivement sur deux millénaires permet d'atteindre des rendements plus importants et de dégager plus de surplus que précédemment, notamment pour rémunérer les travailleurs des institutions, dont les rations d'entretien comportent surtout de l'orge. Les institutions ayant les moyens humains, matériels et techniques de mettre en œuvre ce type d'agriculture, elles prennent un poids considérable, même si l'exploitation familiale reste l'unité de base. Tout cela a sans doute impulsé une croissance démographique et donc accompagné l'urbanisation et l'apparition de structures politiques étatiques. Selon plusieurs reconstitutions comme celles de G. Algaze (l'« avantage comparatif/compétitif » mésopotamien reposant en bonne partie sur ses rendements agricoles) ou de M. Liverani (l'accaparement des surplus agricoles par les temples), la capacité de l'agriculture mésopotamienne de cette époque à produire des surplus a été un élément déterminant des évolutions politiques et sociales.
Le développement de l'arboriculture est un autre aspect de la nouvelle économie agricole qui se met en place entre la fin du Chalcolithique et le début de l'âge du Bronze, et vient ajouter la culture des espèces fruitières (vigne, olivier, palmier-dattier, figuier, etc.) à celles des plantes domestiquées durant le Néolithique. Pour la Mésopotamie cela concerne avant tout le palmier-dattier, dont on sait par les découvertes archéologiques que les fruits sont consommés en Basse Mésopotamie au Ve millénaire. La date de sa première culture par l'homme n'est pas déterminée précisément : il est possible qu'elle soit effectuée dès cette époque et il est couramment supposé que la culture de cet arbre connaisse son essor durant l'Uruk récent, mais les textes ne sont pas explicites là-dessus.

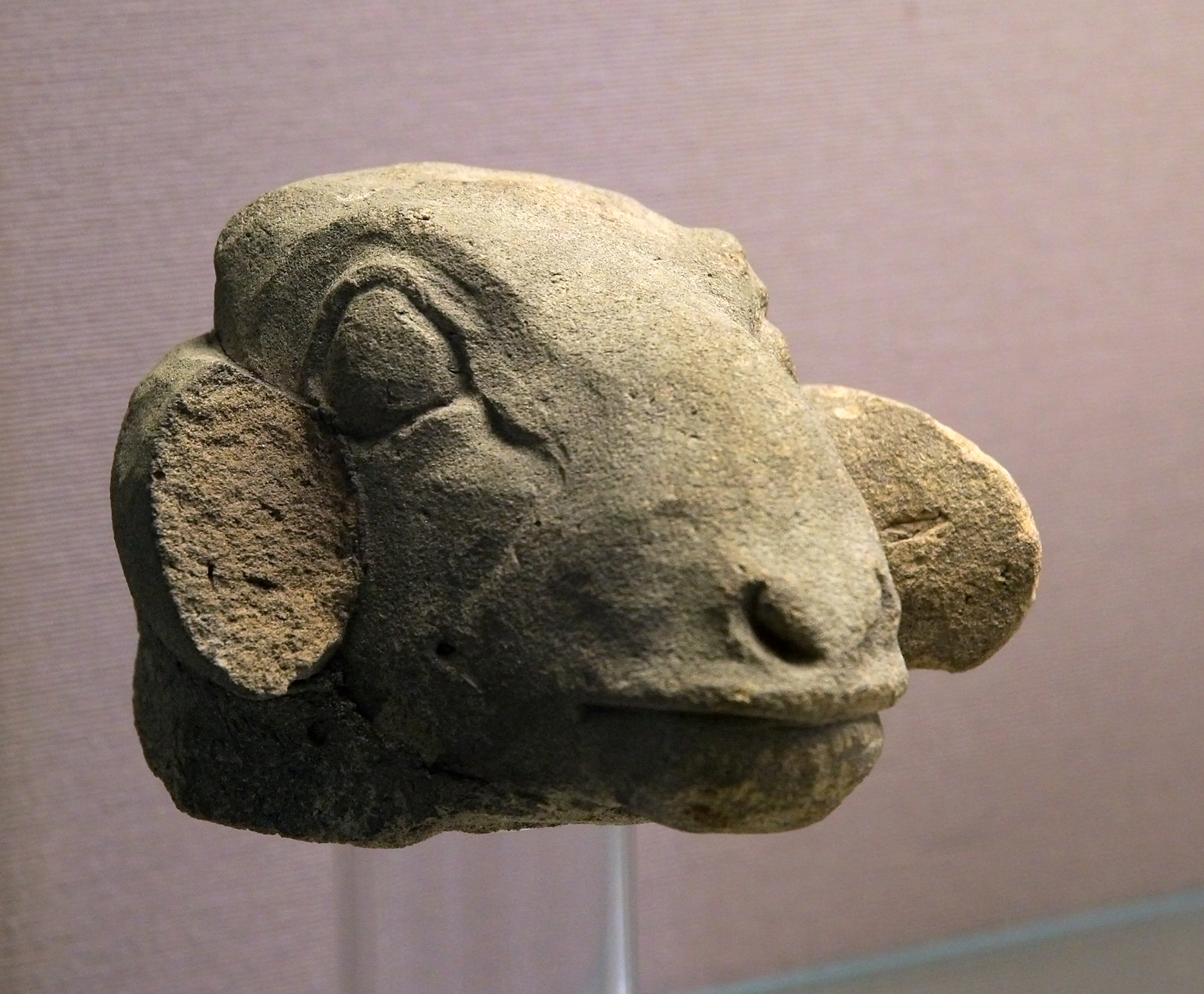
Tête de mouton en terre cuite, peut-être un élément de décor d'un temple. Uruk récent, British Museum.

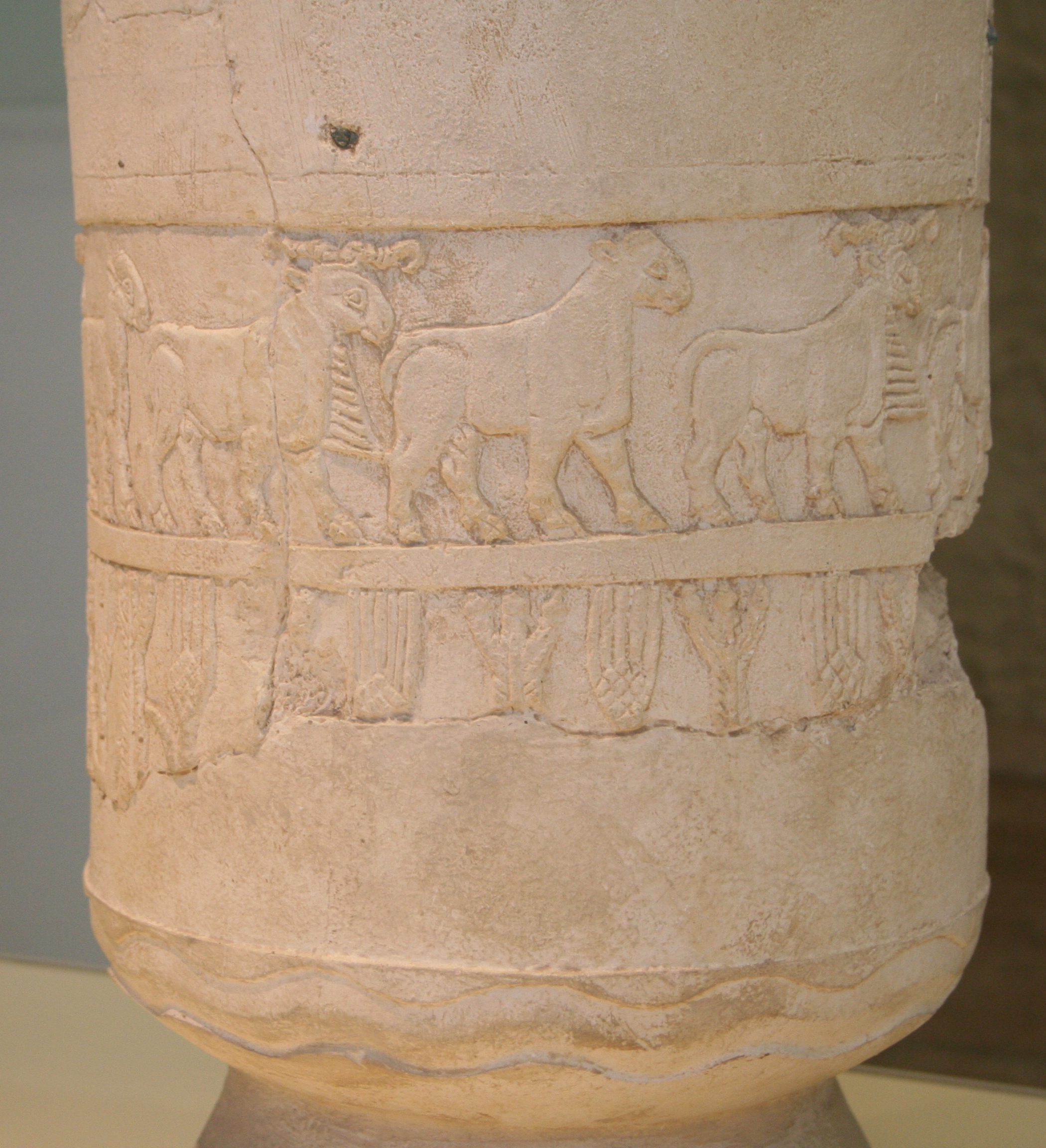
Bétail et végétaux : les richesses de la Basse Mésopotamie urukéenne sur le grand vase d'albâtre retrouvé à Uruk, copie du Pergamonmuseum.

La fin du Chalcolithique voit également des évolutions importantes dans le domaine de l'élevage. C'est tout d'abord vers cette période que se produit la domestication définitive de l'âne, qui a lieu en Égypte et dans un autre foyer, peut-être dans le Levant méridional et en Arabie, et dont les restes se retrouvent au IVe millénaire av. J.-C. sur une zone allant de l’Égypte à l'Iran. Il devient le premier équidé domestiqué dans cette région, et l'animal de bât privilégié du Moyen-Orient (le dromadaire n'étant domestiqué qu'au IIIe millénaire en Arabie). Avec sa capacité de transport élevée (au moins le double d'un humain), il permet le développement des échanges, sur courtes ou longues distances,. L'élevage des animaux plus anciennement domestiqués (moutons, chèvres et bœufs) connaît également une évolution. Si auparavant ils étaient surtout élevés pour l'alimentation (viande), ils le sont désormais de plus en plus pour les produits qu'ils fournissent sans qu'il soit nécessaire de les abattre (laine des moutons, poils des chèvres, lait) et pour leur force de travail, et à plus grande échelle, en lien avec l'essor du cadre institutionnel de l'économie. Le second aspect concerne surtout les bovins, qui avec l'apparition de l'araire deviennent essentiels pour les travaux des champs, et l'âne qui prend une place majeure pour le transport de biens.
Dans le cadre de la Basse Mésopotamie, il faut également compléter le tableau en soulignant le rôle potentiellement important des espaces aquatiques, notamment les marécages, très nombreux dans le delta mésopotamien, et sans doute plus à l'époque d'Uruk que durant les époques suivantes, parce que le niveau de la mer est plus haut et que cela a dû entraîner un climat plus humide qu'actuellement. S'y trouvent des ressources alimentaires (poissons, oiseaux), et des roseaux servant pour diverses activités artisanales (construction, vannerie). Les textes de l'époque d'Uruk montrent une préoccupation constante pour ces ressources, et leur collecte a toujours joué un rôle important dans l'économie de la région aux époques historiques. J. Pournelle propose, à l'encontre de la vision dominante, que la Basse-Mésopotamie de l'époque d'Uruk soit plus dominée par les marécages que par les champs irrigués, et que la population se repose plus sur les ressources des premiers, et exploite plutôt des sortes de jardins sur les levées de terre. Ce n'est qu'avec l'assèchement progressif de la région (ou du moins des espaces les plus éloignés de la mer) à partir de la fin de l'époque d'Uruk que se mettrait en place le paysage agraire marqué par l'importance des champs céréaliers irrigués, attesté avec assurance au IIIe millénaire av. J.-C..

#### Artisanat et construction

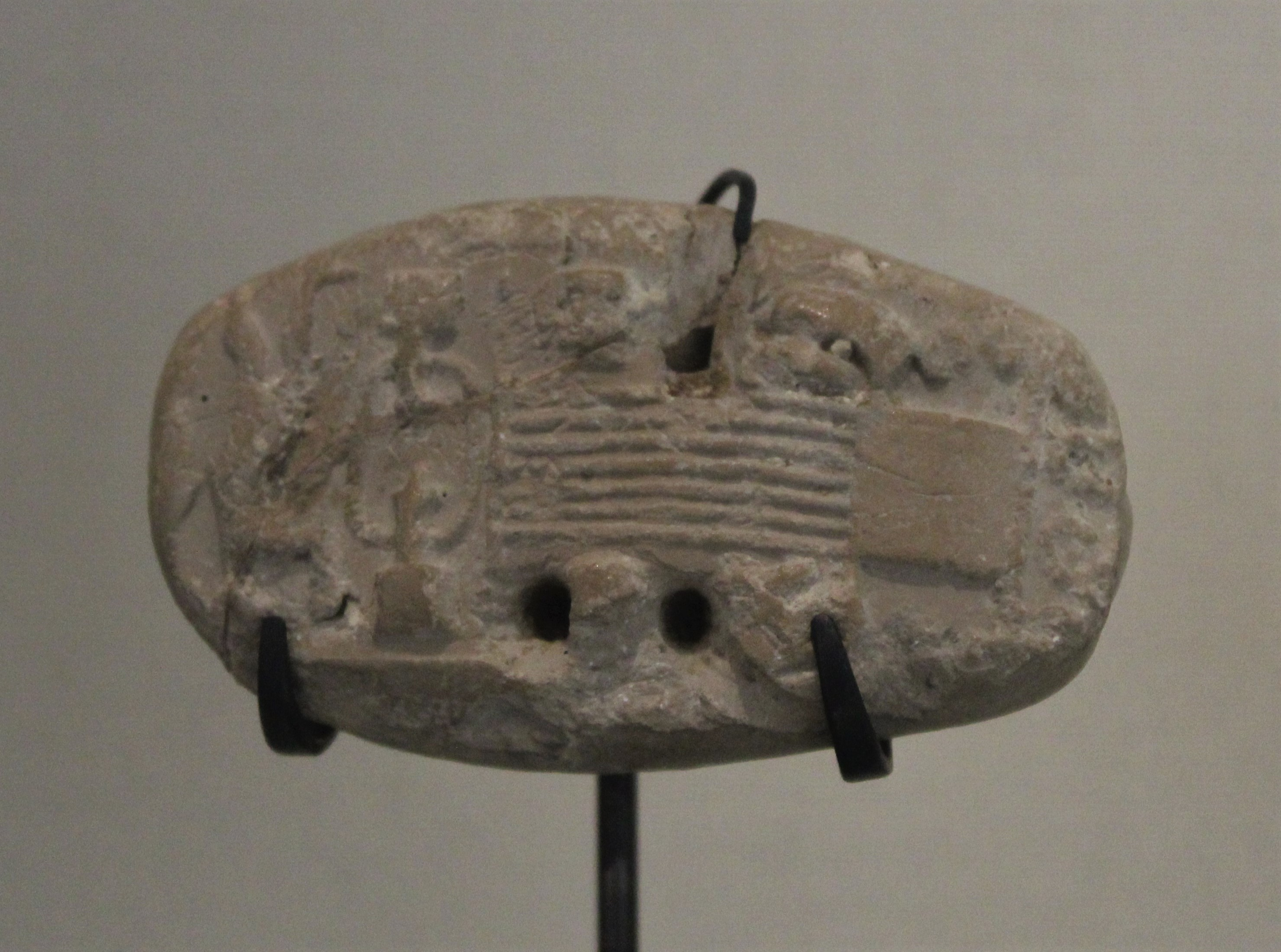
Tablette de comptabilité avec empreinte de sceau représentant une scène de tissage. Suse, niveau II, Uruk récent. Musée du Louvre.

Le développement de l'artisanat de la laine, qui se substitue progressivement au lin pour la réalisation des étoffes, a plusieurs implications économiques importantes. D'abord l'expansion de l'élevage ovin, notamment dans le cadre institutionnel, qui entraîne une évolution des pratiques agricoles avec le développement de la pâture de ces troupeaux sur les champs en jachère et dans les zones de collines et montagnes voisines de la Mésopotamie (suivant un procédé proche de la transhumance). Le déclin (relatif) de la culture du lin libère des champs pour la culture céréalière et aussi pour celle du sésame, qui est alors introduit en Basse Mésopotamie et se substitue au lin en tant que fournisseur d'huile. En aval se produit le développement d'un important artisanat textile, attesté par plusieurs empreintes de sceaux-cylindres, là aussi largement dans le cadre institutionnel, tandis que la laine devient un élément essentiel des rations d'entretien fournies aux travailleurs institutionnels avec l'orge. La mise en place de ce « cycle de la laine » aux côtés du « cycle de l'orge » (selon les expressions de M. Liverani) fonctionnant de la même manière autour de la production de l'orge, sa transformation et sa redistribution, donne à l'économie de la Mésopotamie antique ses deux traits principaux et accompagnent sans doute le développement économique des grands organismes. La laine a de plus la spécificité de pouvoir s'exporter aisément (contrairement aux produits alimentaires, vite périssables), ce qui a peut-être permis à la Mésopotamie d'avoir de quoi échanger avec ses voisins mieux dotés en matières premières. Sur les sites archéologiques, la présence de matériel et donc de production textiles se repère par des trouvailles de fusaïoles servant pour le filage, et de pesons de métiers à tisser, ce qui indique la présence de métiers à poids, qui permettent la réalisation de longues étoffes, aussi de motifs plus complexes que par le passé (en biais, chevrons, losanges), et du sergé grâce à la présence de barres mobiles, de tissages élaborés attestés par l'iconographie. L'artisanat textile pourrait donc connaître des évolutions techniques à cette période, mais cela demande confirmation,.

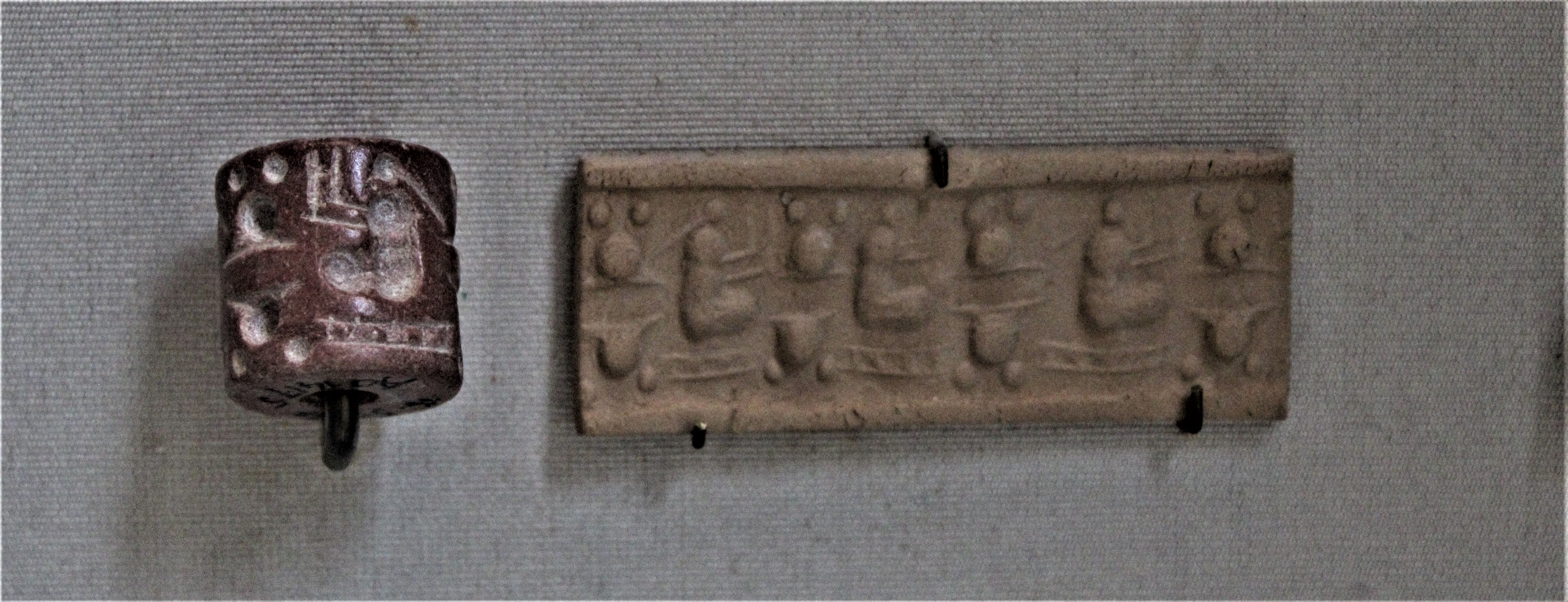
Sceau-cylindre avec impression représentant des potiers à l'ouvrage. Tello (Girsu), période de Djemdet-Nasr. Musée du Louvre.

L'artisanat de la poterie connaît une véritable révolution avec l'apparition et la diffusion du tour de potier, qui se fait apparemment en deux étapes : d'abord l'apparition d'un tour lent (ou « tournette »), auquel succède ensuite le tour rapide, mis au point apparemment dès la fin du Ve millénaire, mais diffusé au millénaire suivant. Il n'est désormais plus nécessaire de monter l'argile à la main seule, et il est modelé plus rapidement. Les fours de potiers sont également améliorés. Les céramiques sont simplement revêtues d'un engobe lissant leur surface, le décor devient de moins en moins recherché, jusqu'à être inexistant : quand il subsiste, ce sont surtout des incisions (pastilles ou quadrillages), les céramiques peintes se raréfient (elles reviennent en grâce avec les cultures régionales du début du IIIe millénaire). Les sites archéologiques de cette période ont livré une grande quantité de céramiques, montrant qu'on est alors passé à un stade de production de masse, pour une population plus nombreuse, notamment en ville, au contact des grands organismes administratifs. Elles remplissent une fonction essentielle de contenant des différentes productions agricoles (orge, bière, dattes, lait, etc.), et envahissent donc la vie quotidienne. On date de cette période l'apparition d'artisans potiers spécialisés dans cette production en grande quantité, qui aboutit à l'émergence de quartiers spécialisés. Si la qualité baisse, la diversité des formes et des modules des récipients devient bien plus importante que précédemment, avec la diversification des fonctions. Parmi les types caractéristiques du répertoire urukéen récent se trouvent des céramiques à engobe rouge, des bouteilles à goulot courbe ou droit, des jarres carénées à anses, des décors à croisillons incisés. Toute la céramique de cette période n'est cependant pas réalisée au tour : la poterie la plus courante caractéristique de la période d'Uruk, l'« écuelle à bords biseautés » (beveled-rim bowl), était moulée et produite en masse. Retrouvée sur de nombreux sites de l'aire d'expansion urukéenne, elle a donné lieu à des nombreuses interprétations sur une possible fonction dans un cadre institutionnel plutôt que privé (distribution de rations notamment). Elle a des antécédents durant l'Obeïd final en Anatolie du sud-est et en Haute Mésopotamie occidentale, les « bols de Coba », également produits en grande quantité.

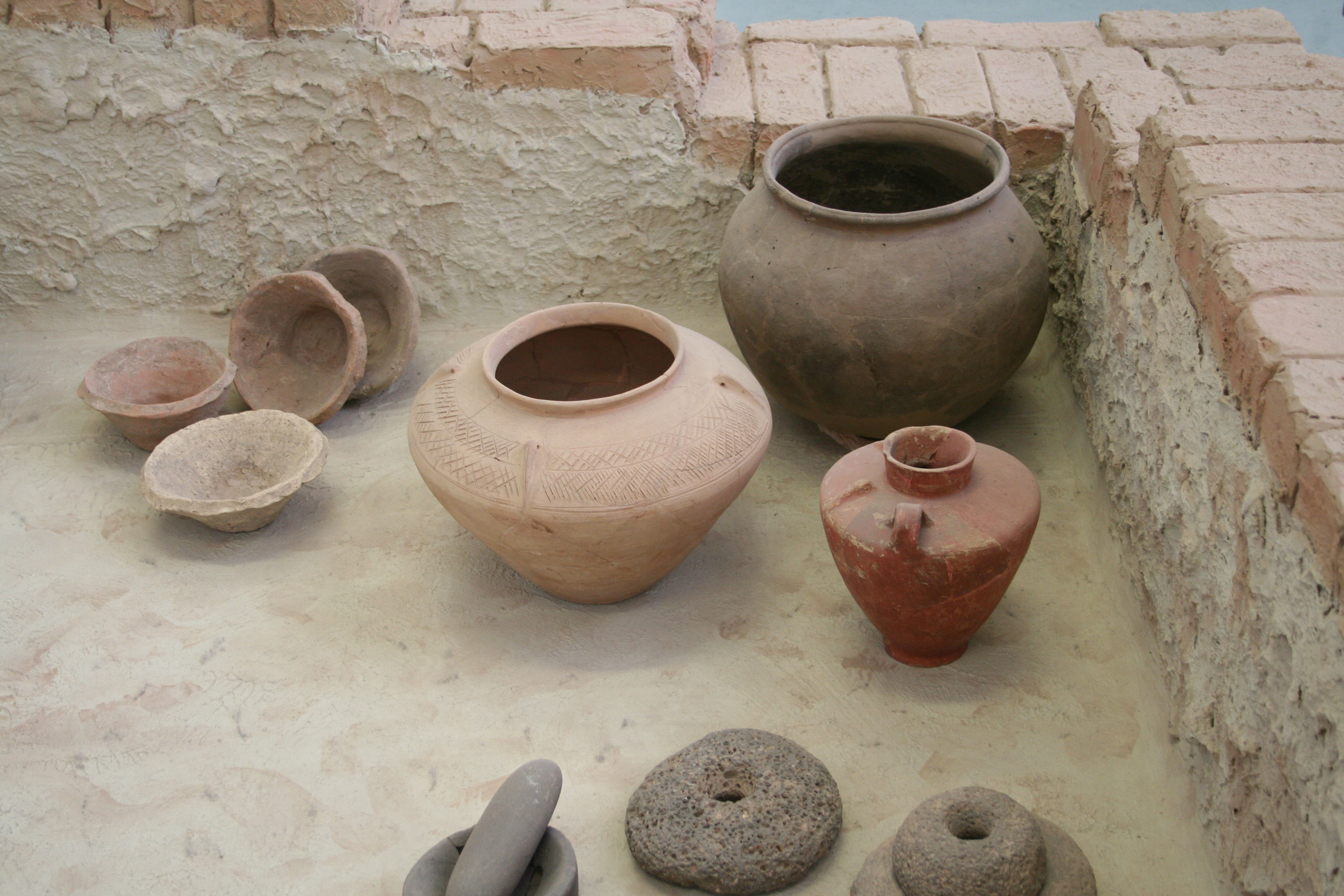
Céramiques de la période d'Uruk récent : céramiques réalisées au tour (à droite) et écuelles à bords biseautés (à gauche). Pergamonmuseum.
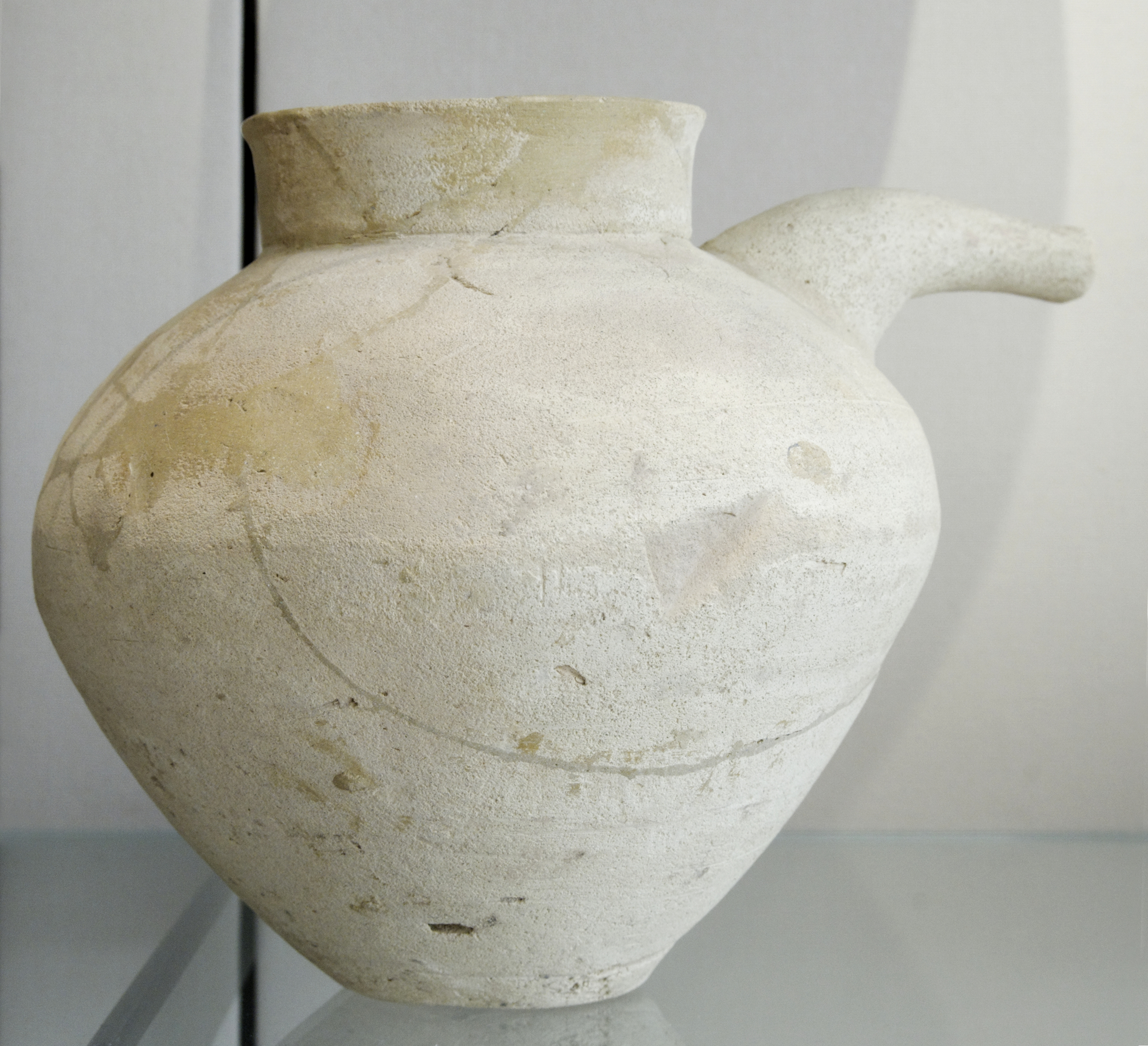
Vase en terre cuite, v. 3500–2900 av. J.-C., Tello (Girsu). Musée du Louvre.
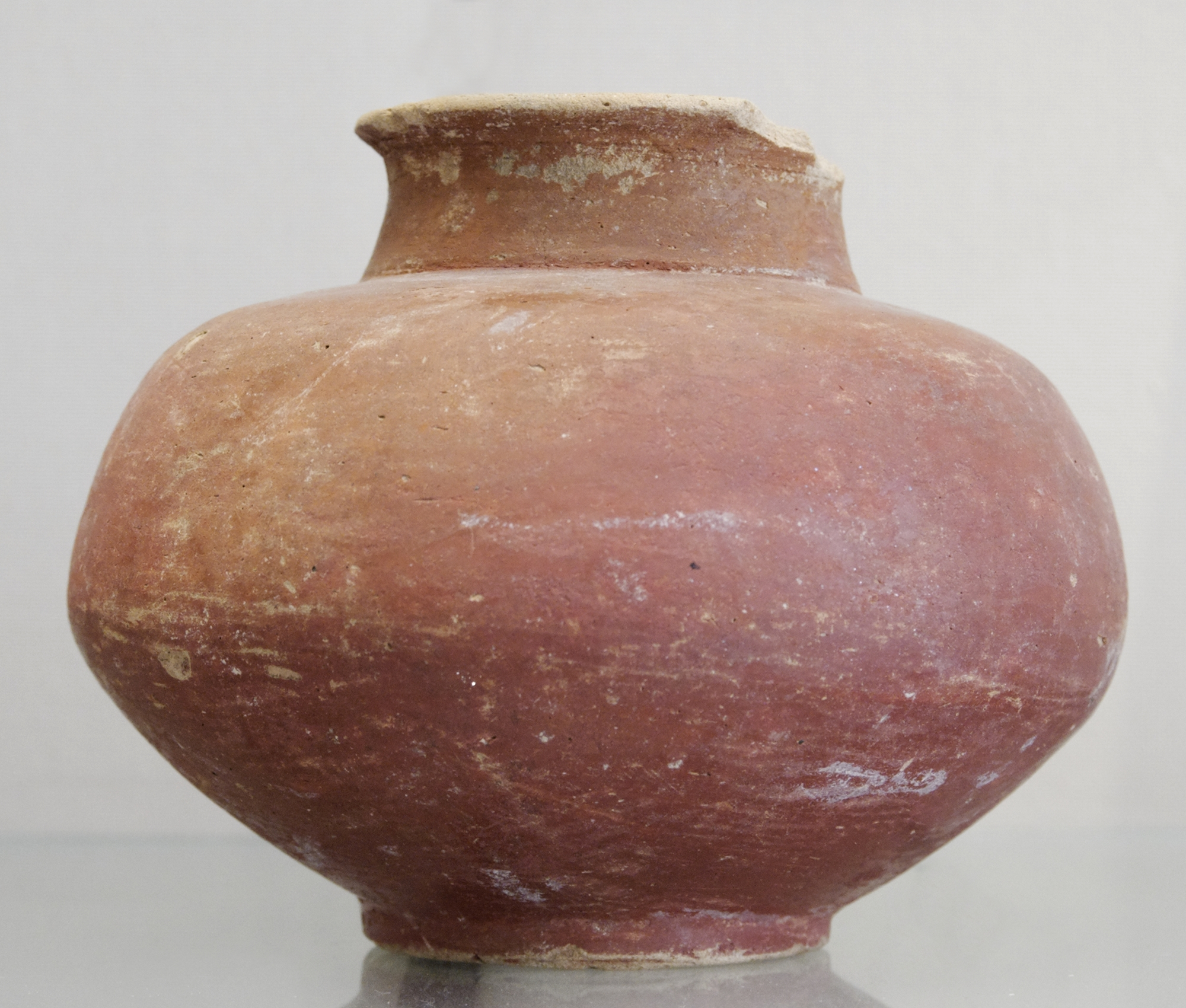
Vase en terre cuite à engobe rouge, v. 3500–2900 av. J.-C., Tello (Girsu). Musée du Louvre.
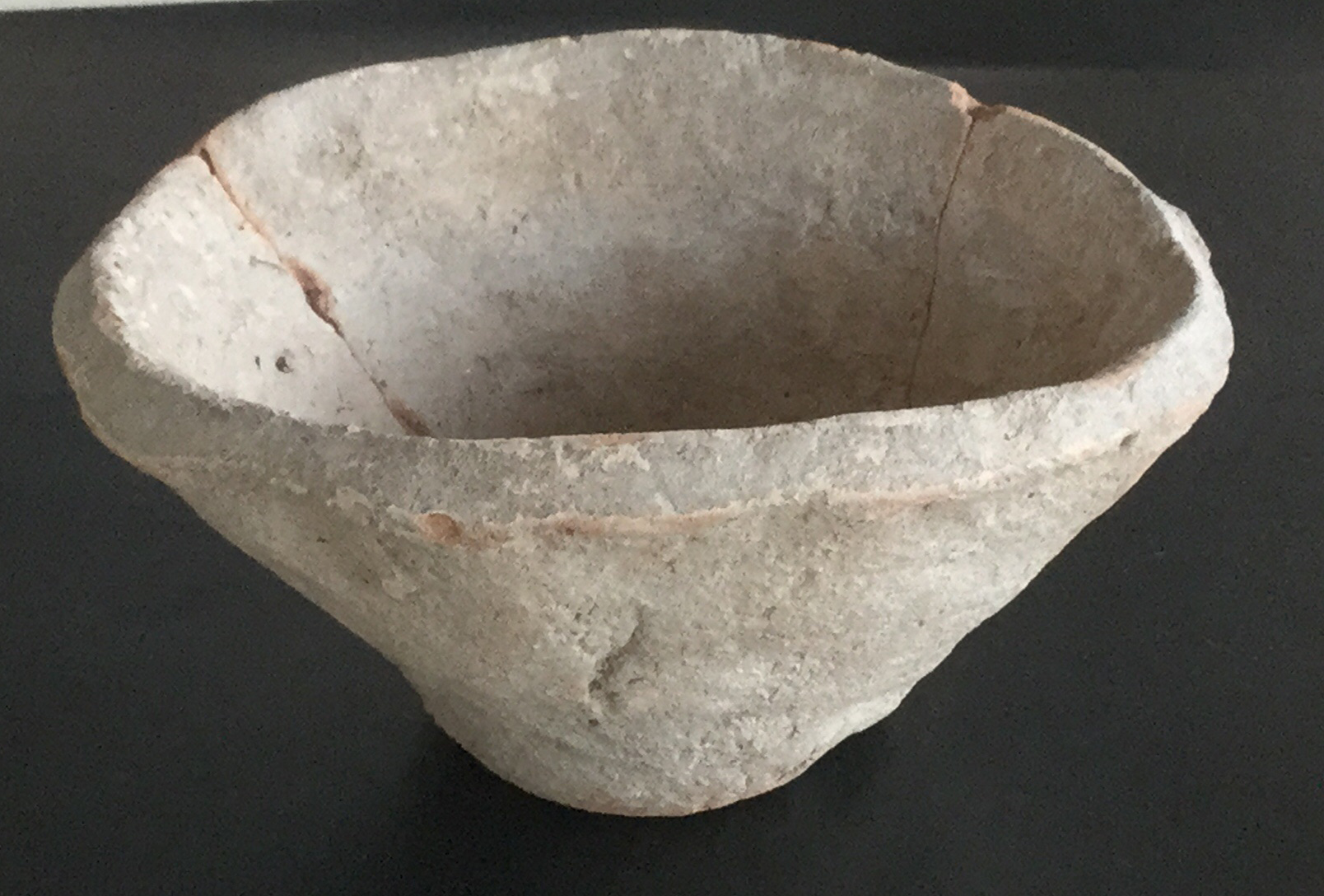
Écuelle à bords biseautés provenant de Habuba Kabira. Université Johannes Gutenberg de Mayence.

La métallurgie semble également se perfectionner, mais elle est très peu attestée par les objets. Du point de vue des « âges » des métaux, la période d'Obeid a marqué le début de ce que l'on appelle le Chalcolithique, ou « âge du cuivre », donc le début de la métallurgie du cuivre. Les sites du IVe millénaire présentent donc avant tout des objets métalliques en cuivre, et quelques alliages vers la fin de la période, le plus courant étant celui de cuivre et d'arsenic (bronze arsénié), l'alliage cuivre-plomb se retrouvant aussi, tandis que le bronze à l'étain ne commence à se répandre qu'au millénaire suivant. L'essor de la métallurgie mésopotamienne, sans doute à situer vers le milieu du IVe millénaire, implique donc également celui du commerce des métaux du fait de leur inégale répartition géographique. La Mésopotamie doit se fournir en Iran ou en Anatolie, ce qui motive les échanges à longue distance que l'on voit se développer au IVe millénaire et explique sans doute pourquoi les métallurgistes mésopotamiens ont privilégié des techniques plutôt économes en minerais métalliques.
En architecture, les apports de la période d'Uruk sont également considérables. Cela est illustré par les réalisations du quartier de l'Eanna durant l'Uruk récent, qui montrent un véritable foisonnement d'innovations architecturales au cours d'un programme de constructions sans précédent par son ampleur et les moyens mis en œuvre. Les formes des bâtiments sont novatrices, car on ne se contente pas du plan tripartite hérité de l'époque d'Obeid : l'Eanna voit la réalisation de bâtiments à plan labyrinthique, de halls à piliers de forme allongée, d'un édifice à plan carré. Les architectes et artisans mobilisés sur ces chantiers ont donc eu l'opportunité de faire preuve d'une grande créativité.
Les maçons urukéens perfectionnent l'utilisation des briques d'argile moulées, et se généralise l'usage des briques cuites plus solides ; on commence aussi à les imperméabiliser grâce à l'application de bitume, et on utilise du gypse comme mortier. Deux formes standardisées de briques sèches d'argile moulées apparaissent dans ces édifices d'Uruk : les petites briques carrées simples à manipuler (appelées du terme allemand Riemchen), et les grandes briques servant pour faire des terrasses (Patzen). On les utilise dans les grands monuments publics, notamment ceux d'Uruk. Le moulage de briques de plus petite dimension permet l'apparition de décors de niches et de redans qui sont par la suite très courants en Basse Mésopotamie. L'argile n'est pas le matériau principal de tous les édifices : certains sont réalisés en pierre, notamment du calcaire extrait à une cinquantaine de kilomètres à l'ouest d'Uruk (où se trouve aussi du gypse et du grès).
L'époque d'Uruk voit également le développement des décors de mosaïques formées par des cônes, caractéristiques de bâtiments de l'Eanna d'Uruk, qui se retrouvent également sur d'autres sites. Les cônes sont généralement en terre cuite, colorés lors de la cuisson ou peints, mais certains sont en calcaire naturellement coloré (blanc, rouge, noir). Ils sont ensuite disposés de manière à constituer des décors géométriques, leur emploi ayant également l'avantage de protéger les briques crues sous-jacentes de l'érosion.

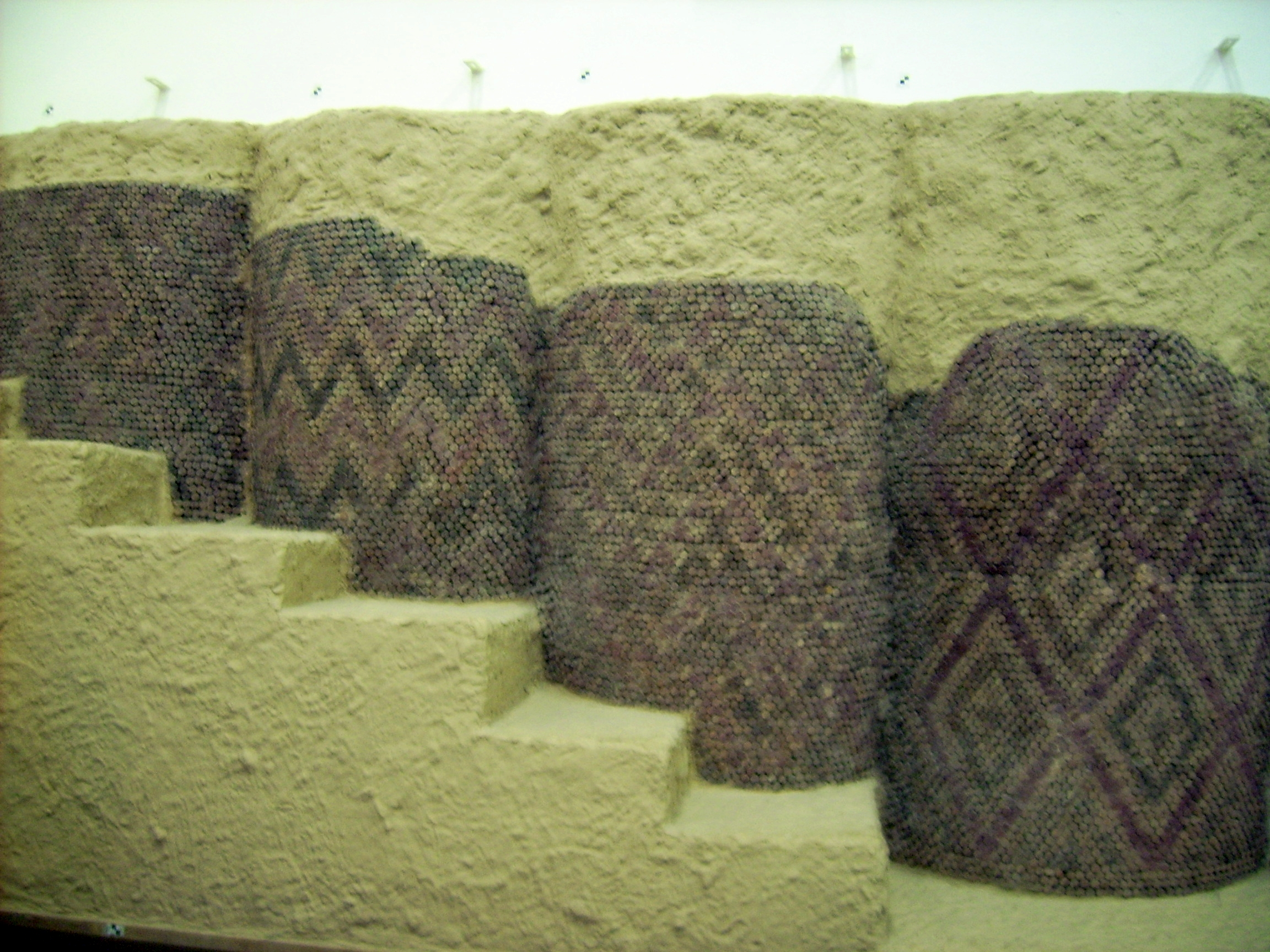
Colonnes décorées de mosaïques retrouvées dans un bâtiment de l'Eanna archaïque, Pergamonmuseum.
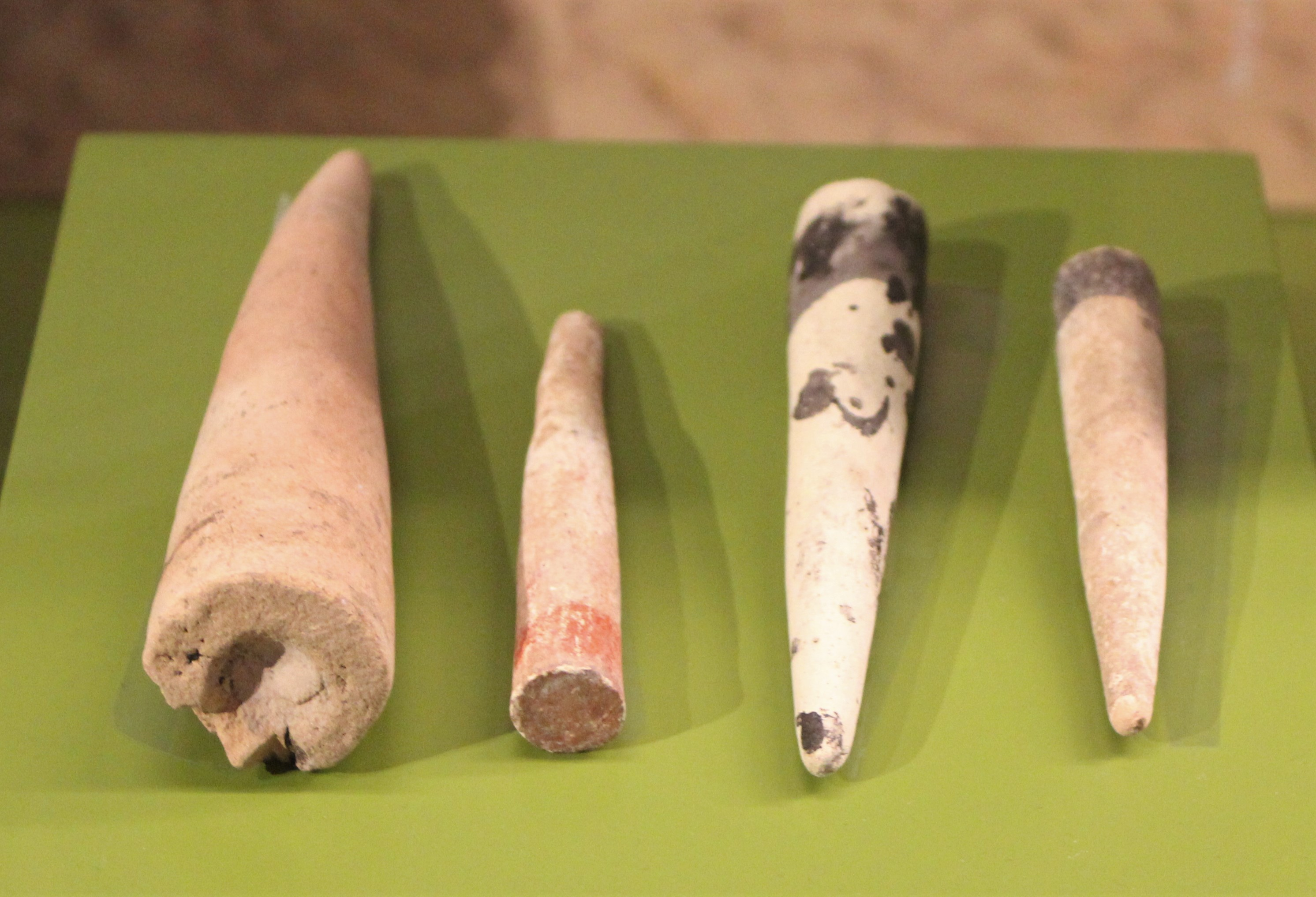
Cônes d'argile, dont certains portent des traces de peinture. Ashmolean Museum.

#### Moyens de transport et échanges
Une question épineuse dans le domaine des transports est de savoir si c'est bien de la période d'Uruk qu'il faut dater l'apparition de la roue. C'est en effet vers la fin de la période d'Uruk que l'on remarque que les sceaux-cylindres représentent de moins en moins de traîneaux, type de transport terrestre attelé qui est le plus représenté auparavant. Ils commencent à figurer les premiers véhicules qui semblent être sur roues, bien qu'on ne soit pas certain qu'ils figurent des roues. Mais il reste plus probable que la roue soit une invention réalisée entre l'Europe centrale et le Caucase, où ont été retrouvés ses plus anciens exemples. En tout cas la technique de la roue, découverte cruciale dans l'histoire de la mécanique, se propage très rapidement et permet la mise au point de véhicules qui vont permettre de grandement faciliter les transports terrestres, de porter des charges plus lourdes. Il y a clairement des chariots en Mésopotamie du sud au début du IIIe millénaire. Les roues sont alors pleines.
La domestication de l'âne a eu une importance considérable, car cet animal devient très employé pour tirer les chars, mais aussi pour le bât, ce qui s'avère utile dans les régions au relief accidenté où les véhicules à roues sont moins aisés à manœuvrer, et plus largement pour les déplacements longs tant que la roue à rayons n'est pas inventée. Il permet l'apparition du système de la caravane qui domine dans les échanges à longue distance dans le Moyen-Orient pour les millénaires suivants, même s'il n'est pas attesté pour l'époque d'Uruk,.

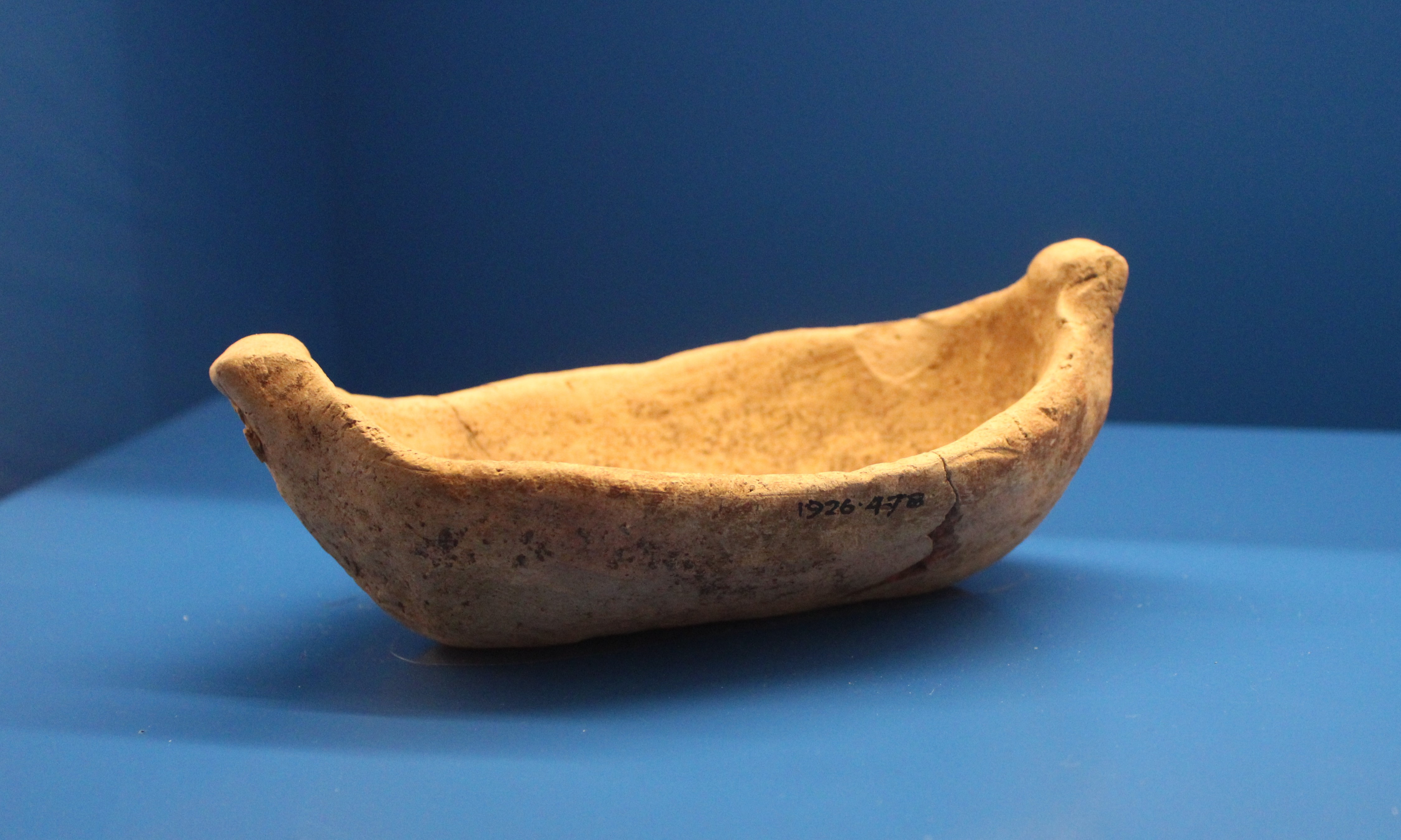
Modèle de bateau un terre cuite, type d'embarcation utilisée pour le transport ou la pêche sur les fleuves et canaux. Djemdet-Nasr, période d'Uruk finale ou période de Djemdet-Nasr (v. 3000 av. J.-C.). Ashmolean Museum.

Pour les transports à l'échelle locale et régionale en Basse Mésopotamie, les bateaux en roseau ou en bois sont cruciaux, en raison de l'importance des voies de communication fluviales et de leur capacité de port élevée.
Le commerce à longue distance occupe une grande importance dans les modèles visant à expliquer l'« expansion urukéenne », qui lui attribuent souvent un rôle moteur. Mais il n'apparaît pas dans les textes de la période, qui ne permettent donc pas de confirmer cela. Il est sans doute un phénomène secondaire pour les États sud-mésopotamiens par rapport aux productions locales, et semble plus procéder de la complexification sociale qu'en être à l'origine, ne justifiant pas forcément une colonisation.

### L'apparition de sociétés étatiques et urbaines
Le IVe millénaire voit s'accomplir une nouvelle étape de l'évolution politique des sociétés du Moyen-Orient entamée depuis le Néolithique, que l'on caractérise souvent comme une « révolution urbaine » à la suite de Gordon Childe, qui la plaçait dans la continuité de la « révolution néolithique ». Le pouvoir politique devient plus fort, plus organisé et centralisé et plus visible dans l'espace et les représentations, ce qui fait qu'il peut être caractérisé comme un véritable État à la fin de cette période. Cette évolution s'accompagne d'autres changements majeurs : l'apparition des premières villes et de systèmes de gestion capables d'enregistrer des opérations diverses. Les causes et modalités de ces phénomènes ainsi que leurs interrelations sont très discutées.

#### Les premiers États
La période d'Uruk présente pour la première fois dans l'histoire du Proche-Orient les caractéristiques de l'existence d'États, ou du moins d’États « primaires »/« primitifs »/« archaïques » (donc à distinguer de la notion moderne d'État). Selon les critères déterminés par les archéologues et historiens, les premiers États se caractérisent en particulier par : une stratification sociale notable, permettant de distinguer une élite dirigeante, visible notamment dans l'archéologie par la présence d'une architecture monumentale (et aussi en général des sépultures imposantes, mais ce n'est pas le cas en Mésopotamie) et d'un art reflétant l'idéologie de l'élite dirigeante ; un réseau d'habitat hiérarchisé, dominé par une ville principale, impliquant une forme de centralisation des activités ; l'existence d'une spécialisation des activités et d'une organisation de la production, du stockage et des échanges à l'échelle de la société ; de pratiques rituelles et d'un culte organisé par les élites.
La recherche des causes de l'émergence de ces structures politiques, donc de l'apparition de l'« État », n'a quoi qu'il en soit jamais accouché de théorie qui fasse consensus. Les recherches d'explications et d'un « grand récit » sur les origines de l’État, plutôt marquées par des idées « néo-évolutionnistes », s'intéressent en fait surtout aux périodes antérieures à l'apparition de l’État. Il est vu comme le résultat d'un processus long précédé par l'apparition de « chefferies », non linéaire parce que marqué par des phases de reflux (comme les « effondrements » de cultures archéologiques). Ses racines sont recherchées dans les sociétés néolithiques, caractérisées par l'augmentation des inégalités sociales sur le long terme, visibles en particulier dans l'essor de l'architecture monumentale et du matériel funéraire du groupe des élites qui se constitue et tend à exercer le pouvoir de manière de plus en plus forte. Parmi les causes principales invoquées, selon les modèles fonctionnalistes, structurels, l’État serait une réponse collective à des problèmes pratiques (notamment à la suite de crises graves ou une situation de blocage), comme la nécessité de mieux gérer l'accroissement démographique d'une communauté ou son approvisionnement en ressources par la production agricole ou les échanges, ou bien afin d'apaiser ou à l'inverse de diriger les conflits générés par les tensions pour l'obtention de ces ressources. D'autres modèles explicatifs insistent plus sur le rôle des acteurs, mettant notamment en avant l'esprit de compétition, la quête de pouvoir et de prestige d'individus agissant plutôt par intérêt personnel. L'interprétation de l'essor de l’État et des institutions, et de ses conséquences qui ont bouleversé l'équilibre social, varie donc selon les auteurs : une approche optimiste considère qu'il permet un accroissement des ressources et de tendre vers une maximisation de l'utilisation de celles-ci, et bénéficie donc à l'ensemble de la communauté ; une autre approche voit en revanche ces évolutions comme une phase d'accélération des inégalités sociales caractérisée par l'appropriation plus marquée des moyens de production par l'élite dirigeant les institutions étatiques, par exemple selon M. Liverani il se produit un accaparement des surplus agricoles par les institutions, les temples, par le biais d'une coercition ayant des ressorts idéologiques.

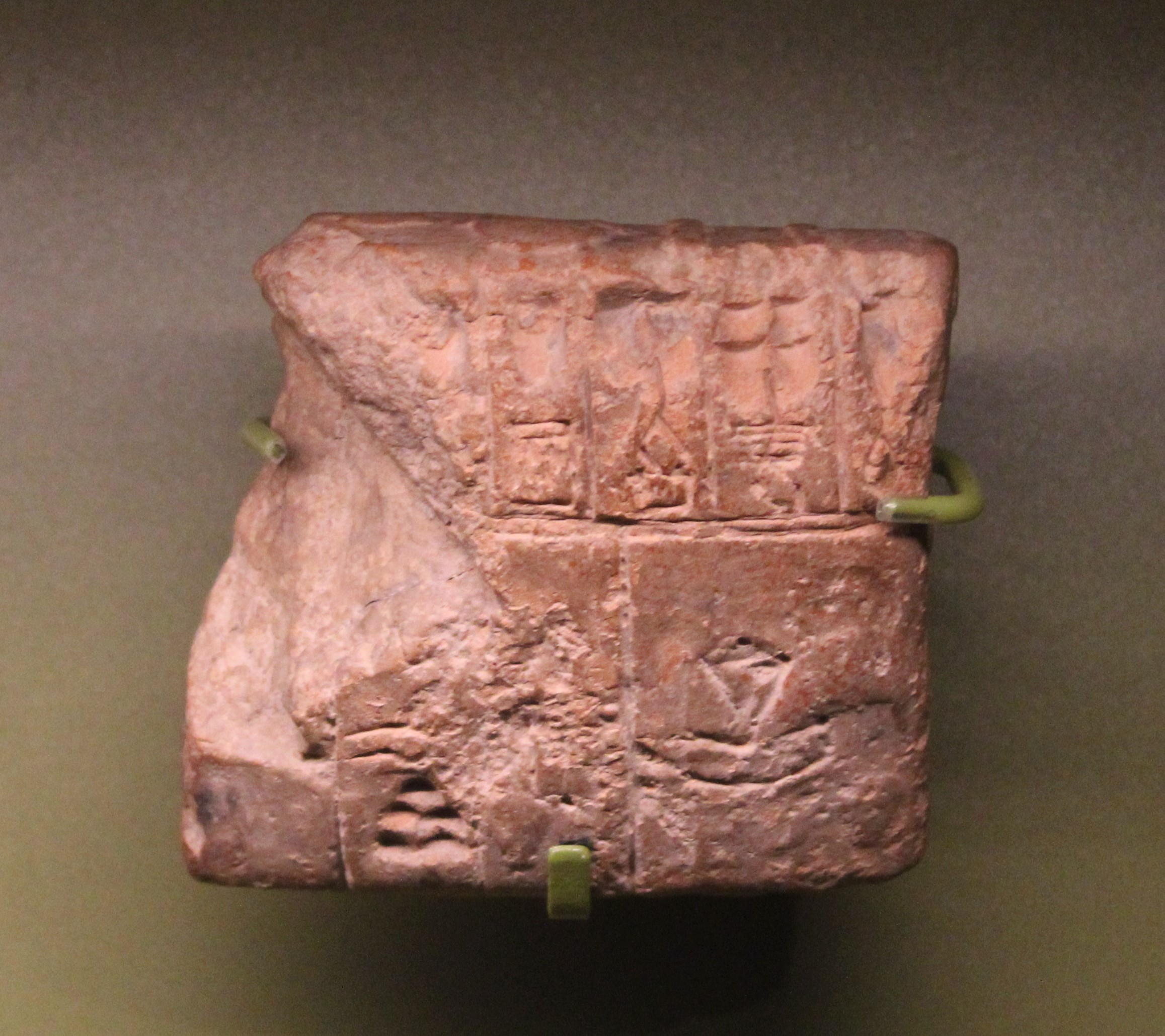
Tablette de Djemdet-Nasr enregistrant des offrandes, avec un sceau de cités imprimé sur les tranches. Ashmolean Museum.

L'organisation politique de la période d'Uruk reste discutée. Il faut peut-être restituer une organisation en « cités-États » sur le modèle de celles qui existent au IIIe millénaire. Certes Uruk semble une ville bien plus importante que les autres, mais cela seul ne permet pas d'en faire la capitale d'un empire ou même de supposer qu'elle exerce une hégémonie politique (cela peut aussi refléter une primauté religieuse). D'autres villes importantes se situent à des distances permettant d'envisager la coexistence de plusieurs micro-États. Pour la période de Djemdet Nasr, l'existence de « sceaux des cités », portant des symboles de cités sumériennes (Uruk, Ur, Larsa, Adab, etc.) semble plaider en faveur de l'existence d'une sorte de ligue ou confédération réunissant les cités du sud mésopotamien, peut-être dans un but cultuel, peut-être sous l'autorité d'une d'elles (Uruk ?),.
Le phénomène n'est du reste pas propre à la Basse Mésopotamie. En Haute Mésopotamie les sites urbains, l'architecture monumentale et l'apparition d'une administration complexe sont visibles dès le début du IVe millénaire, en particulier à Tell Brak. En bonne partie sous l'influence urukéenne, la Susiane connaît également une évolution vers une société étatique durant l'Uruk moyen et récent, avec peut-être deux entités rivales à Suse et Chogha Mish, les deux sites majeurs de la période. Des évolutions similaires s'observent en Anatolie du sud-est à Arslantepe où apparaît un centre de pouvoir administratif important, sans que le site ait pour autant un caractère urbain.

#### Les premières villes
En lien avec l'apparition des premiers États, la période d'Uruk voit certaines agglomérations prendre une importance nouvelle par l'importance et la densité de leur peuplement ainsi que le développement de leur architecture monumentale. C'est essentiellement ce changement de taille qui fait qu'on y repère des établissements désignés comme « proto-urbains » et les premières villes en tant que telles. Mais l'évolution est plus profonde puisque la ville se différencie du village par ses fonctions. Pour J.-L. Huot, c'est « un système d’habitat particulier permettant à une société complexe de résoudre des problèmes spécifiques qui ne peuvent trouver de solution à l’échelon individuel », qui se caractérise « par la diversité économique et sociale de ses habitants ». 
Dans le même ordre d'idées, il ne faut pas forcément admettre une évolution simple et progressive, dans laquelle les villes seraient simplement d'anciens villages ayant tellement crû que leur taille aurait dépassé un seuil qui justifierait de les désigner différemment. Le changement pourrait être plus radical : selon J.-C. Margueron, « la ville est une création neuve, sur un terrain neuf, avec des moyens neufs et un fonctionnement spéciﬁque adapté à une ou plusieurs fonctions ».
C'est un phénomène qui est placé au centre de la « révolution urbaine » de Gordon Childe. Le modèle urbain s'inscrit dans la continuité des phases précédentes tout en impliquant une évolution importante ; il est sans doute adopté par les civilisations voisines de la Mésopotamie à l'imitation de celle-ci. Cela s'accompagne d'un ensemble de mutations sociales permettant de considérer qu'on se trouve en présence d'une société pouvant réellement être qualifiée d'« urbaine », bien distincte du monde « rural » qui fournit l'approvisionnement en nourriture pour la part croissante de la population qui ne la produit pas elle-même. Mais les interactions entre les deux et les mentalités des gens des périodes anciennes quant à cette distinction restent difficiles à appréhender,.
Les causes de l'émergence de ces agglomérations d'un nouveau type sont discutées : certains expliquent leur développement par leur rôle de centre religieux cérémoniel, d'autres par leur rôle de centre servant pour les échanges à longue distance, mais la théorie la plus répandue, développée notamment par R. McCormick Adams, fait résulter l'apparition des villes de celle de l’État et des institutions, qui attirent autour d'eux richesses et hommes, et la spécialisation croissante des activités. Cela renvoie alors à la problématique de l'origine des villes à celle de l’État et de la croissance des inégalités et de la différenciation sociales,.
En Basse Mésopotamie, ce phénomène débute sans doute dès l'Uruk ancien. Les prospections archéologiques conduites dans plusieurs parties de cette région indiquent que dans les premiers siècles du IVe millénaire Uruk s'étend déjà sur 75 à 100 hectares, et que d'autres agglomérations importantes existent, comme Eridu et Tell al-Hayyad (environ 40 hectares), puis de nombreux sites de 15-25 hectares. Près de la moitié de la population vivrait déjà dans des agglomérations de taille « urbaine », soit par convention de sites de plus de 10 hectares, selon les estimations de R. Adams, jusqu'à 80 % selon S. Pollock. Dans la seconde moitié du IVe millénaire, le phénomène s'est accentué : Uruk atteint une taille de 250 hectares, sans équivalent, et est entourée d'un grand nombre de sites plus petits, puisque dans un rayon de 15 kilomètres se trouvent des bourgs, villages et hameaux couvrant approximativement une surface cumulée de 280 hectares, avec peut-être une portion de 60 % si ce n'est plus de population « urbaine ». Ailleurs les sites sont moins grands et le réseau semble moins dense, mais important (40 % d'« urbains » autour de Nippur). Du reste il est probable que d'autres villes importantes aient existé en dehors des zones prospectées, par exemple Adab, Umma et Lagash où de la poterie urukéenne a été retrouvée lors des fouilles, qui pourraient avoir déjà été majeures. Ces villes se construisent le long des nombreux cours d'eau du sud mésopotamien, cadre géographique très favorable aux transports, leur donnant une fonction portuaire. C'est un indéniable avantage des centres urbains de cette région, par rapport à ceux du nord plus enclavé géographiquement, et explique peut-être la meilleure résilience des agglomérations méridionales par rapport à celles du Nord.
Dans le Nord mésopotamien, le même phénomène d'urbanisation est repéré par l'archéologie dès le début du IVe millénaire. Vers 4000 av. J.-C., le site de Tell Brak couvre environ 55 hectares, puis il connaît dans les siècles suivant une croissance et atteint 130 hectares avant de rétrécir durant l'Uruk récent. D'autres sites comme Hamoukar, Tell al-Hawa et Ninive atteignent une grande taille. Comme en Basse Mésopotamie, ils sont entourés de nombreux sites plus petits,,. Une tendance similaire s'observe, cependant à une échelle moindre, dans le Sud-Ouest iranien (Chogha Mish, Suse). Il faudrait donc de concevoir la première urbanisation comme un phénomène qui survient simultanément dans plusieurs régions du Moyen-Orient au IVe millénaire. Mais il faut attendre de futures recherches pour pouvoir y voir plus clair, en particulier pour savoir s'il faut chercher une origine géographique à ce phénomène, le caractère très lacunaire de la documentation du Sud mésopotamien rendant les analyses très conjecturales,.
Pour ce qui est de l'organisation des sites, les exemples d'urbanisme sont rares pour cette période, et en Basse Mésopotamie le seul cas de quartier résidentiel fouillé est à Abu Salabikh, qui est alors une agglomération de taille limitée. Il faut se tourner vers la Syrie et le site d'Habuba Kabira, ainsi que son voisin Djebel Aruda, pour disposer d'un exemple d'urbanisme relativement bien connu. Cette ville de 22 hectares entourée d'une muraille est organisée autour de quelques bâtiments importants, de rues principales et de petites ruelles, et surtout d'un ensemble de résidences de forme similaire organisées autour d'une cour. Il s'agit manifestement d'une ville planifiée apparue ex nihilo, et non pas d'une agglomération passée progressivement du stade du village à celui de la ville : les aménageurs de cette période sont donc capables de concevoir un site urbain complet et ont donc une idée de ce qu'est une ville avec son organisation interne, ses monuments principaux, etc.,

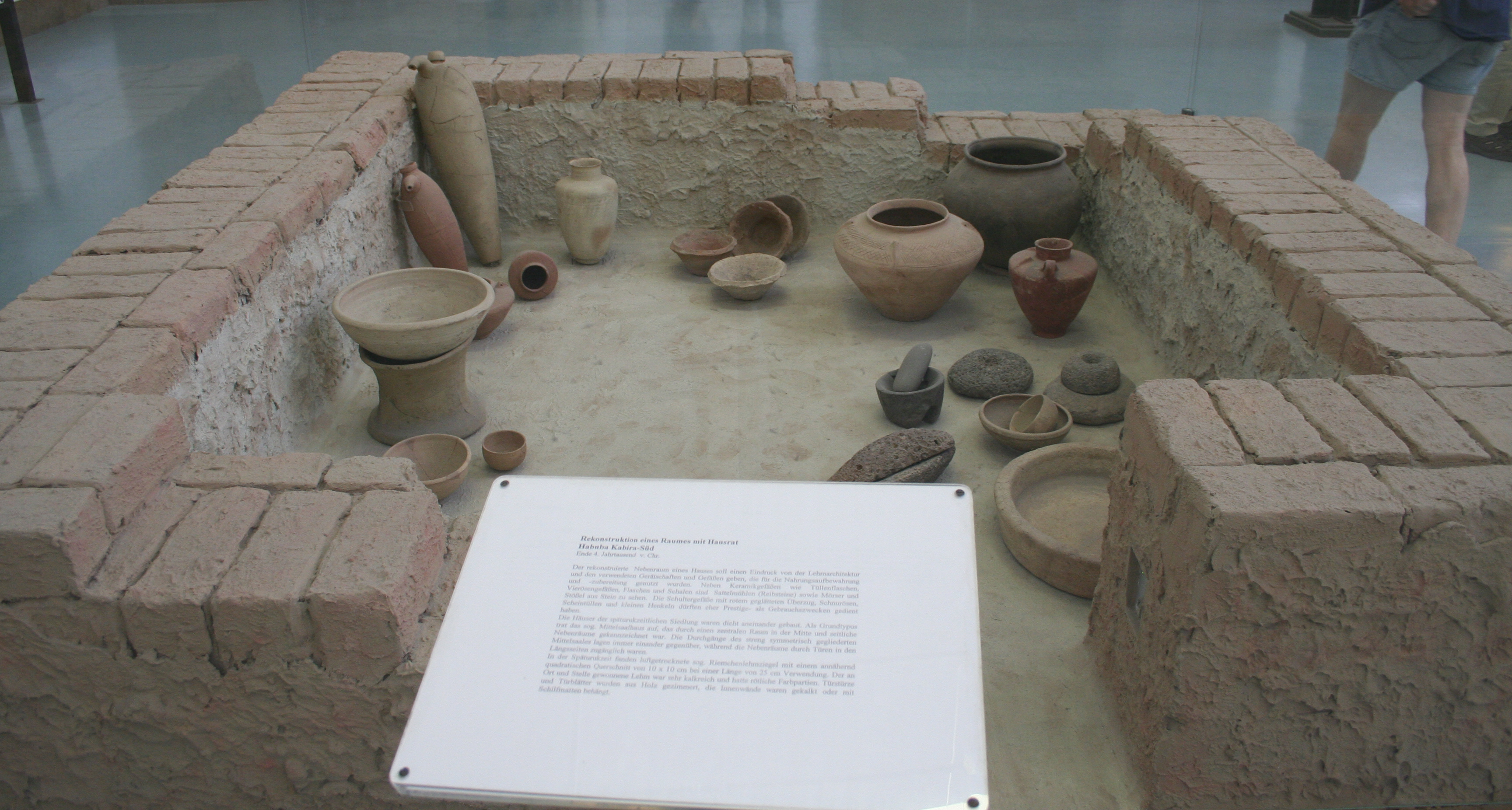
Reconstitution d'une pièce d'une maison de Habuba Kabira avec son mobilier, Pergamonmuseum.

L'étude des résidences des sites de Habuba Kabira et Djebel Aruda nous montre les évolutions sociales qui accompagnent l'apparition de sociétés urbaines. Le premier site, le mieux connu, présente des maisons de tailles diverses ; si en moyenne elles couvrent un espace de 400 m2, les plus vastes font dans les 1 000 m2. Les « temples » du groupe monumental du Tell Qanas sont d'ailleurs peut-être des résidences destinées aux dirigeants de la ville. Il s'agit donc d'un habitat très hiérarchisé, témoignant de la différenciation sociale qui existe dans les agglomérations urbaines de l'Uruk récent, bien plus importante qu'à la période précédente. Un autre trait de la société urbaine naissante est à rechercher dans l'organisation de l'espace domestique. Les résidences semblent se replier sur elles-mêmes, adoptant un nouveau plan issu du plan tripartite courant à la période obeidienne mais augmenté de pièces de réception à foyer et d'espaces centraux (peut-être à ciel ouvert) autour desquels sont disposées les autres pièces. Il faut sans doute y voir des maisons disposant d'un espace privé séparé d'un espace public où l'on peut recevoir des invités ; dans une société urbaine où les communautés sont élargies par rapport aux sociétés villageoises, les relations avec les membres extérieurs à la maisonnée sont plus distantes, ce qui aurait pu amener une telle séparation. On aurait donc adapté l'ancien habitat rural aux réalités de la société urbaine,.

#### Institutions et différenciation sociale
Un témoignage clair du changement dans le degré de puissance du pouvoir se voit dans le fait que l'architecture monumentale urukéenne est bien plus imposante qu'à la période précédente : le « temple D » de l'Eanna couvre environ 4 600 m2, contre 280 m2 pour le temple d'Eridu (niveau VI), le plus vaste connu pour l'époque d'Obeid ; et encore, le complexe de l'Eanna comprend d'autres édifices de plus de 1 000 m2 alors que le temple obeidien d'Eridu est isolé. On est donc passé à des dimensions bien plus vastes, une étape a été franchie. Cela témoigne de la capacité inédite du pouvoir à mobiliser de nombreuses ressources humaines et matérielles. Mais les marqueurs archéologiques du pouvoir ne sont pas très parlants : aucun palais ou autre lieu d'exercice du pouvoir n'a été identifié avec certitude, et on ne connaît pas de tombe monumentale attribuable à un potentat, comme il s'en trouve généralement dans d'autres cultures où l’État a émergé.
L'iconographie (stèles et sceaux-cylindres) est un peu plus évocatrice et fournit des éléments sur la nature de l'autorité. On y a depuis longtemps remarqué la présence d'une figure importante qui est manifestement le détenteur de l'autorité : c'est un homme barbu, avec un serre-tête, souvent vêtu d'une jupe en cloche ou en nudité rituelle. Il est souvent représenté en tant que guerrier combattant des ennemis humains ou des animaux sauvages, par exemple sur la « stèle de la chasse » retrouvée à Uruk sur laquelle il triomphe de lions avec son arc. Il se trouve aussi dans des scènes de victoires, avec des cortèges de prisonniers, ou bien des constructions. Il dirige également des scènes cultuelles, comme sur un vase d'Uruk de la période de Djemdet Nasr représentant ce personnage menant un cortège vers une déesse, sans doute Inanna. D'autres fois il est représenté nourrissant des animaux, ce qui renvoie à la figure du roi-pasteur rassemblant son peuple, le protégeant et pourvoyant à ses besoins, assurant la prospérité du royaume. Ceci représente les fonctions qu'ont par la suite les rois de Sumer : chef de guerre, principal pourvoyeur du culte, bâtisseur. Les chercheurs qualifient couramment cette figure de « roi-prêtre », car cet homme semble situé à la charnière du monde des dieux et de celui des hommes, au risque d'occulter ses représentations guerrières. Il a été tenté de le faire correspondre à une des fonctions apparaissant dans les tablettes d'Uruk III, en particulier le titre de en, terme qui désigne à Uruk au millénaire suivant le monarque de la cité. La liste de personnes, qui semble suivre un principe hiérarchique, place cependant en premier le personnage portant le titre de nam.ešda. Il se pourrait qu'il s'agisse déjà d'un pouvoir de nature monarchique comme il en existe par la suite en Mésopotamie, ou alors d'un système comprenant des éléments hétérarchiques ou polycratiques avec des assemblées de notables contrebalancent son autorité.

Représentations du « roi-prêtre » des périodes d'Uruk récent et de Djemdet-Nasr.
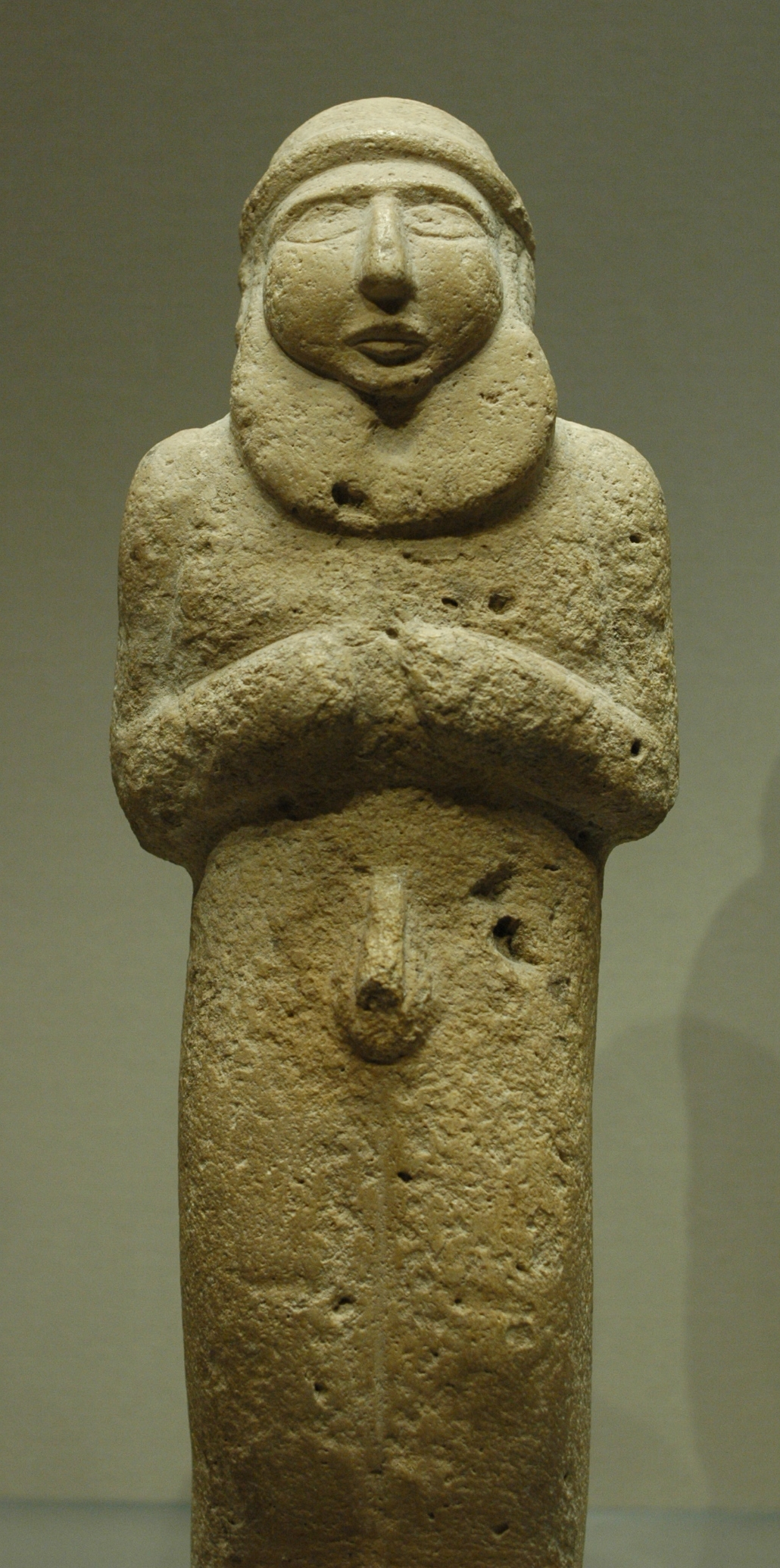
Sculpture en ronde-bosse du « roi-prêtre », en nudité rituelle, Uruk récent, Musée du Louvre.
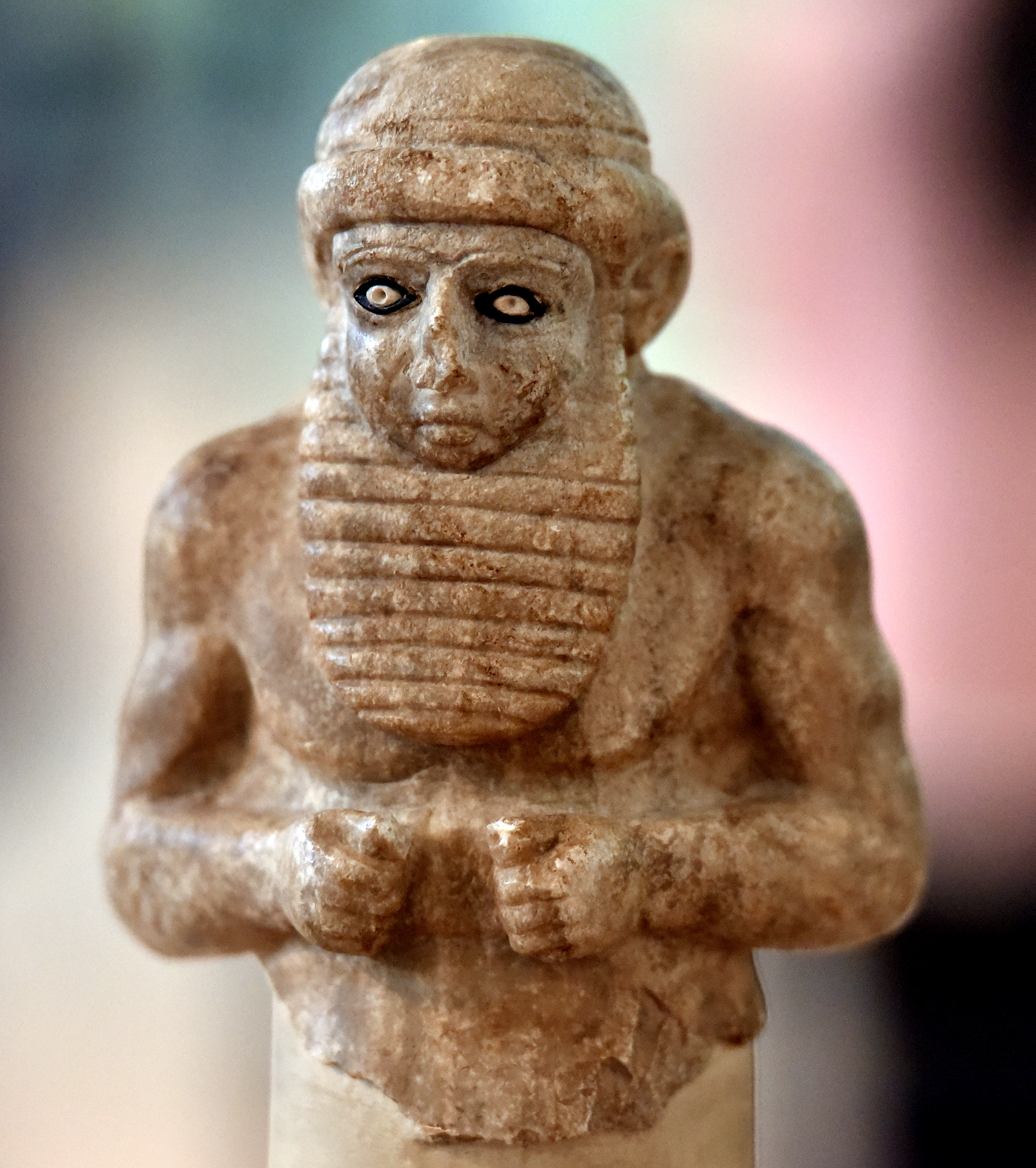
Statuette d'un « roi-prêtre », période de Djemdet-Nasr, Musée national d'Irak.
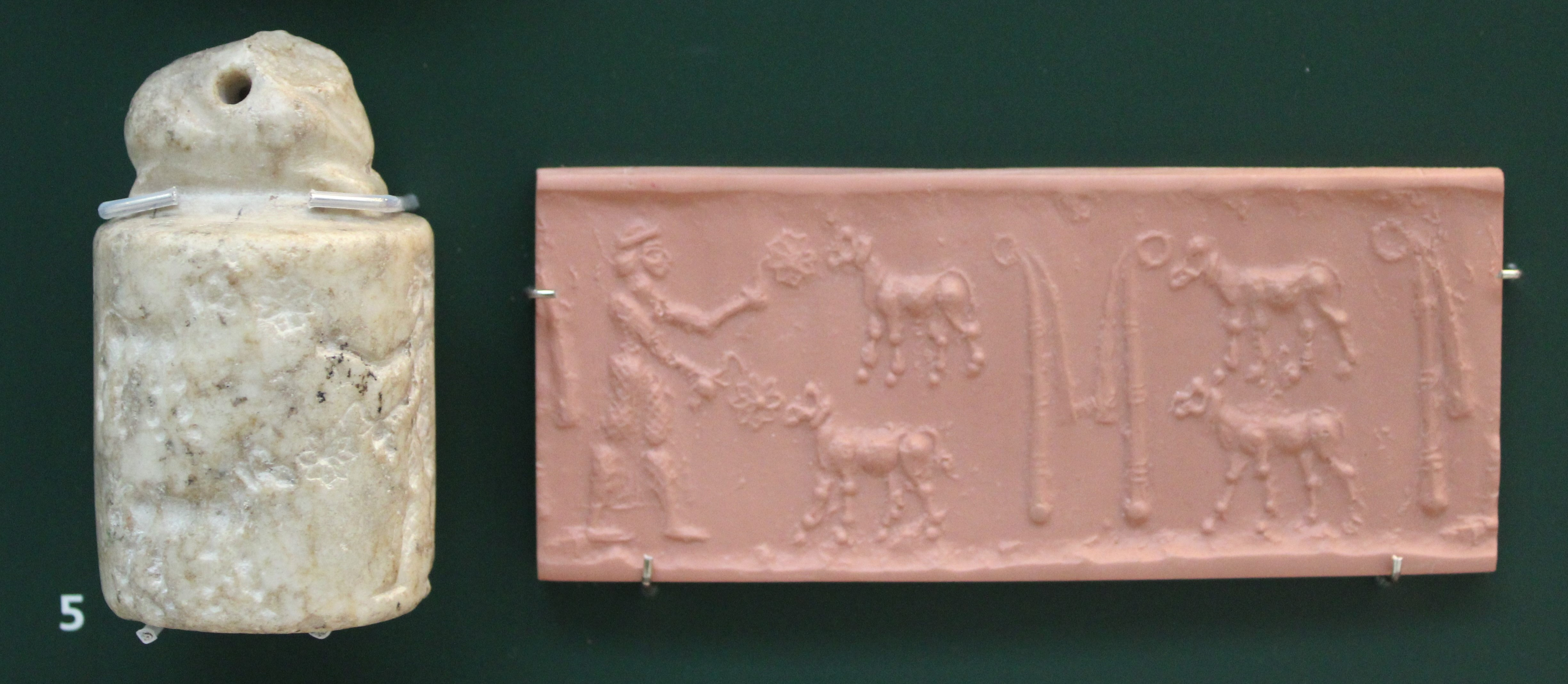
Sceau-cylindre et impression, représentant la figure du « roi-prêtre » en pasteur nourrissant des moutons. British Museum.
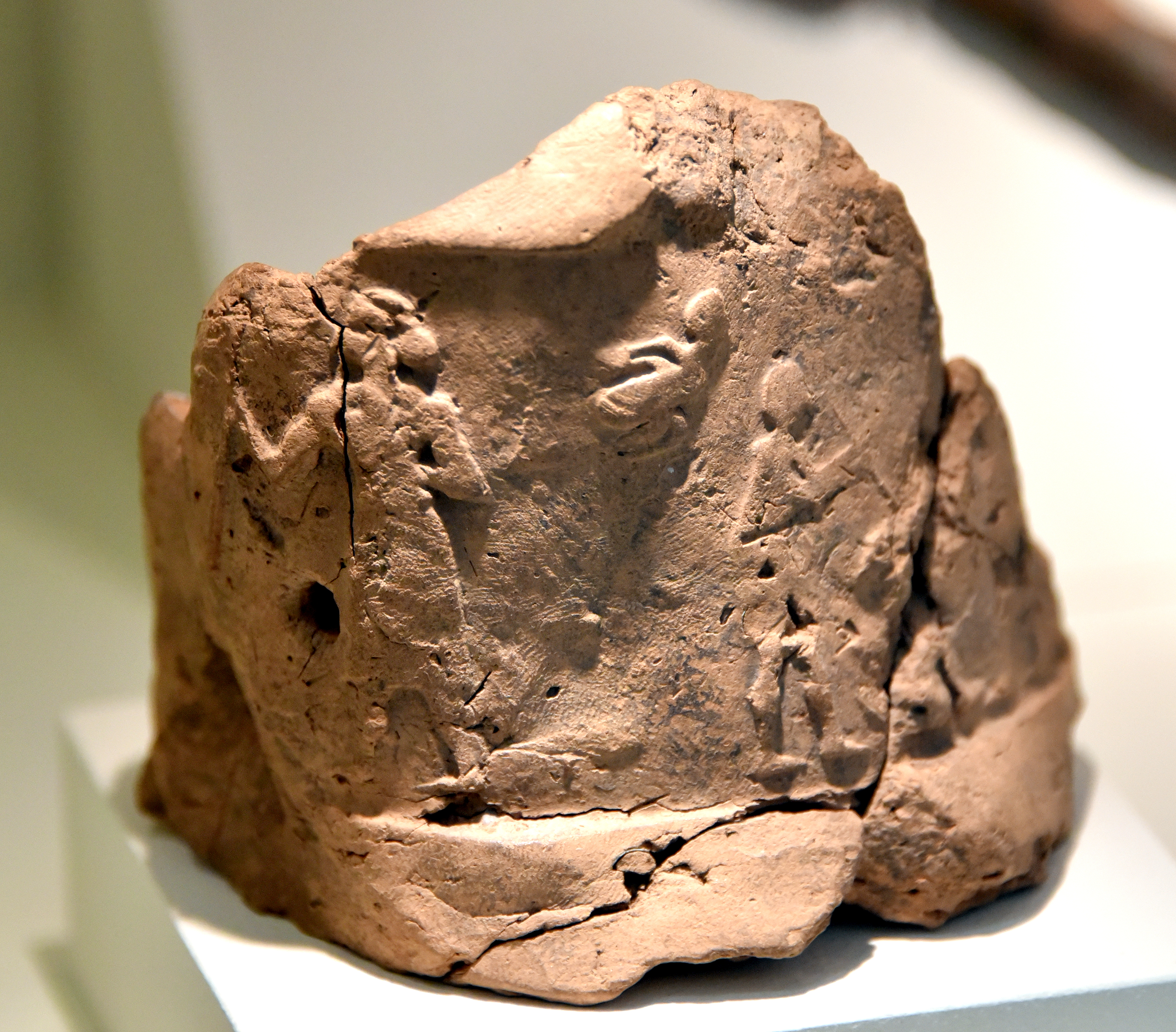
Le « roi-prêtre » en guerrier, entouré de prisonniers, impression de sceau-cylindre sur un vase. Pergamon Museum.
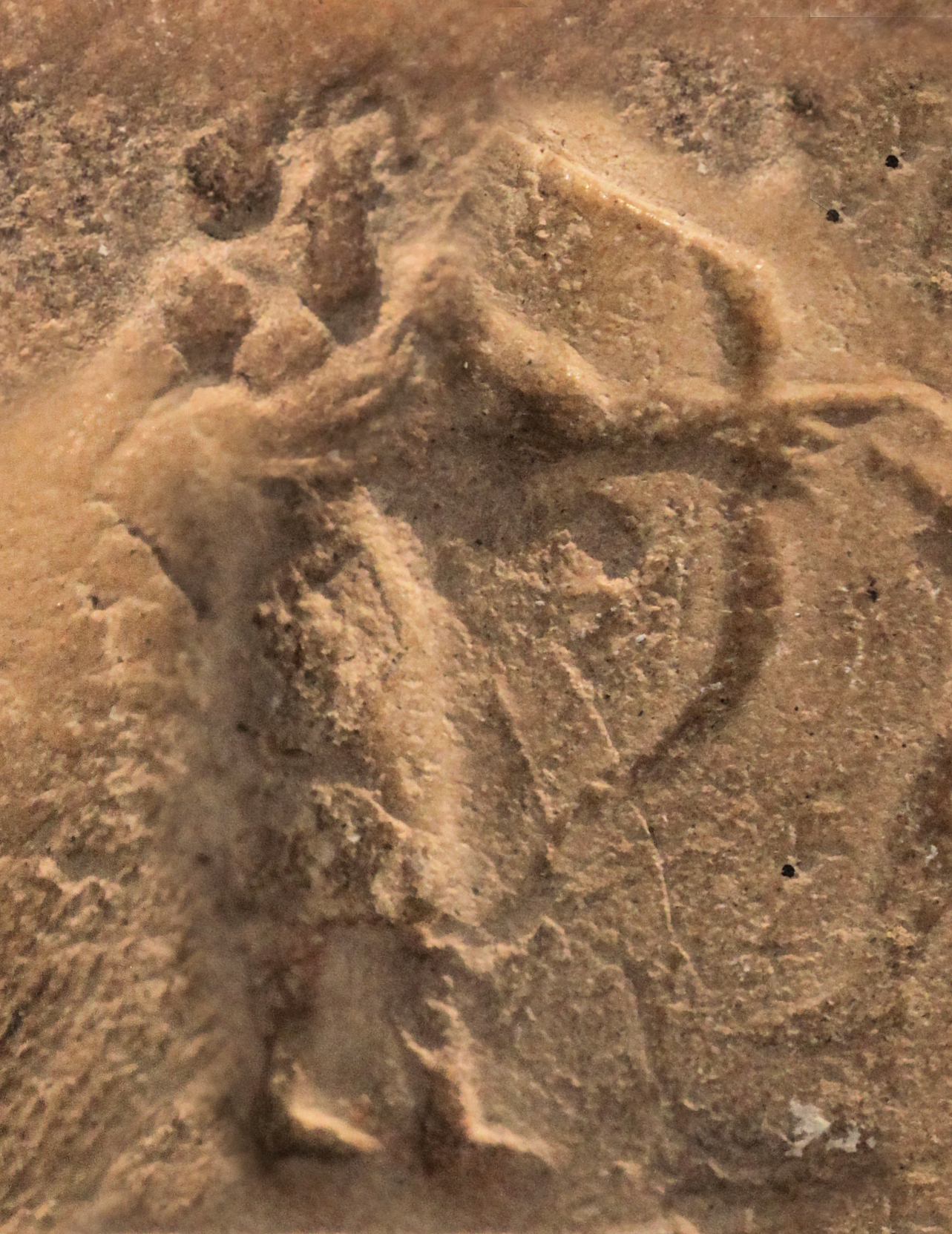
Le roi-prêtre guerrier tirant à l'arc, détail d'une empreinte de sceau de Suse. Musée du Louvre.

Tell Brak dans la vallée du Khabur en Haute Mésopotamie est également représentatif de ce phénomène. L'architecture monumentale y apparaît tôt dans le IVe millénaire (bâtiment TW 19-20), la présence du lion dans la glyptique locale pourrait témoigner d'une autre forme de représentation de la figure royale. Les traces de violences mises au jour sur ce site et dans la nécropole voisine de Tell Majnuna pourraient illustrer le caractère violent de l'émergence des institutions étatiques et urbaines.
En analysant l'apparition de l’État comme caractérisée par un plus grand contrôle central et une hiérarchisation sociale plus affirmée, les recherches s'intéressent au rôle des élites, qui cherchent à renforcer et à organiser leur pouvoir autour d'un réseau de personnes et d'institutions et aussi augmenter leur prestige. Cette évolution est également à relier avec les changements dans l'univers symbolique et l'émergence d'une idéologie de la royauté qui vise à soutenir la construction d'entités politiques d'un nouveau type. Les élites jouent un rôle religieux d'intermédiaire entre le monde divin et celui des hommes, notamment via le rituel sacrificiel (et la redistribution de nourriture qui l'accompagne) et des fêtes qu'elles organisent et qui assurent la fonction symbolique de socle de l'ordre social. Cela apparaît sur les frises du grand vase en albâtre d'Uruk et dans plusieurs textes administratifs mentionnant des mouvements de biens pour des rituels. En effet, selon l'idéologie mésopotamienne connue pour les périodes suivantes, les hommes sont créés par les dieux pour les entretenir, alors que la bienveillance de ces derniers peut assurer la prospérité de la société. D'une manière générale la distribution de nourriture déterminée joue un rôle pour déterminer le statut des gens dans les sociétés archaïques. Il se pourrait que les listes de personnes de l'époque de Djemdet Nasr servent à déterminer la hiérarchie dans un tel système.

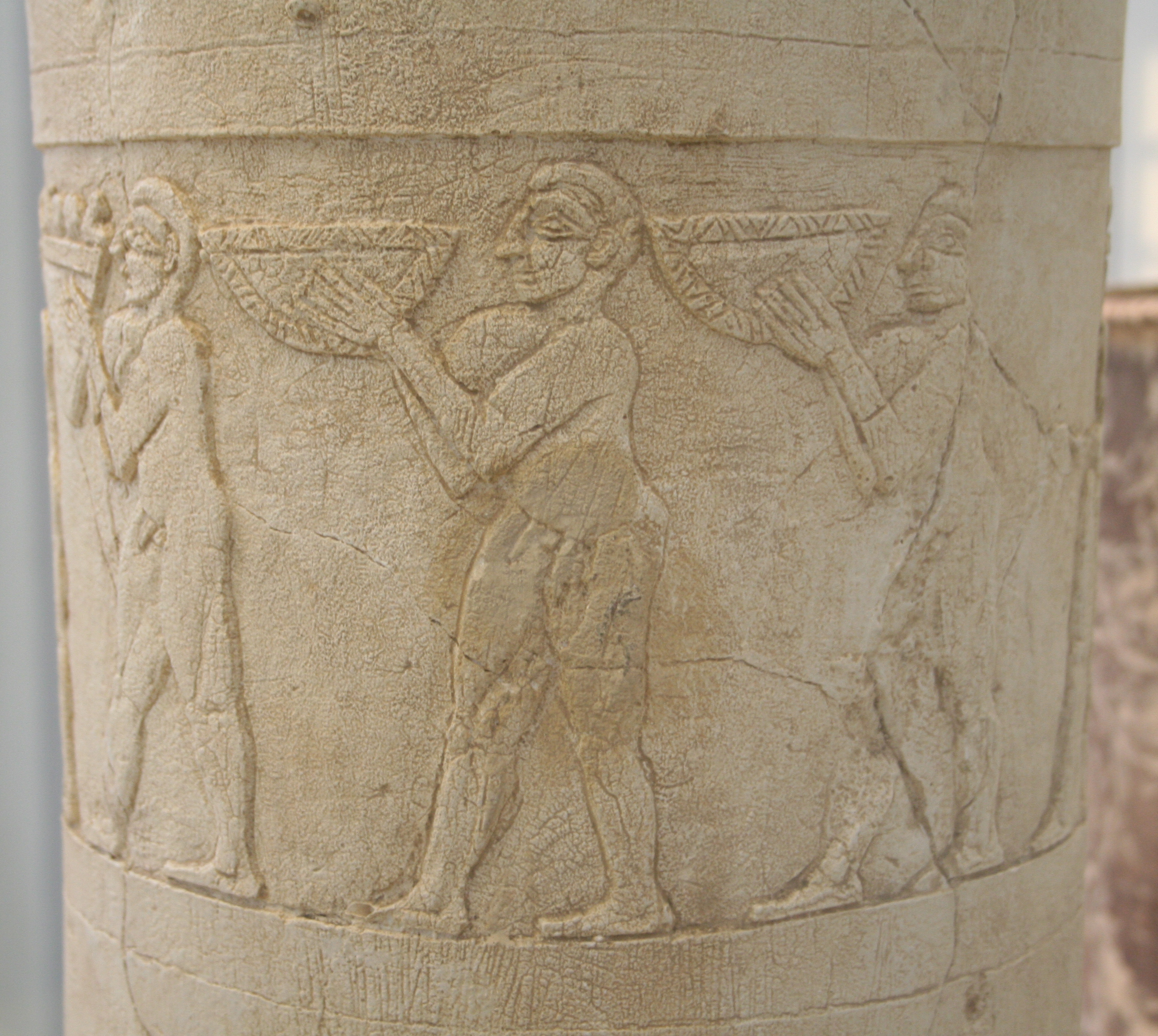
Les serviteurs des premiers États : porteurs d'offrandes sur le grand vase en albâtre d'Uruk (copie), Pergamon Museum.

L'économie repose sur un ensemble de domaines (ou « maisons »/« maisonnées », É en sumérien) de tailles diverses, depuis les grands organismes jusqu'aux cellules familiales modestes, que l'on peut regrouper suivant nos classifications modernes dans un domaine « public » et un autre « privé », et qui sont en interaction. Les tablettes de l'Uruk récent et de l'époque de Djemdet-Nasr montrent l'existence d’institutions majeures ou de grandes « maisonnées » au sommet de ce système, jouant un rôle centralisateur dans la société et l'économie, et sans doute la politique de la période, ce que confirme aussi la présence d'un habitat hiérarchisé autour de villes commandant leur arrière-pays. La nature exacte de ces institutions est débattue : palais, temples, organisations familiales ou tribales, cela ne peut être déterminé,.
Certains lots de tablettes comptables sont peut-être issus d'un contexte privé, dans des résidences de Suse, Habuba Kabira, ou Djebel Aruda, mais l'existence d'un secteur privé n'est pas démontrable. La hiérarchisation des maisonnées ressort en tout cas d'une étude réalisée sur le site d'Abu Salabikh en Basse Mésopotamie, qui a abouti à la conclusion que la production y était répartie entre maisonnées de taille, richesse et puissance diverses, au sommet desquelles devaient se trouver des institutions centralisatrices. À Habuba Kabira également l'habitat et la société semblent dominés par de grandes maisons organisés autour de cours et de plusieurs unités architecturale, où se retrouvent des traces d'activités administratives, de stockage et d'artisanat textile.

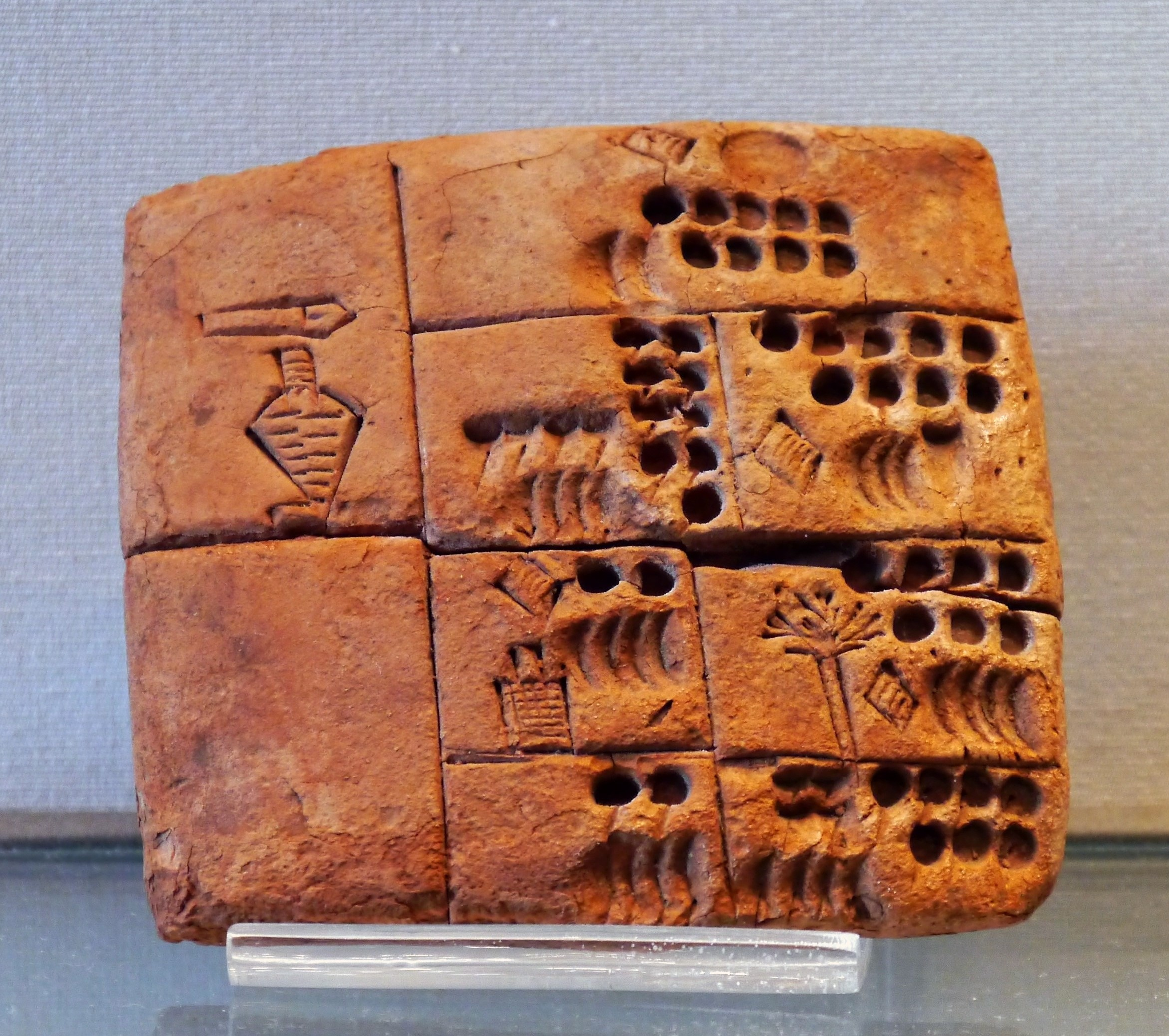
Tablette administrative représentant des comptes de produits servant à fabriquer de la bière ; dans la case en haut à gauche, la combinaison de deux signes KU.ŠIM semble désigner une personne ou un bureau en charge d'une brasserie car elle se retrouve sur d'autres tablettes comptabilisant de la bière et des produits servant à sa production. Uruk (?), Uruk III. Musée du Louvre.

Les textes indiquent que ces grandes maisonnées disposaient de « bureaux » spécialisés dans une activité (gestion des champs, des troupeaux, des ateliers, etc.). Leurs scribes produisent des documents administratifs comme des tablettes relatives à la gestion de terres, des cadastres, des tablettes enregistrant la distribution de rations d'entretien (en orge, laine, huile, bière ou autre) aux travailleurs parmi lesquels se trouvent des esclaves, ou les têtes de bétail. Ces institutions ont pu contrôler les biens de prestige, leur redistribution, leur acquisition par un commerce lointain, et entreprendre des grands travaux. Elles assoient ainsi leur importance dans la communauté, et contribuent à l'entretien de travailleurs. L'émergence de sociétés urbaines se caractérise aussi par une plus grande différenciation des rôles, de plus en plus d'artisans se spécialisant dans une activité.
En allant plus loin et en renversant la perspective habituelle étatique, urbaine, et en fin de compte élitiste, et en se plaçant plutôt du point de vue des dominés, selon R. Bernbeck ces évolutions seraient à comprendre comme un développement de l'aliénation et de l'asservissement, ou la mise en place d'une forme répression ayant une origine publique. Ainsi, la constitution d'unités de production plus importantes, entraînant une extensification du travail artisanal, notamment dans le secteur textile, pourrait avoir accentué sur le long terme l'aliénation et la stratification sociales, en particulier au détriment des femmes qui occupent en général les postes productifs dans ce secteur en Mésopotamie antique. La nouvelle organisation institutionnelle et gestionnaire a ainsi pu être vue comme l'origine d'un basculement dans les relations humaines : aux yeux des scribes des institutions urukéennes les travailleurs dépendants sont vus comme une ressource à encadrer de la même manière que les animaux domestiques. Ils ont donc en quelque sorte « domestiqué les humains » selon les mots de G. Algaze.
Plus précisément sur les rapports entre hommes et femmes, ces évolutions pourraient s'être donc faites au détriment des secondes. Avec une société plus stratifiée et reposant sur les groupes de parenté, la reproduction deviendrait un problème plus aigu, ce qui se traduirait par un plus grand contrôle des femmes. Plusieurs éléments allant en ce sens ont été relevés par K. Wright : dans les textes, la norme qui s'impose est masculine, puisque le signe pour « homme » (LÚ) peut désigner « quelqu'un » d'une manière générale et est à l'origine un pictogramme représentant un humain très stylisé, tandis qu'il en existe un pour la « femme » et de la féminisation en général (SAL, ou MÍ, MUNUS), qui est à l'origine un pictogramme représentant le sexe féminin ; dans l'art les figurines féminines courantes durant les phases antérieures du Néolithique tardif et du Chalcolithique (Halaf, Obeïd) ont disparu, tout ce qui relève de la sexualité et de la reproduction féminines est quasiment absent. Même les femmes de l'élite se font rares dans le répertoire iconographique, tandis que l'art officiel met clairement en avant une figure masculine et virile, associée dans le vase d'Uruk à la déesse Inanna qui sert à renforcer son statut. Les sceaux-cylindres représentent des personnages manifestement féminins qui accomplissent des activités artisanales, le tissage et le barattage en particulier, ce qui pourrait indiquer qu'elles sont déjà particulièrement impliquées dans ces activités économiques dans les cadres domestique et institutionnel, comme c'est le cas à Sumer aux périodes postérieures ; mais d'autres interprétations sont possibles, comme le fait qu'il s'agirait de représentations de femmes de la haute société spécialisées dans un travail artisanal de qualité, destiné à la production de biens de prestige.

#### Développement des systèmes de comptabilité et de gestion

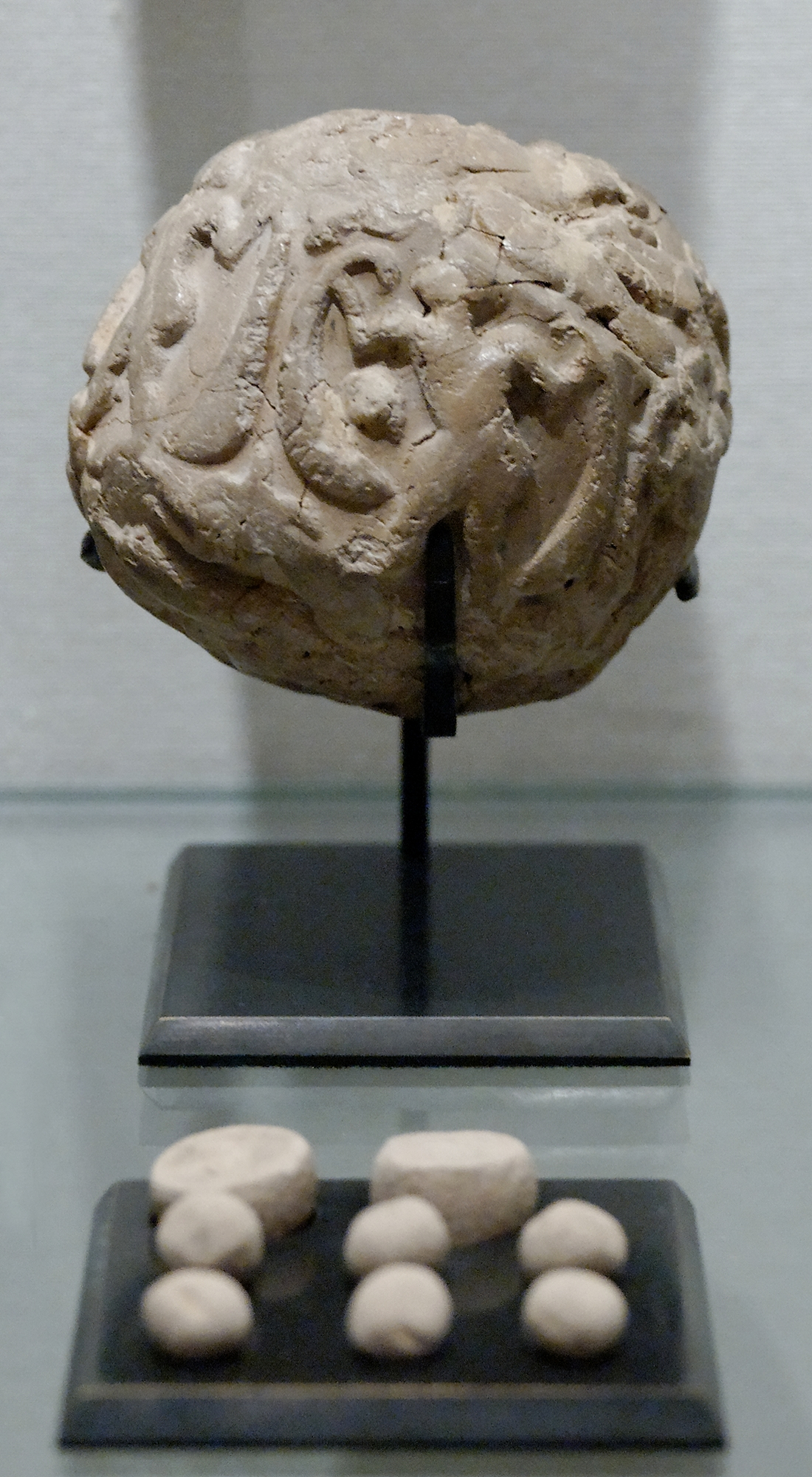
Bulle-enveloppe et ses jetons de comptabilité, période d'Uruk récent, provenant de Suse, Musée du Louvre.

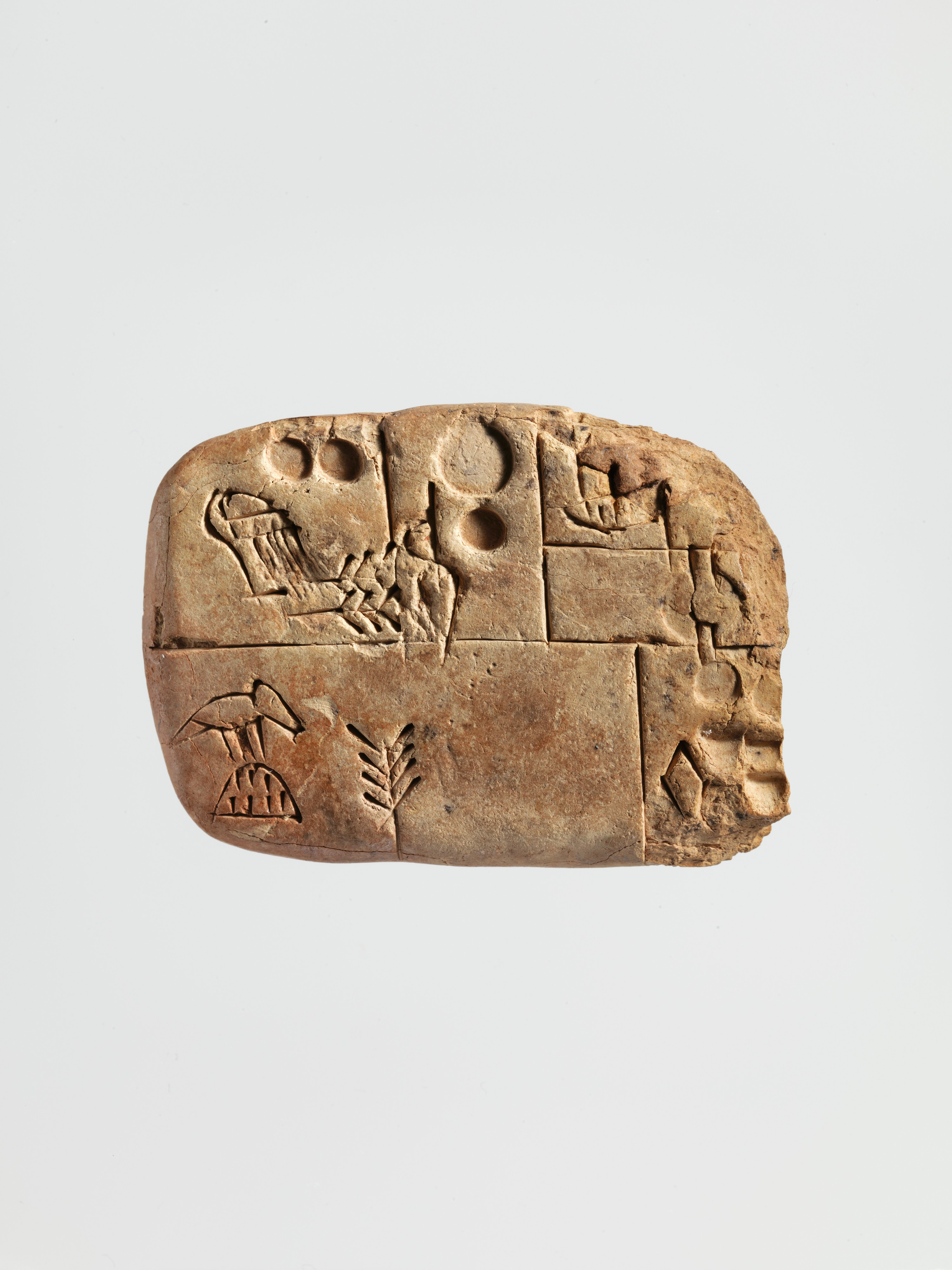
Tablette de distribution d'orge et de blé, Uruk III. Metropolitan Museum of Art.

L'apparition d'institutions ayant des activités économiques diverses et d'un volume important s'accompagne du développement des outils administratifs, et donc des outils de comptabilité, enregistrant des informations plus ou moins complexes, afin de répondre aux besoins d'une gestion plus efficace. Se mettent plus généralement en place des « technologies de contrôle social », impliquant aussi des formes de standardisation des usages, qui permettent aux institutions de mieux contrôler leurs ressources, y compris humaines. Cette évolution s'appuie certes sur des instruments déjà existants depuis les temps néolithiques (sceaux, jetons), mais plusieurs innovations importantes ont lieu au cours de la période. C'est une véritable « révolution managériale » qui se produit alors, accompagnant le développement économique et institutionnel de l'époque. Elle est conduite par des administrateurs, qui sont les ancêtres des scribes. Plusieurs textes semblent attester l'existence d'une formation à la rédaction de textes de gestion, et les listes lexicales peuvent servir pour apprendre les signes de l'écriture,.
Il faut notamment administrer des entrepôts avec précision, en enregistrant les entrées et les sorties de produits – parfois dans le cadre d'achat et de ventes – pour avoir le compte exact de produits stockés dans le magasin dont le scribe avait la responsabilité. Ces espaces de stockage sont fermés et marqués avec le sceau de l'administrateur qui en a la charge. Il est intéressant de connaître et gérer l'état, l'exploitation et les capacités de production des champs, des troupeaux et des ateliers, et ce sur plusieurs années, ce qui implique la rédaction d'inventaires, et entraîne la constitution de véritables fonds d'archives de gestion de l'organisme ou d'un de ses bureaux. Cela fut possible avec le développement progressif de plusieurs outils facilitant la gestion, en dernier lieu l'écriture.
Les sceaux servent à sceller les marchandises stockées ou échangées, les espaces de stockages, ou à identifier un administrateur ou un marchand. Ils sont connus depuis au moins le VIIe millénaire. Avec le développement des institutions et des échanges à longue distance, leur utilisation se généralise. Au cours de la période d'Uruk moyen, vers le milieu du IVe millénaire, les sceaux-cylindres (cylindres gravés avec un motif qu'on peut imprimer à l'infini sur de l'argile) apparaissent et supplantent les simples sceaux. Ils servent au moins à sceller des bulles ou tablettes d'argile, des récipients ou des pièces que l'on ferme, et aussi à authentifier ces objets et biens, puisqu'ils fonctionnent comme une signature de la personne qui l'applique ou de l'institution qu'elle représente. Ces sceaux-cylindres restent un élément caractéristique de la civilisation proche-orientale durant plusieurs millénaires. Les raisons de leur succès sont aussi à rechercher dans les possibilités qu'ils offrent d'une image et donc d'un message plus détaillés, d'une structure narrative, et qu'ils ont peut-être un aspect magique.
La période d'Uruk voit aussi se développer ce qui semble être des outils de la comptabilité, les jetons et bulles à jetons. Il s'agit de bulles d'argiles sur lesquelles un sceau-cylindre a souvent été déroulé, et contenant des jetons que l'on appelle aussi calculi. Ces derniers sont de formes variées : tantôt des billes, puis des cônes, des bâtons, des disques, etc. Chacun de ces modèles est identifié comme servant à représenter une valeur numérale, ou bien un type précis de marchandise. Ils ont permis de conserver les informations, pour la gestion de domaines (entrées et sorties de biens) ou les opérations commerciales, et de les transférer en d'autres lieux. Ces calculi sont peut-être d'un même type que des jetons que l'on retrouve depuis plusieurs millénaires sur des sites du Moyen-Orient et dont la fonction reste obscure. Par la suite, on pense que les calculi auraient été reportés sur la surface des bulles d'argile les contenant sous forme d'encoches, qui servent alors à montrer le contenu de la bulle. On aurait donc au moins l'apparition de signes numériques. Suivant la vision traditionnelle de l'évolution vers l'écriture, les gestionnaires se seraient ensuite contenté de simplement reporter ces encoches sur une tablette d'argile, supprimant les calculi, et aboutissant à la constitution de tablettes numérales servant d'aide-mémoire préfigurant l'apparition de l'écriture à proprement parler (voir plus bas),,,.

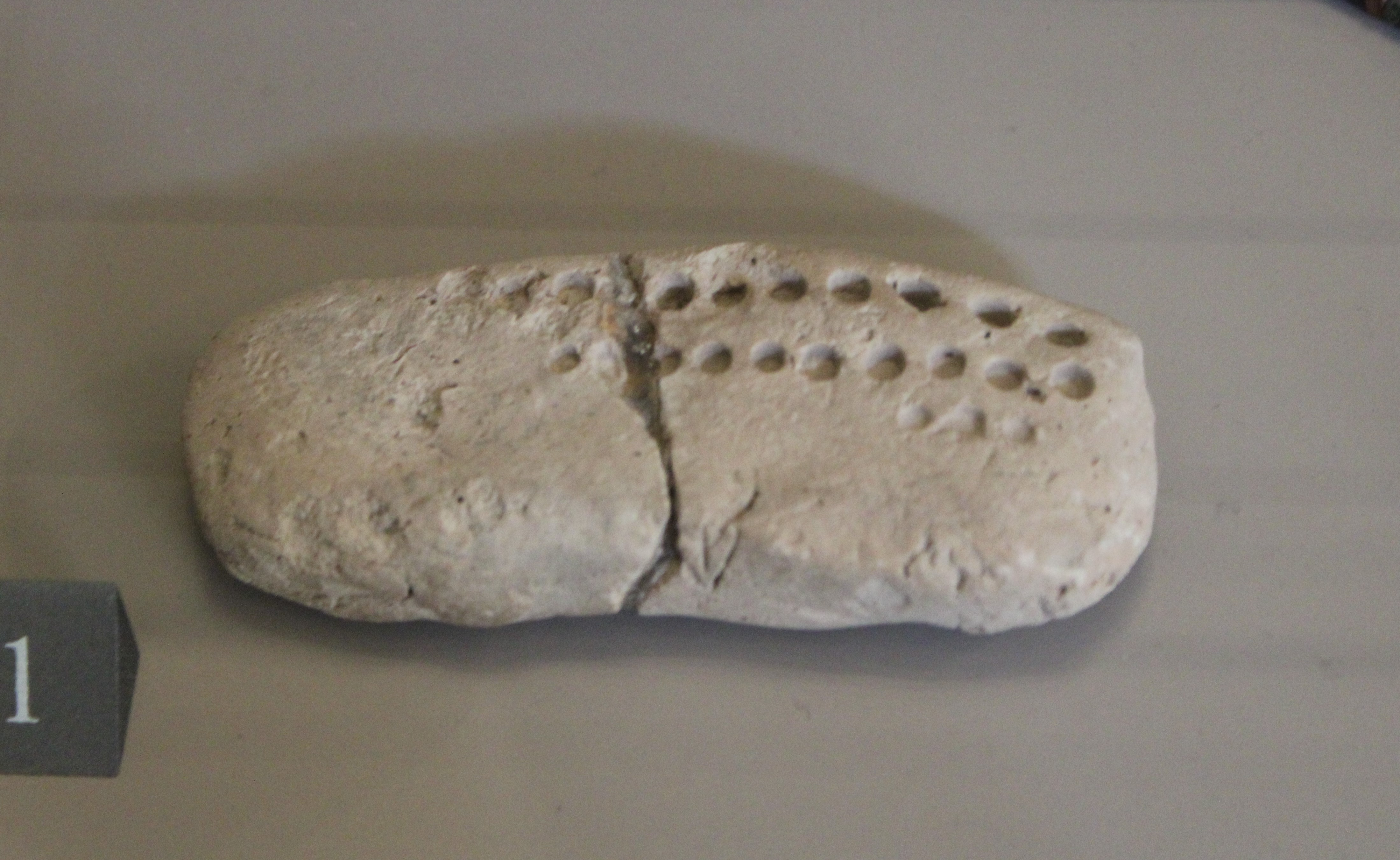
Tablette numérale mise au jour à Tepe Sialk, v. 3500-3350 av. J.-C. ? Musée du Louvre.

Ces tablettes numérales (qui comportent aussi des impressions de sceaux-cylindres) peuvent être divisées en deux catégories : des tablettes comportant seulement des signes numériques simples, attestées sur plusieurs sites, avant tout Uruk et Suse, aussi Habuba Kabira et Tell Brak en Syrie, et Chogha Mish, Tepe Sialk et Godin Tepe en Iran, et des tablettes « numériques-idéographiques », sans doute une évolution des précédentes (mais leur contexte stratigraphique ne permet pas de trancher), attestées, en quantité limitée, à Uruk et en Susiane (aussi une à Godin Tepe), qui ajoutent à la forme précédente des signes idéographiques identifiant des objets (mouton, jarre de bière ou de graisse, étoffe, etc.).
Avec le développement de l'écriture, généralement tenue à la suite des travaux de D. Schmandt-Besserat comme une évolution de ces pratiques comptables, un nouvel outil de gestion apparaît, permettant un enregistrement d'informations plus complexes et précises, et sur une durée plus longue, avec notamment la mise au point de bilans d'exploitation,. La constitution de ces pratiques administratives a nécessité l'élaboration de plusieurs systèmes de mesure qui varient en fonction de ce qu'ils enregistrent (animaux, travailleurs, laine, grain, outils, poterie, surfaces, etc.). Ils sont très divers : certains répondent à un système sexagésimal (base 60) qui triomphe par la suite en Mésopotamie, d'autres sur un système décimal (base 10) ou même un système mixte original appelé « bisexagésimal », tout cela pouvant complexifier la compréhension des textes. La mise au point de systèmes de découpage du temps s'est également imposée aux scribes des institutions de la période d'Uruk récent pour l'encadrement des travailleurs.

### Un univers intellectuel et symbolique en évolution
Les évolutions que connaissent les sociétés de la période d'Uruk ont un impact dans le domaine mental et symbolique qui se manifeste par plusieurs phénomènes. D'abord l'apparition de l'écriture qui, même si elle est sans doute liée aux besoins de gestion des premiers États, témoigne de changements intellectuels profonds. L'art reflète également des sociétés plus marquées par le poids du pouvoir politique et une prise en compte plus importante de l'humain, tandis que le culte religieux est sans doute plus faste et encadré que précédemment. Les évolutions des conceptions religieuses qui ont lieu à cette époque restent néanmoins très mal comprises.

#### Apparition de l’écriture et premiers usages

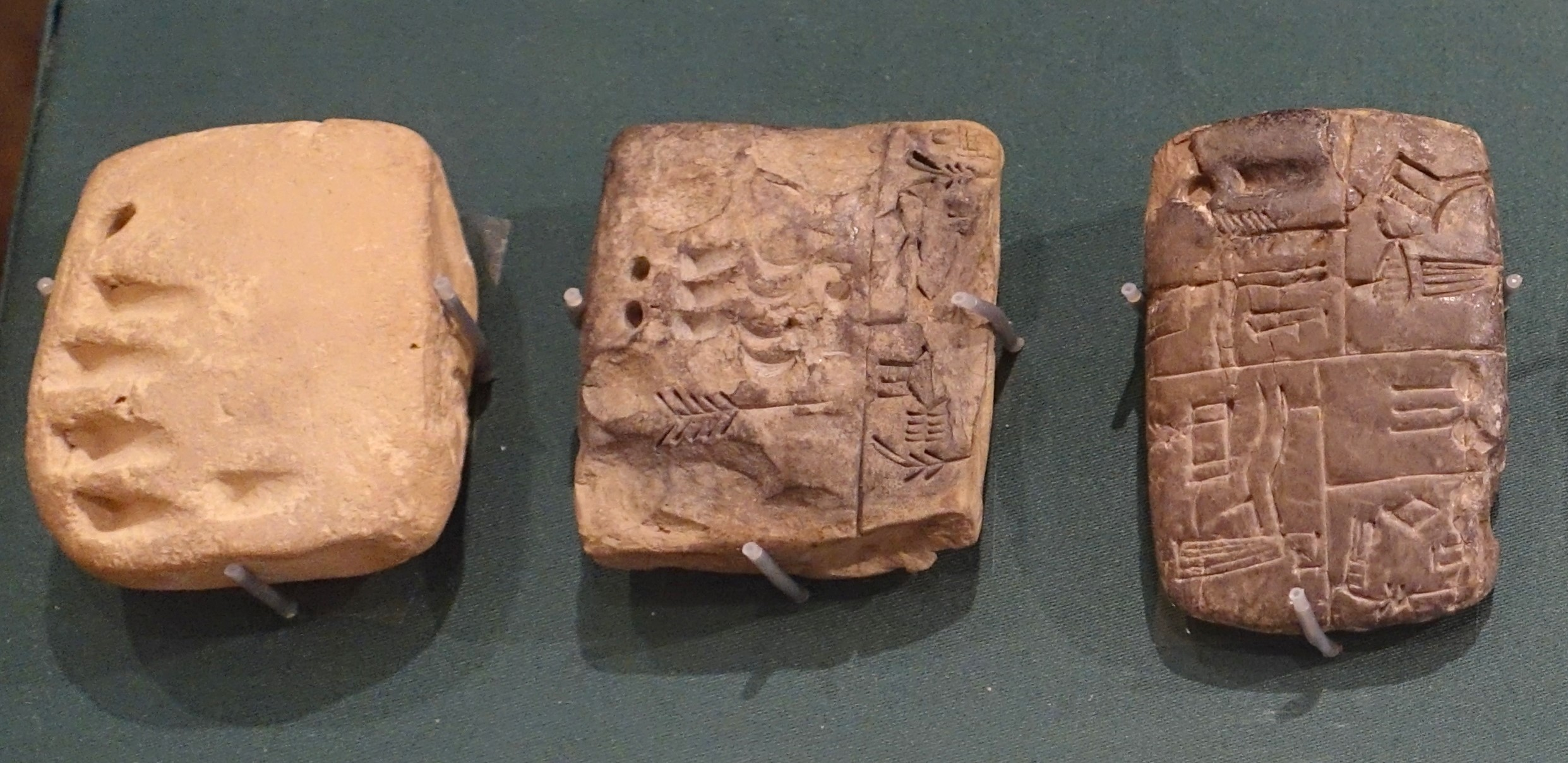
Évolution des tablettes administratives, de gauche à droite : tablette numérique et tablettes proto-cunéiformes. Musée de l'Institut oriental de Chicago.

Exemples de signes logographiques proto-cunéiformes (à partir de dessins de R. Englund).

L'écriture apparaît au plus tôt vers la période de l'Uruk moyen, avant de se développer à l'Uruk récent (dès le niveau Uruk V ?) et la période de Djemdet Nasr. On parle souvent de système « proto-cunéiforme », puisqu'il s'agit d'un précurseur du système cunéiforme qui est le système d'écriture par excellence de la Mésopotamie et du Proche-Orient à l'âge du bronze. Les premières tablettes d'argile inscrites avec un stylet en roseau sont attestées essentiellement au niveau Uruk IV (près de 2 000 tablettes mises au rebut dans le quartier de l'Eanna), et datées approximativement de 3350-3200. Pour la période de Djemdet Nasr/Uruk III, vers 3200-3000, on dispose de plus de sources, plus diversifiées par nature et complexes dans leur composition (différents types de textes et de formulaires ont été élaborés), et provenant de plus de sites : en majorité Uruk (niveau III, environ 3 000 tablettes), mais aussi Djemdet Nasr, Tell Uqair, Umma, Khafadje, Tell Asmar, Ninive, Tell Brak, Habuba Kabira, etc., ainsi que les tablettes en écriture « proto-élamite » en Iran (surtout à Suse), le second système d'écriture mis au point au Moyen-Orient, qui semble être issu d'une évolution locale dérivant des mêmes antécédents que ceux du système d'écriture mésopotamien (la scission étant réalisée au plus tard à la fin de la période d'Uruk IV).
Les liens entre l'écriture et les autres instruments administratifs élaborés durant la période d'Uruk sont difficilement contestables. Suivant le modèle développé par Denise Schmandt-Besserat, elle dérive des calculi : les jetons sont d'abord reportés sur des bulles d'argiles, puis sur des tablettes d'argile, et de là dériverait la création des premiers signes d'écriture qui sont des pictogrammes. Mais cela est contesté car il n'y a que très peu de cas pour lesquels les jetons correspondent à des signes du proto-cunéiforme. L'opinion actuelle est plutôt que, même si les emprunts directs ont été très limités, ces systèmes comptables peuvent être considérés comme des sortes de précurseurs des premières tablettes écrites, qui ont bien une origine comptable selon l'opinion majoritaire,. Cela n'exclut pas le développement rapide d'autres usages de l'écriture, ressortant en particulier des listes de signes qui témoigneraient de l'émergence de pratiques savantes voire d'une littérature,.
Les textes de cette période sont surtout de type administratif (en gros à hauteur de 85 %) et sont élaborés dans un cadre qui semble être principalement public (palais ou temple) plus que privé. Mais les textes d'Uruk, constituant la majorité du corpus de cette période, ont été retrouvés hors de leur contexte de rédaction car ils avaient été mis au rebut, ce qui rend leur identification difficile. Leur interprétation pose également problème, du fait de leur caractère archaïque. La graphie n'est pas encore cunéiforme mais linéaire. Ces textes étaient mal compris lors des premières publications des années 1930 faites par Adam Falkenstein, puis les travaux entrepris depuis une vingtaine d'années, par les chercheurs allemands Hans Nissen, Peter Damerow et Robert Englund notamment, ont permis d'effectuer de grands progrès. À côté des textes administratifs, sont retrouvés dès les débuts de l'écriture des textes de type littéraire, des listes lexicales, ouvrages lexicographiques de nature savante compilant des signes selon différents thèmes (listes de métiers, de métaux, de poteries, de céréales, de toponymes, etc.), caractéristiques de la civilisation mésopotamienne. Un exemplaire remarquable est une « Liste de professions » (ancêtre de la série Lú.A retrouvée à partir du IIIe millénaire) sur laquelle ont pu être identifiés différents corps de métiers (potiers, tisserands, charpentiers, etc.) témoignant de l'existence de nombreux types de spécialistes dans le monde du travail de la Basse Mésopotamie urukéenne.

Tablettes des périodes d'Uruk récent et de Djemdet-Nasr.
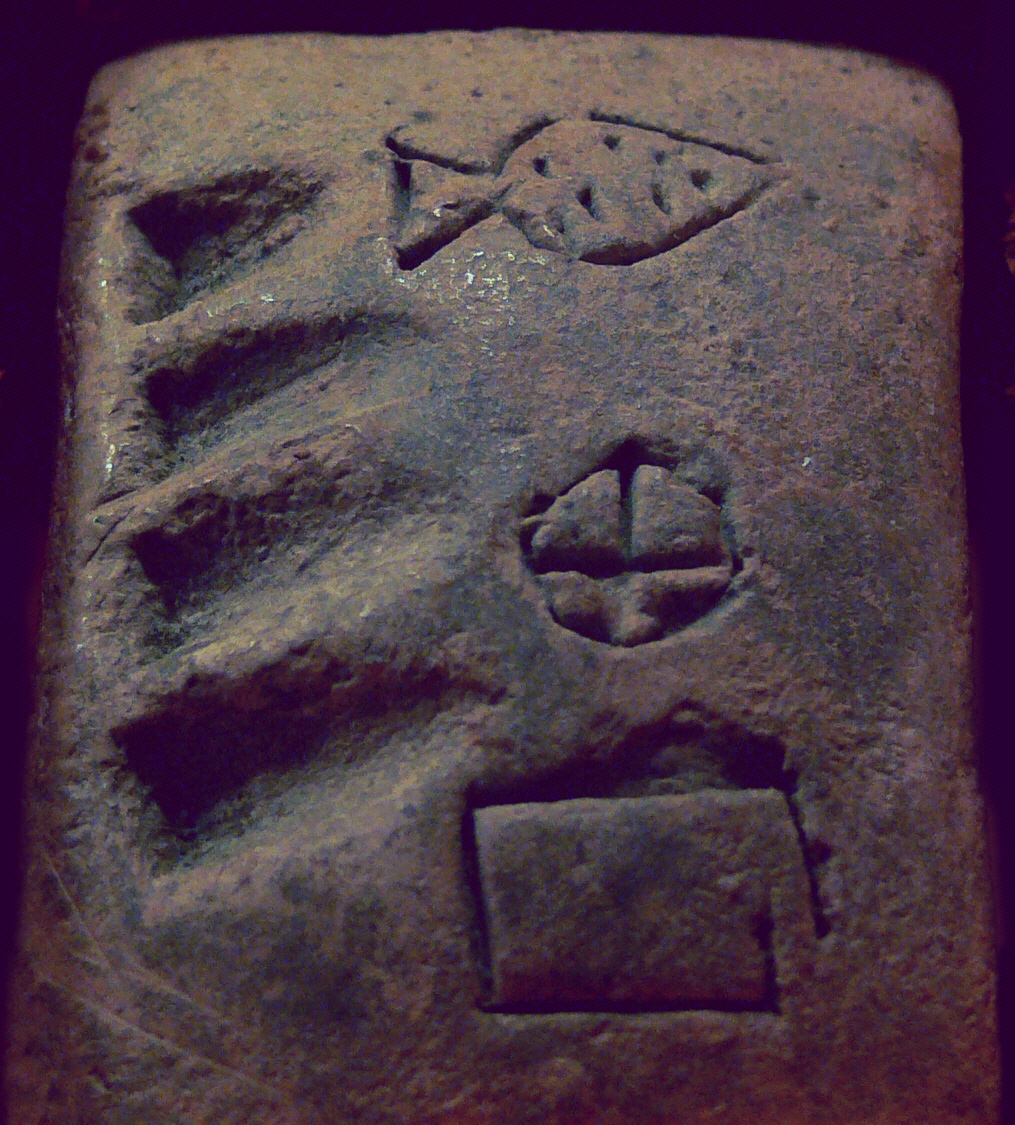
Tablette administrative de la période Uruk IV, présentant des signes sous leur forme pictographique[192]. Pergamon Museum.
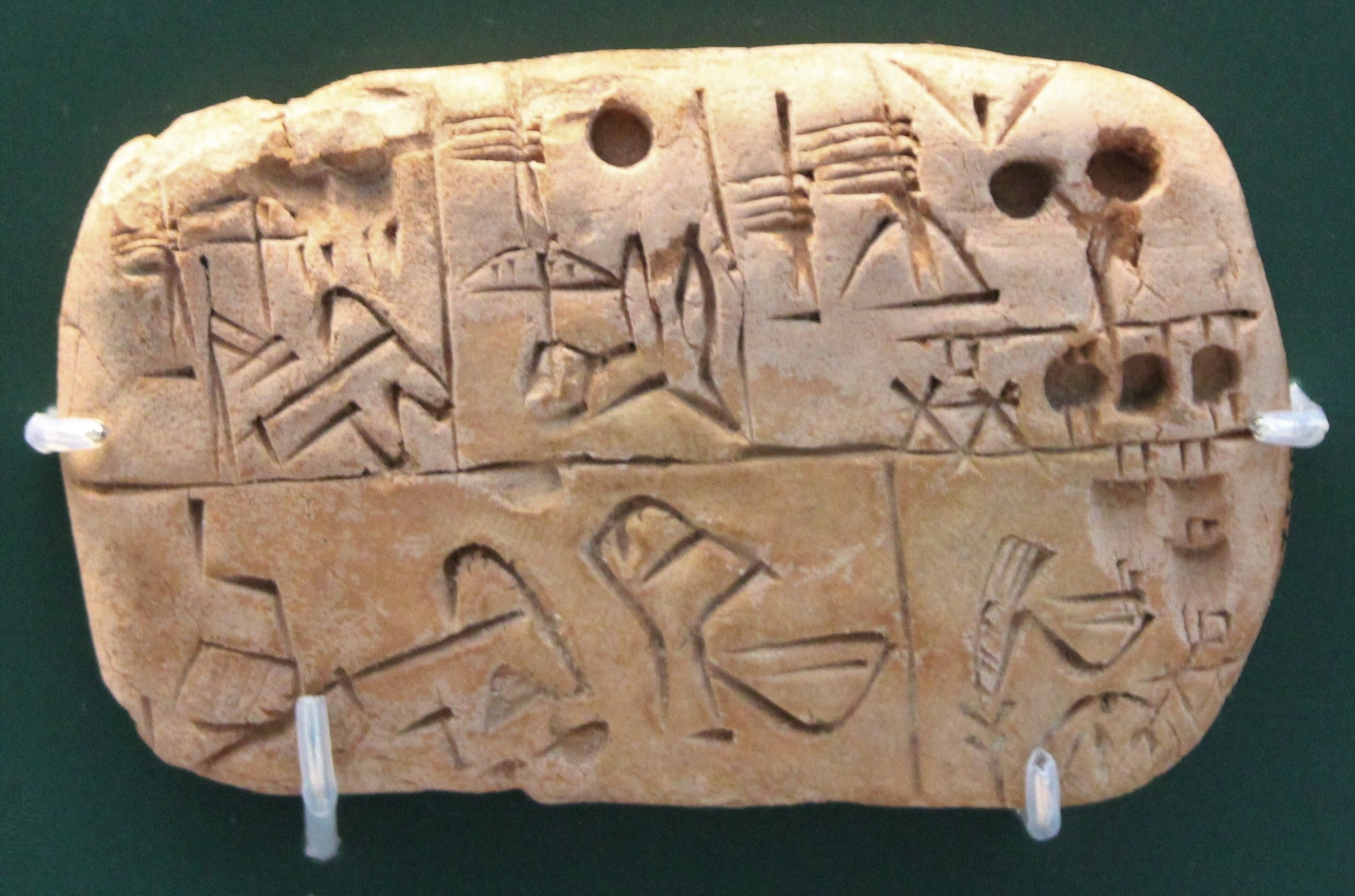
Distribution de ration, Uruk III, provenance inconnue. British Museum.
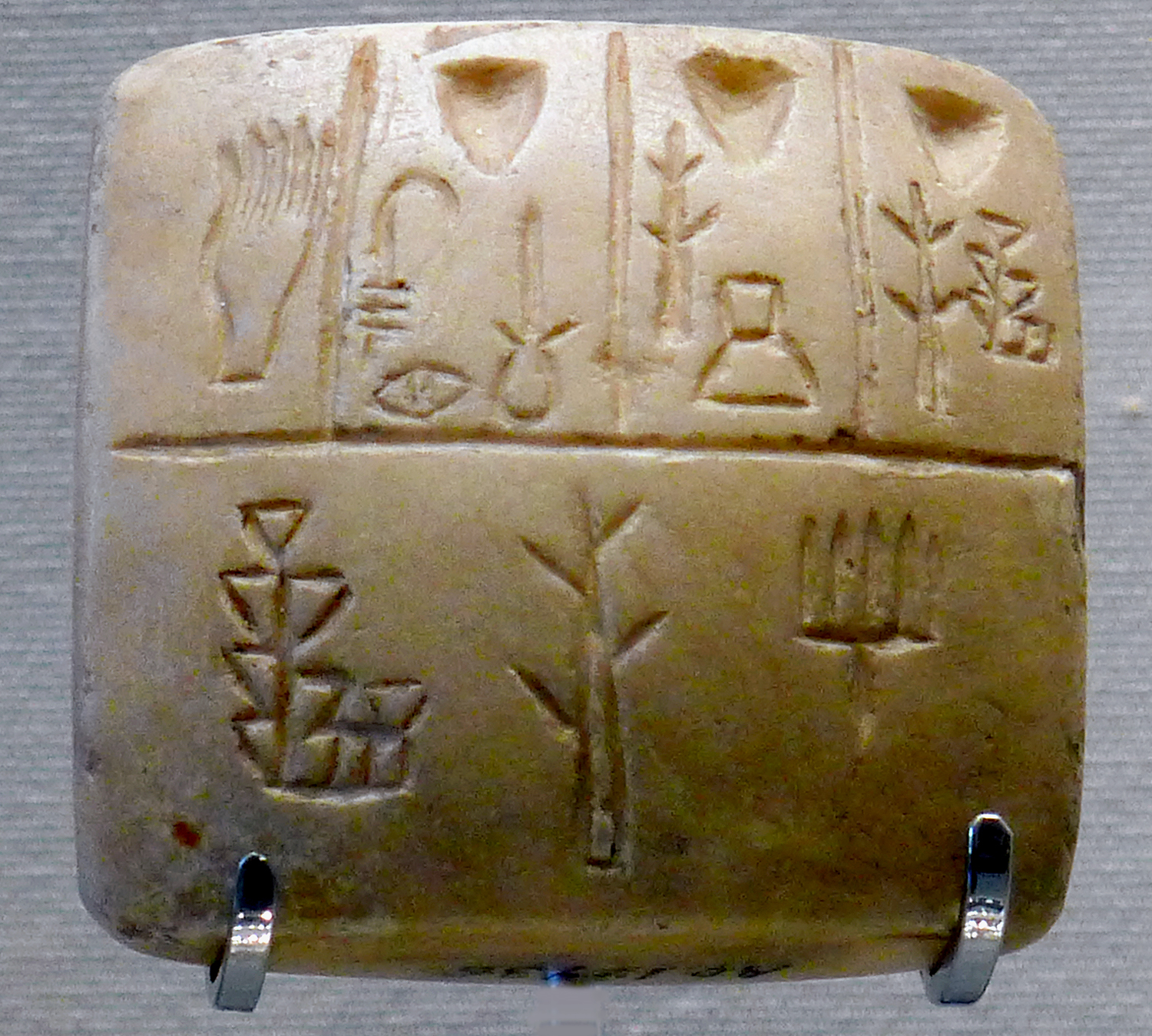
Tablette à écriture précunéiforme de la fin du IVe millénaire, niveau Uruk III : possible liste de noms propres sur un registre de personnel. Musée du Louvre.
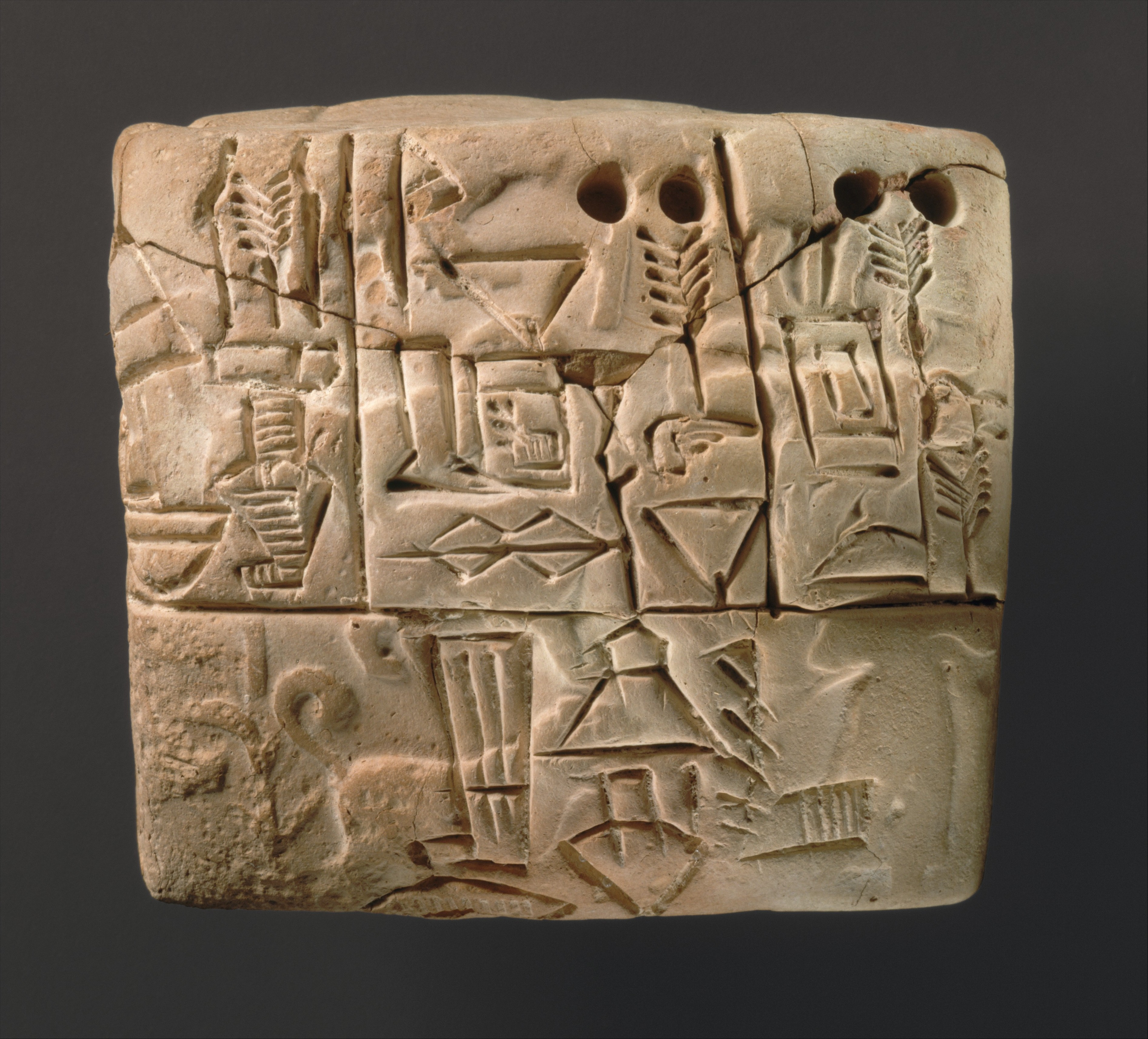
Tablette administrative, sans doute d'Uruk, période Uruk III, Metropolitan Museum of Art.
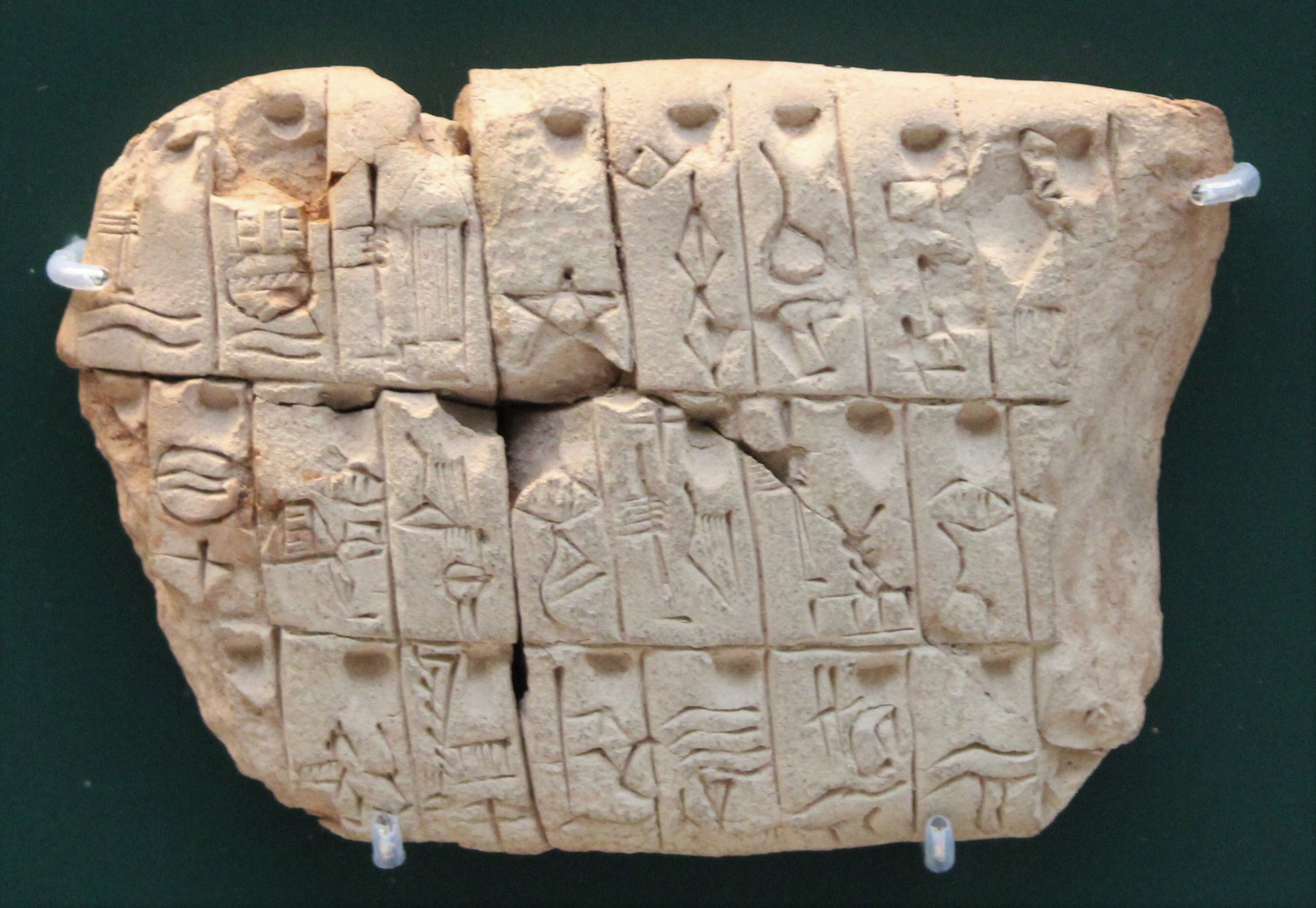
Liste de noms de lieux, Djemdet-Nasr. British Museum.

Reste à établir une chronologie dans le développement de l'écriture et à interpréter ce phénomène majeur dans l'histoire humaine. La majorité des textes de l'époque d'Uruk étant de nature gestionnaire et comptable, il apparaît en effet logique d'imaginer que l'écriture se soit développée sous l'impulsion de l'essor des institutions étatiques qui avaient une gestion de plus en plus lourde, offrant la possibilité d'enregistrer des opérations de plus en plus complexes et de les archiver. C'est alors une écriture constituée de signes linéaires ou circulaires incisés dans des tablettes d'argile au moyen d'un calame en roseau — deux matières premières aisément accessibles dans le sud mésopotamien. Ce système connaît plusieurs adaptations sur la période. Sont d'abord notés des signes numériques, puis apparaissent ensuite sur quelques tablettes les premiers signes idéographiques, servant à noter avant tout des biens et des personnes, stades des « tablettes numériques » et des « tablettes numéro-idéographiques » selon Englund (documenté notamment à Suse). Par la suite se développe la phase « proto-cunéiforme » (correspondant aux textes d'Uruk IV et III), attestée uniquement en Basse Mésopotamie. Comme les textes sont essentiellement de nature comptable, ils emploient une pléthore de signes numériques, correspondant à plusieurs systèmes métrologiques. Cette période voit surtout la mise au point d'une pléthore de signes logographiques ou idéographiques (un signe = un mot, une idée), qui permettent d'enregistrer plus précisément les opérations administratives en désignant une grande quantité de produits et des opérations (actions), aussi des personnes ou des bureaux. Il s'agit pour beaucoup de pictogrammes, donc des signes représentant les choses qu'ils désignent, ou bien une partie celle-ci (la tête d'un homme ou d'un animal), et des actions peuvent être représentées (notamment avec le signe de la main pour désigner les dons et réceptions de produits). Il n'y a pas, ou quasiment pas (c'est discuté), de signes phonétiques (un signe = un son). Cette écriture n'a pas pour but de transcrire une langue sous la forme de phrases, et a parfois été désignée comme une « pré-écriture » ou un « aide mémoire ». Cela explique pourquoi il n'est pas possible de déterminer clairement qu'elle a été inventée par des gens parlant sumérien (ce qui reste la solution jugée la plus probable). Il faut attendre la première moitié du IIIe millénaire av. J.-C. pour observer le développement des signes phonétiques (construits suivant le principe du rébus) et l'apparition d'un système d'écriture à proprement parler, en mesure de transcrire des phrases,.

#### Un art plus réaliste et humaniste
L'art de la période d'Uruk connaît un renouveau notable, accompagnant les profondes mutations dans le domaine de la symbolique. Cela se voit en premier lieu dans les supports artistiques : les formes de poterie deviennent plus rudimentaires, avec le développement du tour de potier se répand une production de masse sans préoccupation décorative ; on ne trouve donc presque plus de poteries peintes comme aux périodes précédentes, mais des céramiques sans décor ou bien simplement incisées ou pastillées. La complexification des sociétés et le développement d'élites plus puissantes et voulant exprimer leur domination par divers moyens offrent cependant de nouveaux moyens aux artistes qui peuvent s'exprimer sur d'autres supports. La sculpture prend alors une importance capitale, que ce soit dans les réalisations en ronde-bosse, ou bien par des bas-reliefs sur stèles et surtout sur des sceaux-cylindres qui apparaissent vers la période d'Uruk moyen. Ils ont fait l'objet de nombreuses études, car il s'agit d'un très bon témoignage sur l'univers mental des gens de cette époque et d'un formidable support pour diffuser des messages symboliques, par la possibilité d'y représenter des scènes plus complexes que sur des cachets, déroulables à l'infini et permettant de créer une narration qui donne plus de dynamisme aux empreintes.
Les canons artistiques de la période sont nettement plus réalistes qu'aux périodes précédentes. L'être humain est au centre des thèmes. Cela est notamment le cas des sceaux-cylindres et empreintes de sceaux-cylindres retrouvés à Suse (niveau II), qui sont les plus réalistes de la période : ils représentent souvent la figure centrale de la société qu'est le monarque, mais aussi des hommes du commun dans des activités de la vie quotidienne, travaux agricoles et artisanaux (poterie, tissage). Ce réalisme de l'art témoigne d'un véritable renouveau, qu'on peut même qualifier d'« humaniste », car il marque un tournant dans l'art mésopotamien et plus largement d'un changement dans l'univers mental en mettant l'homme ou du moins l'image humaine à une place éminente jamais atteinte auparavant. C'est peut-être à la fin de la période d'Uruk qu'apparaissent les premières traces d'un anthropomorphisme des divinités qui est la règle aux millénaires suivants : le vase d'Uruk représente sans doute la déesse Inanna sous forme humaine. Pour autant, les animaux réels ou imaginaires sont toujours courants dans la glyptique, souvent comme sujet principal de l'image. Un thème très répandu est celui des « rondes » représentant des animaux en file déroulables sans limites, exploitant ainsi les possibilités nouvelles offertes par l’apparition du sceau-cylindre. H. Pittman a par ailleurs distingué des thèmes communs dans la glyptique de la sphère culturelle urukéenne durant l'Uruk récent, retrouvés en Susiane, à Uruk et en Haute Mésopotamie, renvoyant souvent au contexte administratif : des processions de porteurs, des animaux associés à des produits ou disposés dans des postures héraldiques, des rangées de céramiques, et aussi la figure du « roi-prêtre » ; en revanche à la fin de la période les divergences régionales sont plus marquées.

Sceaux-cylindres des périodes d'Uruk récent et de Djemdet-Nasr.
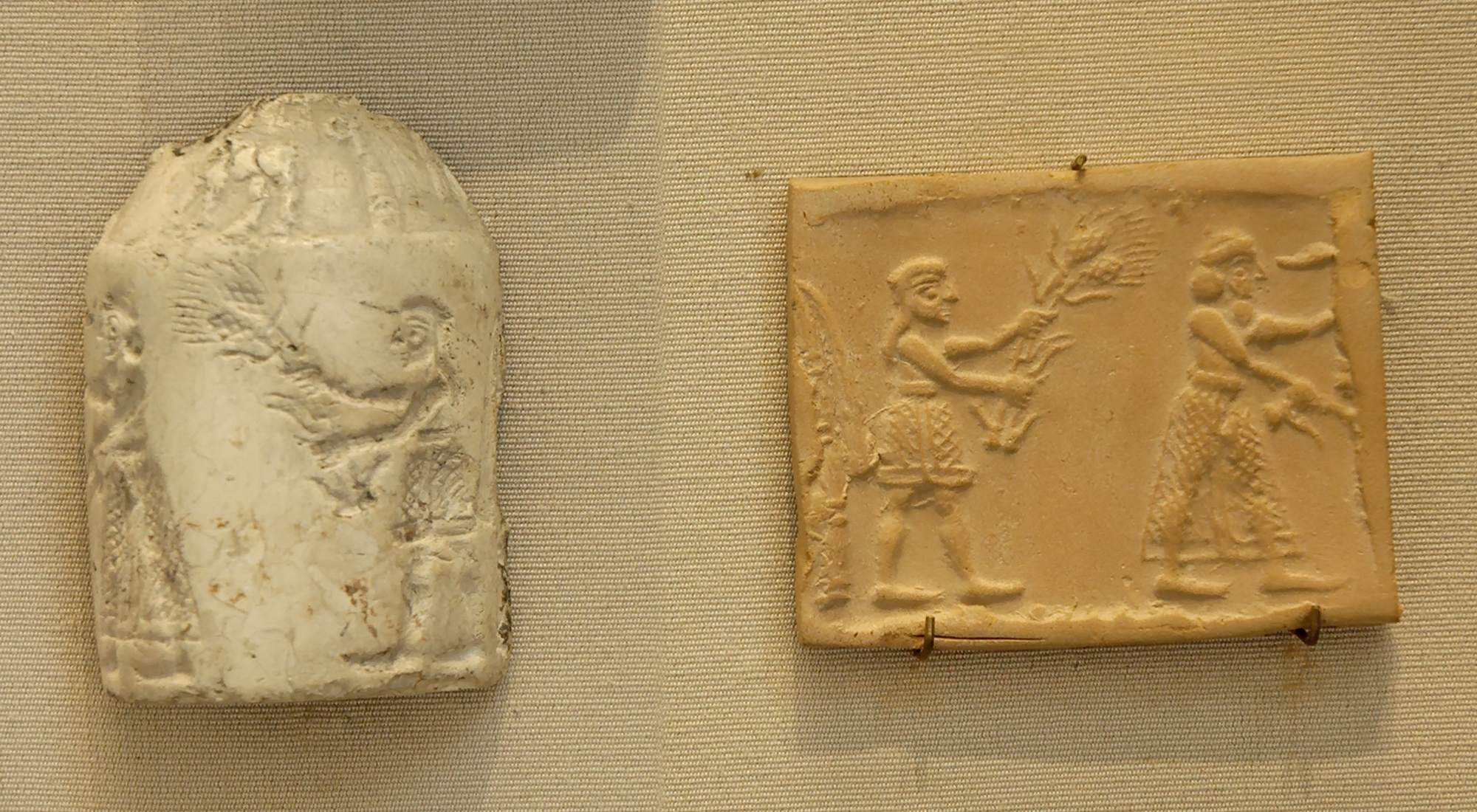
Sceau-cylindre en calcaire et son impression : le roi et son acolyte nourrissant un troupeau sacré, période d'Uruk final. Musée du Louvre.
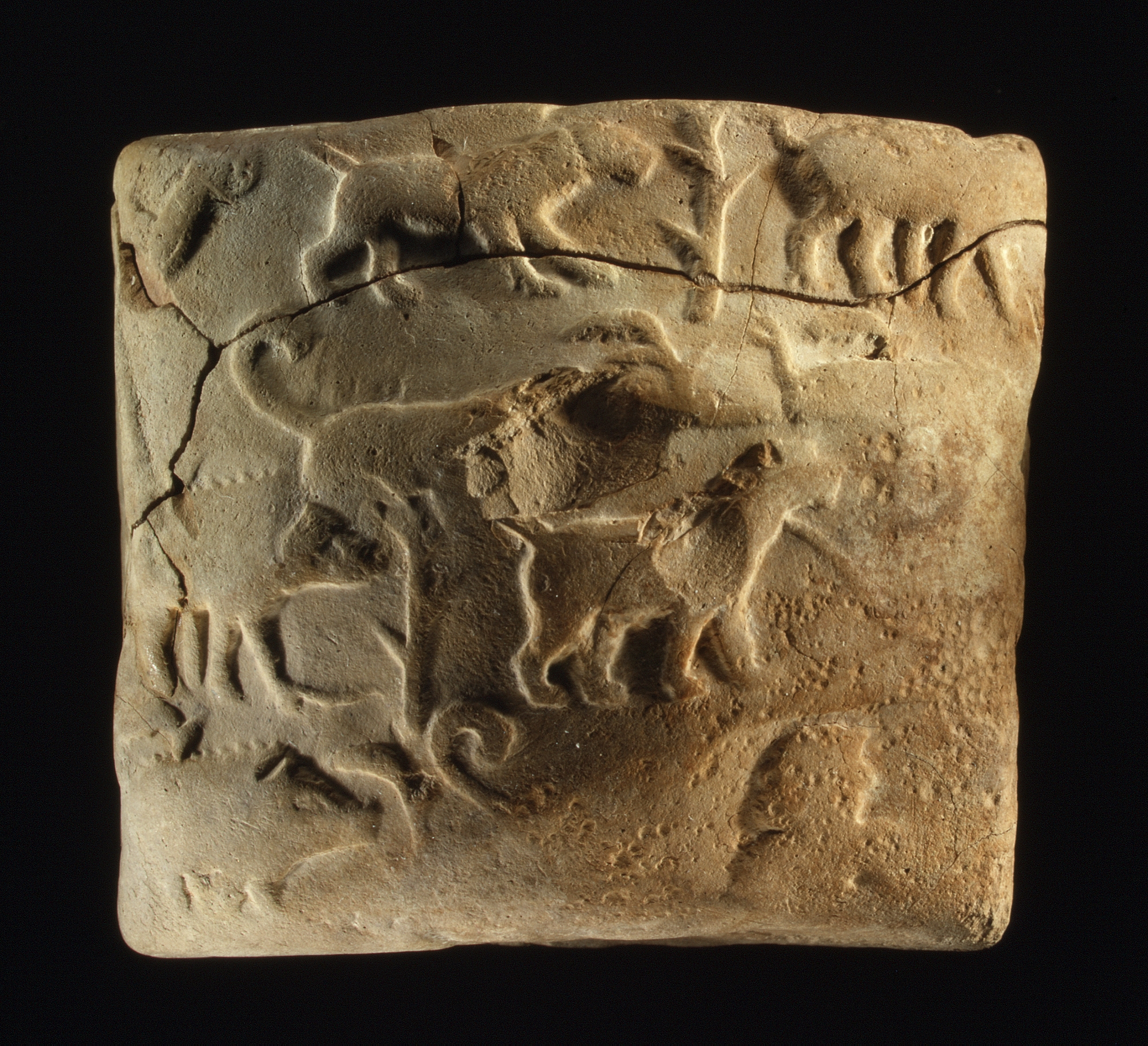
Tablette administrative portant l'impression d'un sceau-cylindre représentant une scène de chasse. Metropolitan Museum of Art.
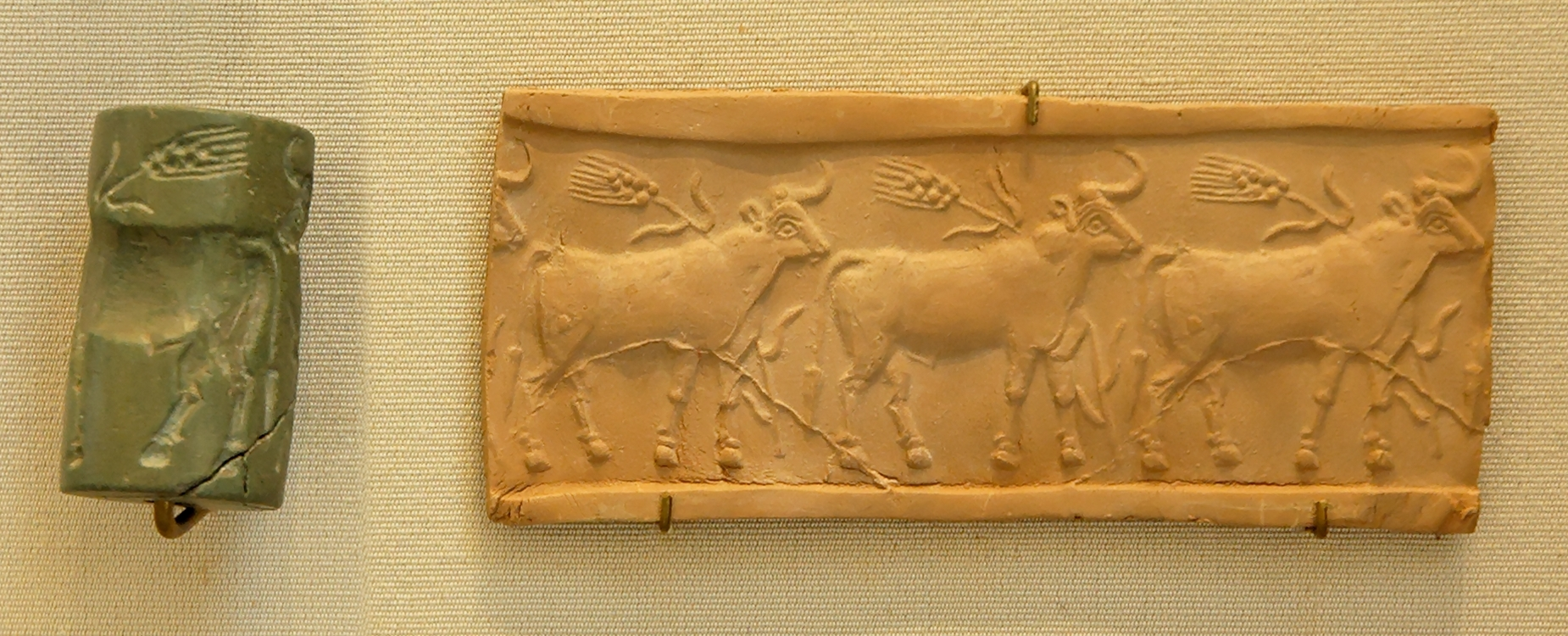
Sceau-cylindre en calcaire et son impression : troupeau de bœufs dans un champ de blé. Musée du Louvre.
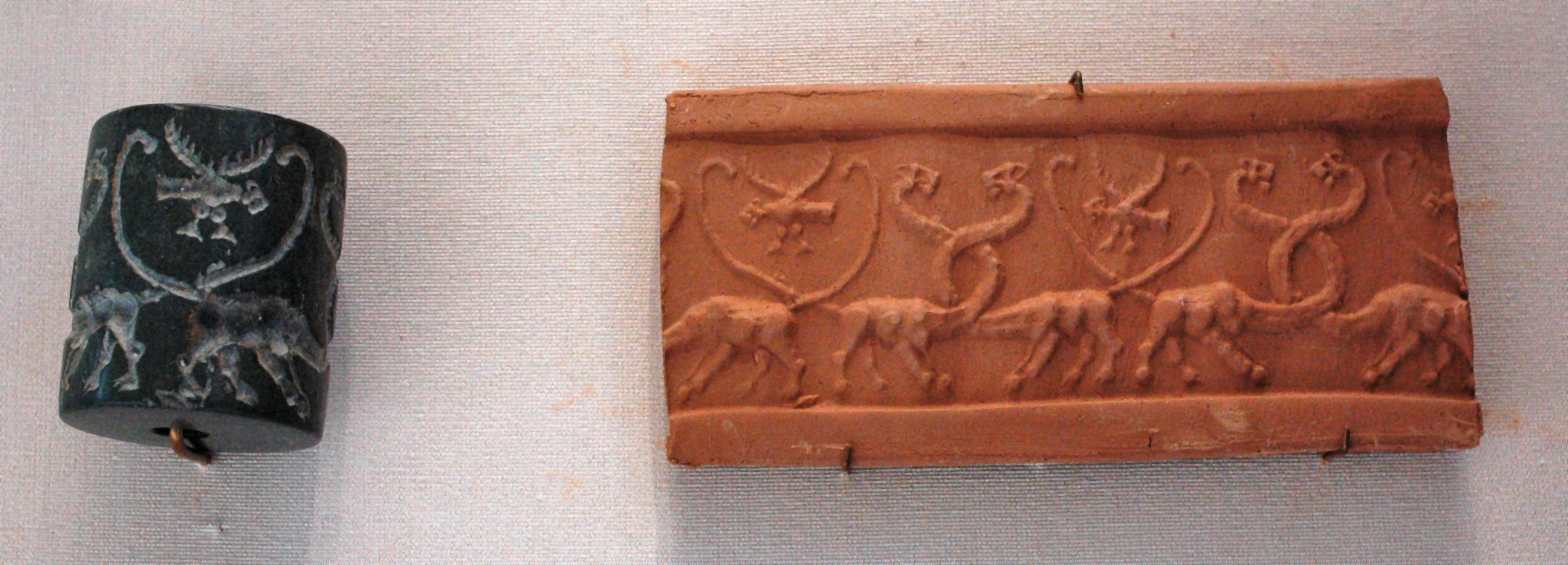
Sceau-cylindre en jaspe et son impression : chimères (« serpopards ») et aigles à tête de lion. Musée du Louvre.
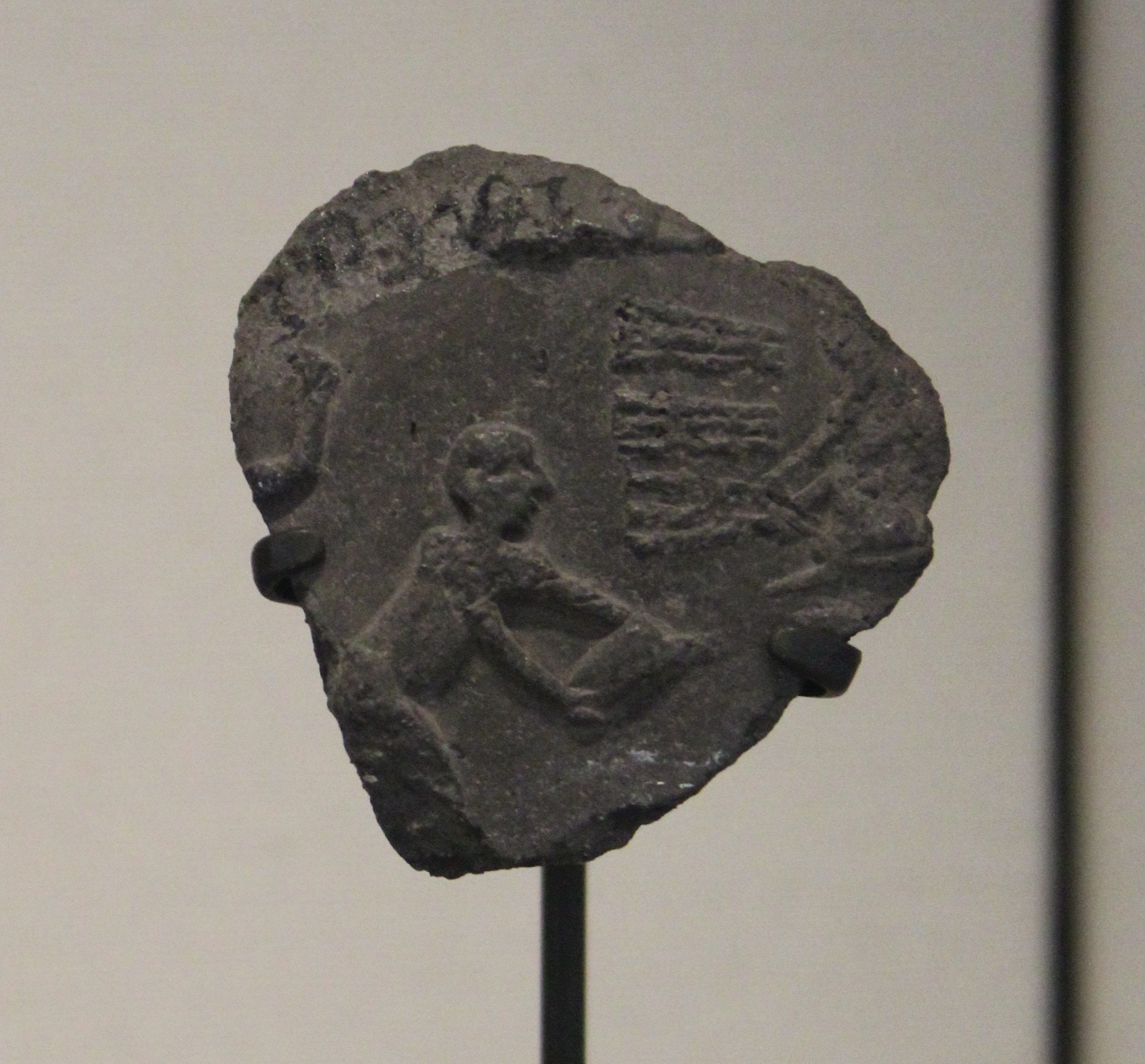
Bulle d'argile avec empreinte de scellement représentant une scène d'engrangement du grain, Suse II, Uruk récent. Musée du Louvre.

Les sculptures suivent un style et des thèmes présents dans la glyptique. Sont réalisées des statues en ronde-bosse, de petite taille, représentant des divinités ou bien un « roi-prêtre ». Les artistes d'Uruk ont laissé plusieurs œuvres remarquables, avant tout représentées par les trouvailles du Sammelfund du niveau III de l'Eanna (période de Djemdet Nasr). Des bas-reliefs se retrouvent sur des stèles comme la « stèle de la chasse » ou sur le vase d'Uruk, grand vase en albâtre sculpté représentant une scène d'offrande à une déesse, sans doute Inanna. Ces œuvres-là mettent aussi en avant la figure de l'autorité qui accomplit des exploits guerriers et dirige le culte aux dieux. Elles sont elles aussi caractérisées par leur recherche de réalisme dans les traits des personnages. Une dernière œuvre remarquable des artistes d'Uruk III est une tête de femme sculptée grandeur nature aux proportions réalistes, retrouvée dans un état mutilé, la « Dame de Warka », qui devait appartenir à une statue d'un corps complet.

Sculptures des périodes d'Uruk récent et de Djemdet-Nasr.
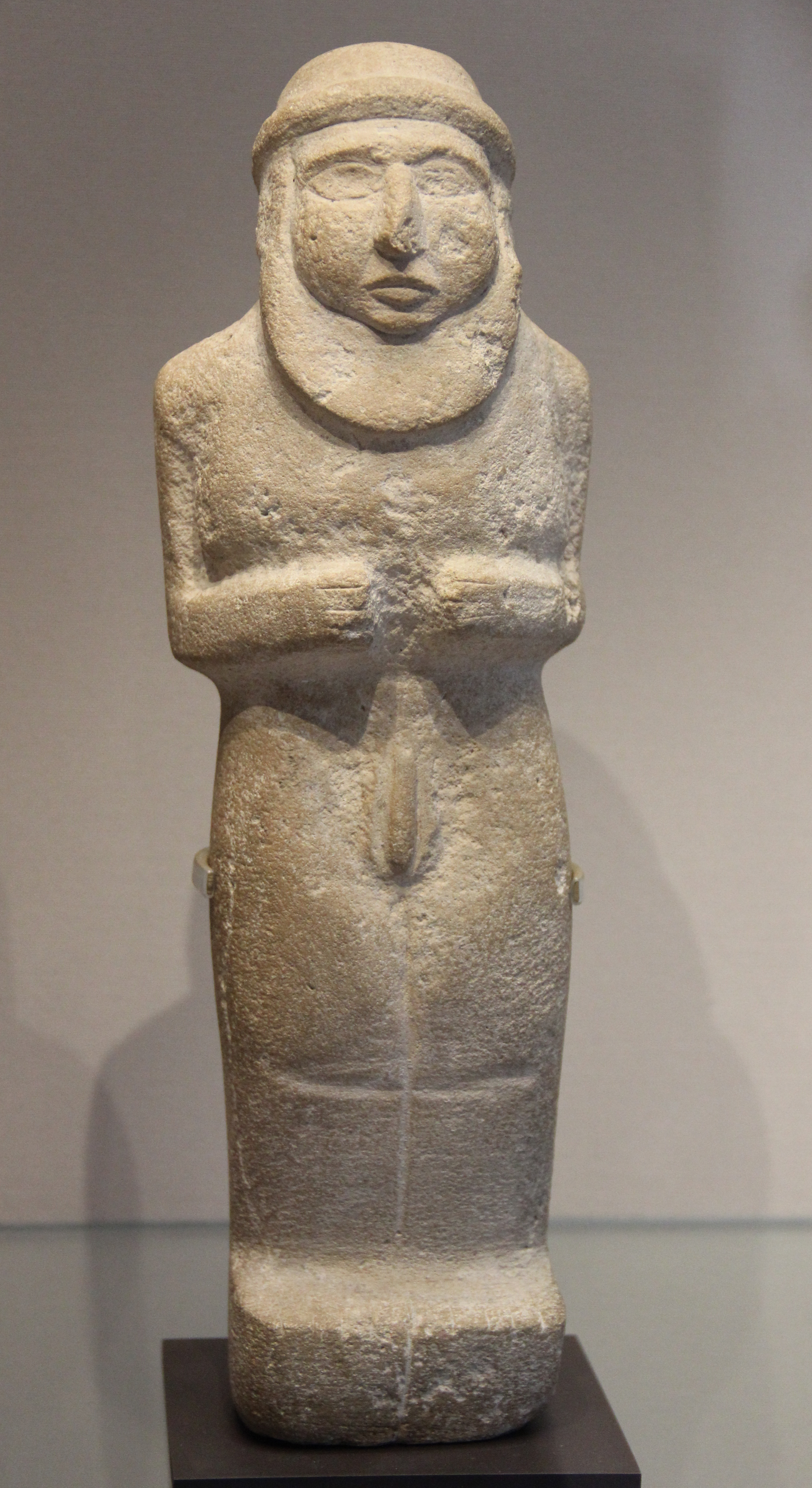
Statuette de « roi-prêtre ». Musée du Louvre.
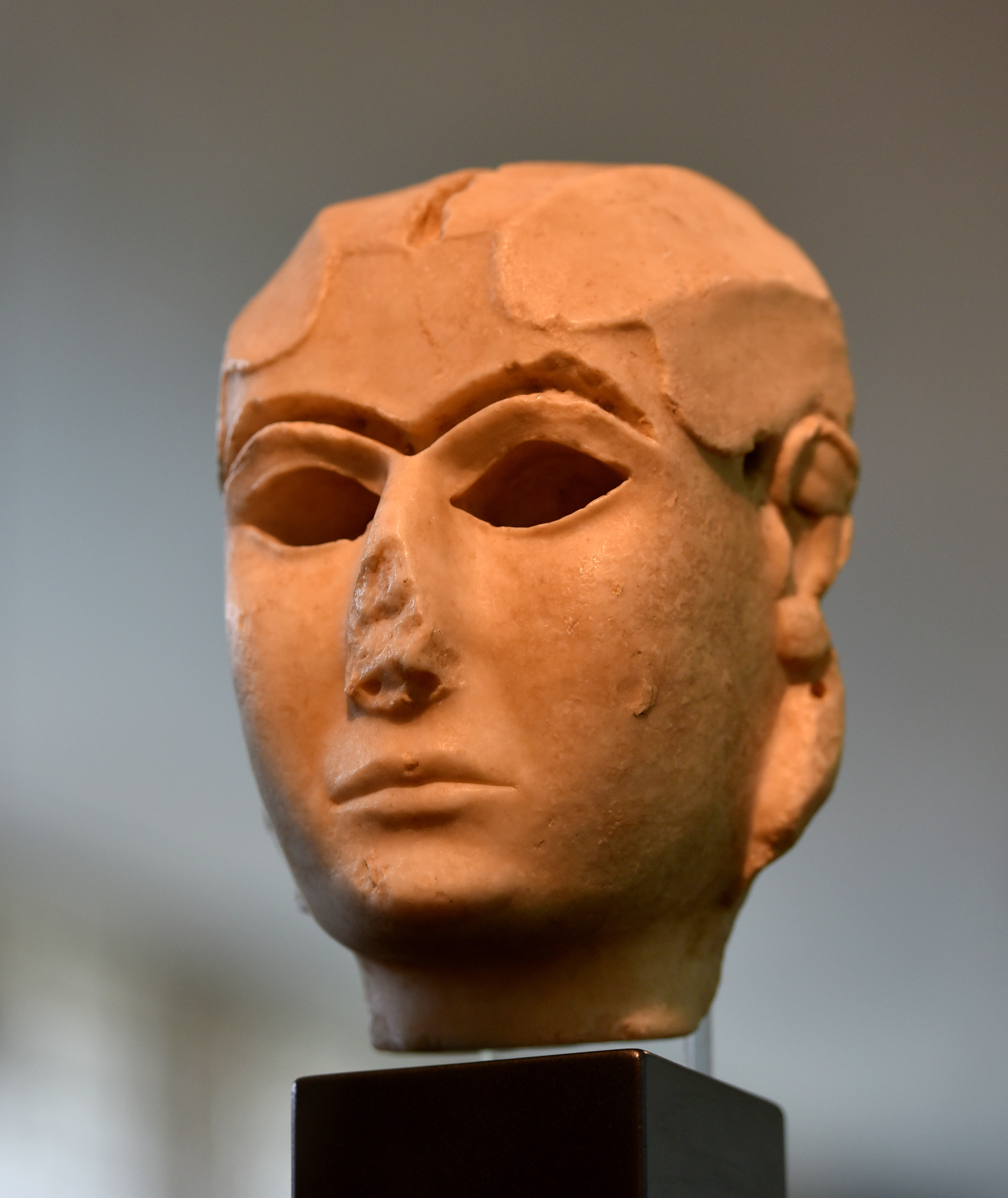
Tête de femme retrouvée à Uruk, ou « Dame de Warka ». Musée national d'Irak.
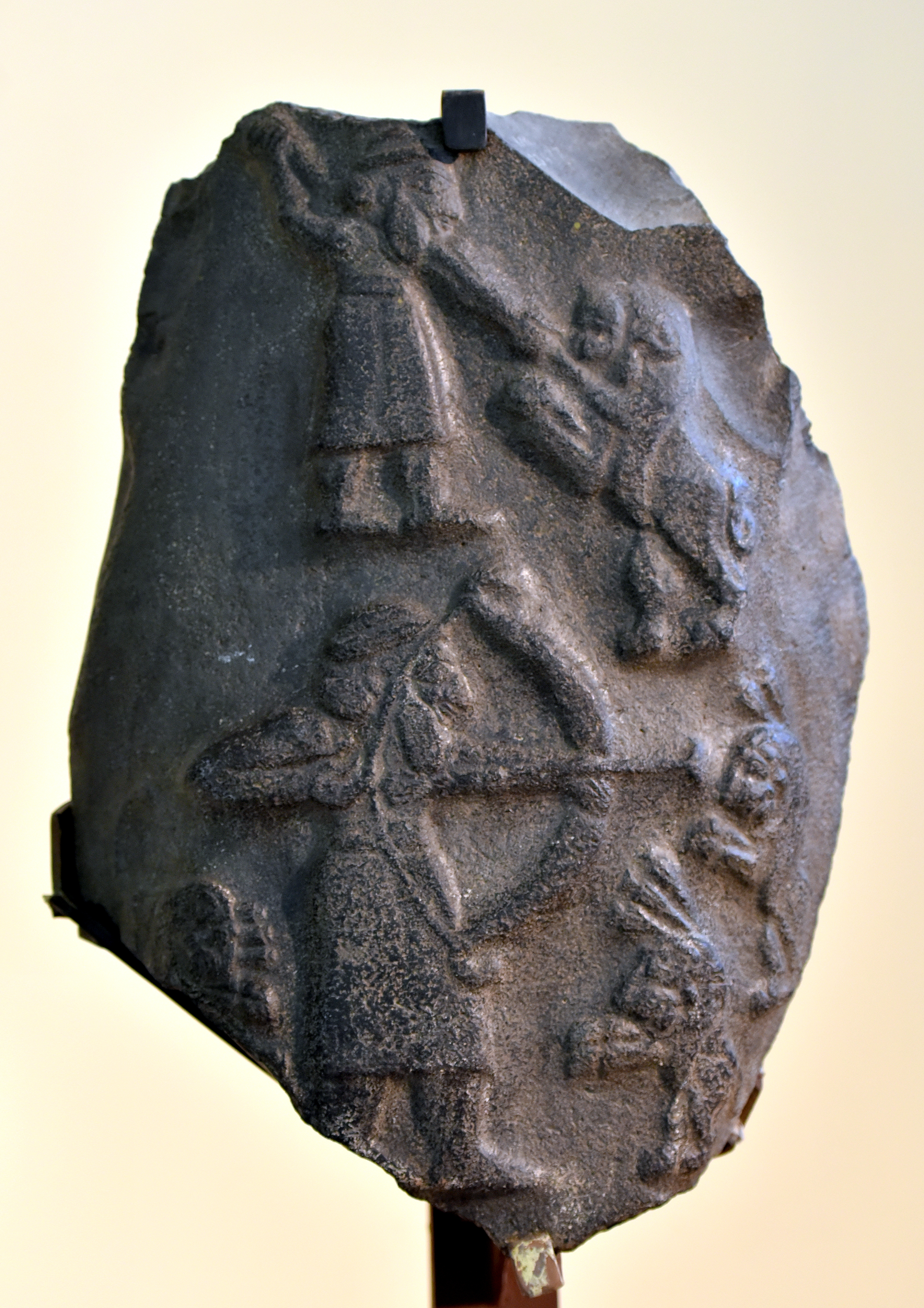
Stèle de la chasse d'Uruk. Musée national d'Irak.
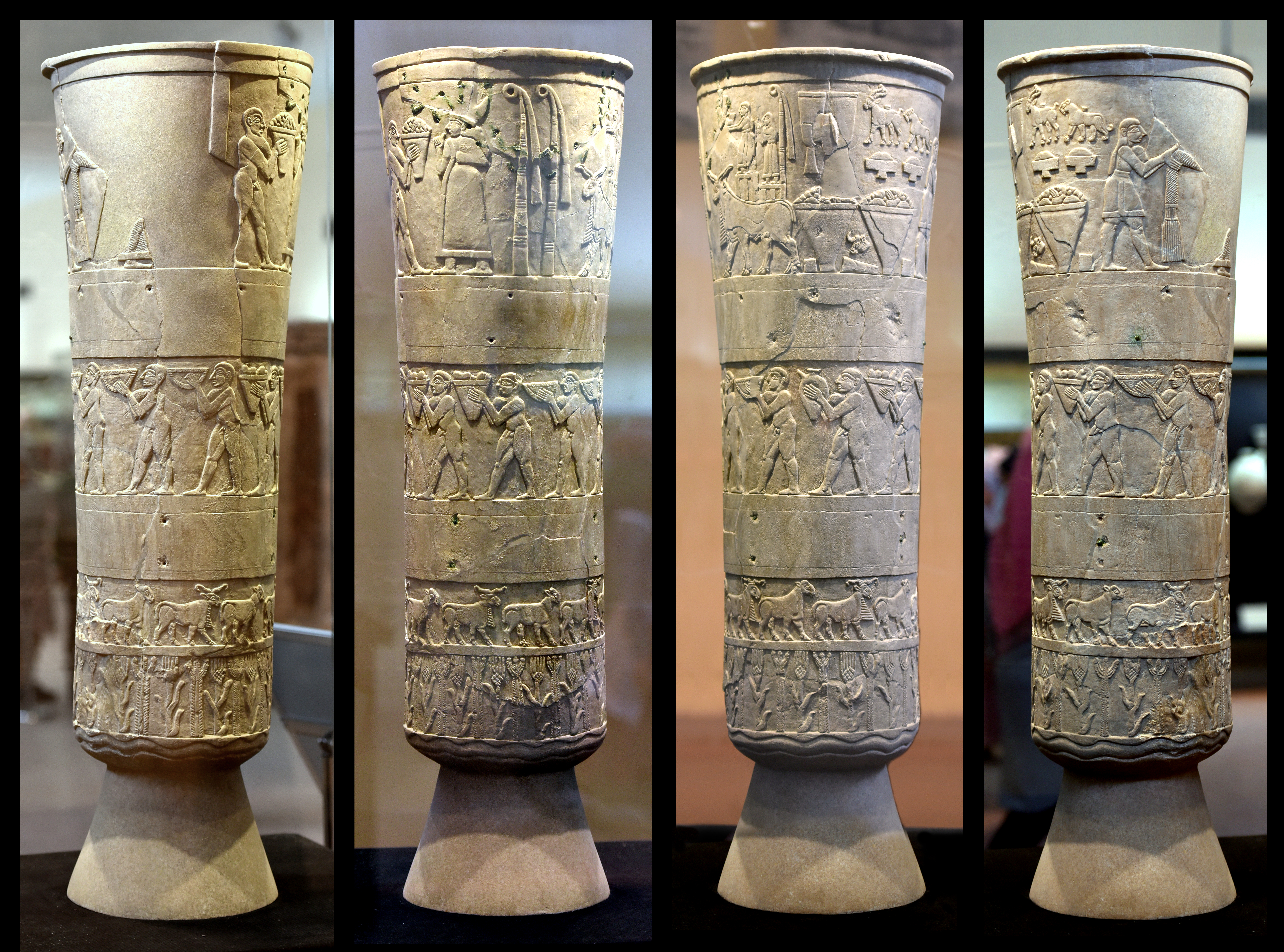
Le vase d'Uruk, sur ses différentes faces. Musée national d'Irak.

#### Les pratiques religieuses

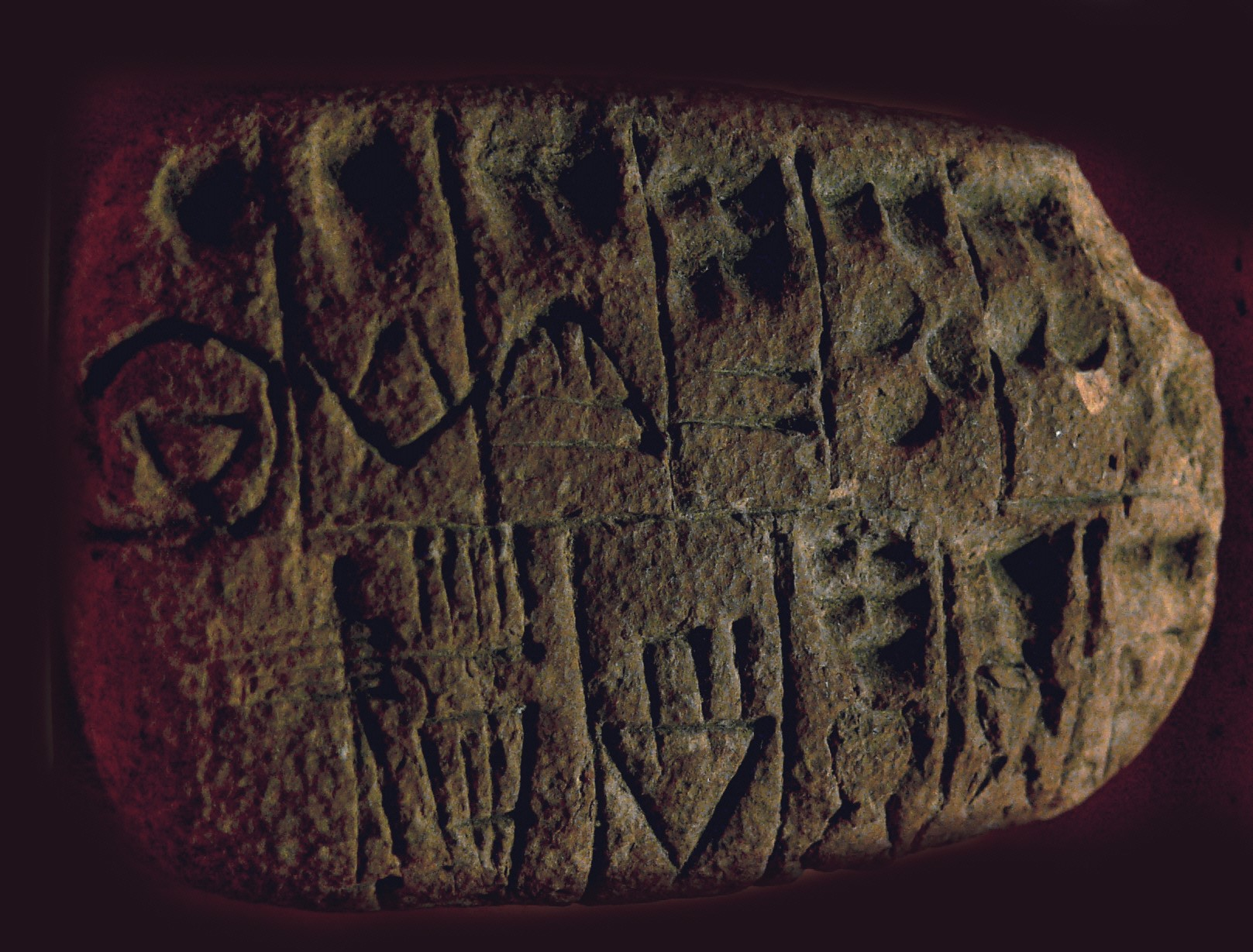
Tablette de comptabilité d'Uruk, Uruk III : enregistrement d'une livraison de produits céréaliers pour une fête de la déesse Inanna[200]. Pergamon Museum.
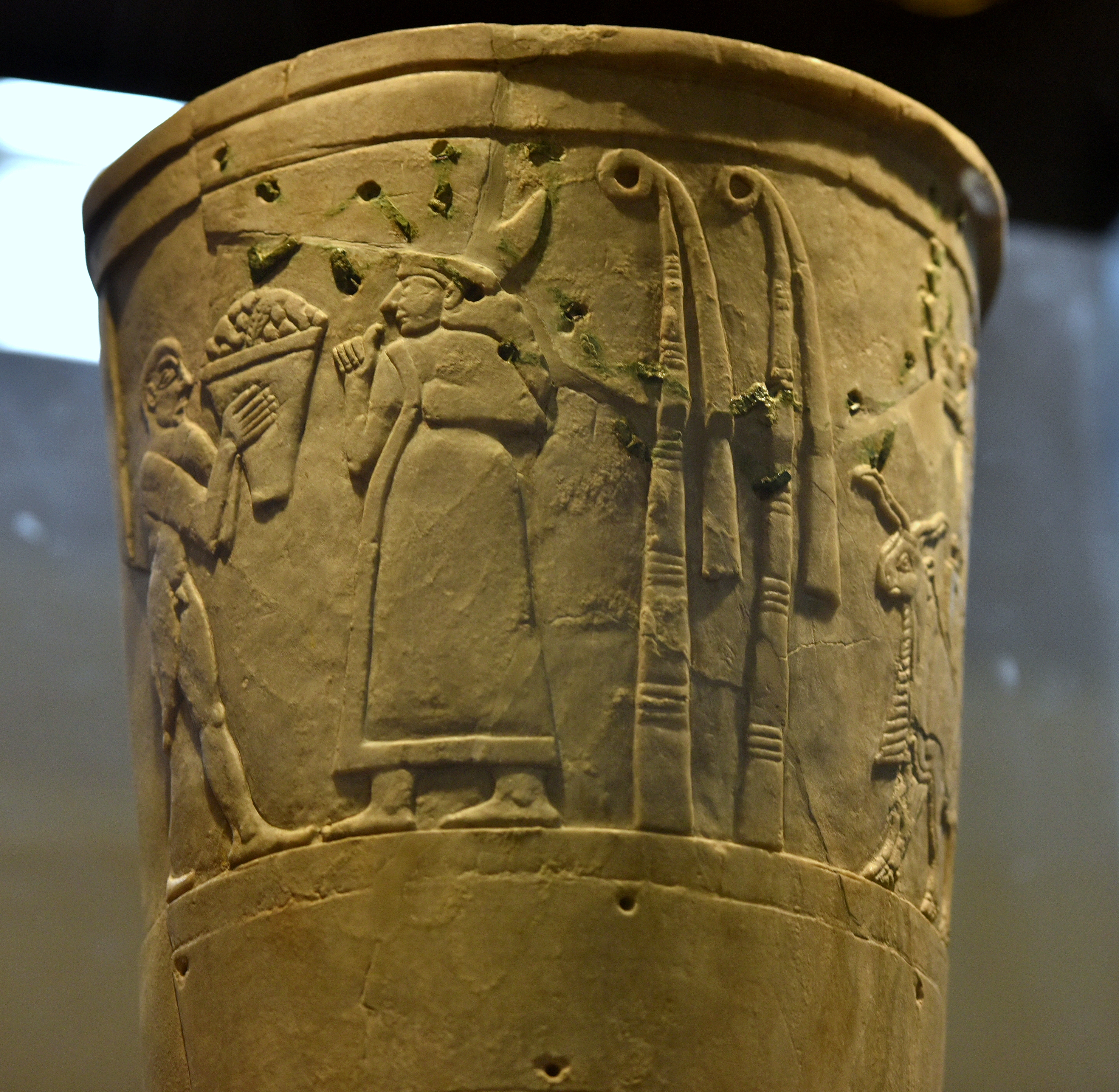
Personnage féminin, généralement interprété comme étant la déesse Inanna recevant des offrandes, registre supérieur du vase d'Uruk. Musée national d'Irak.
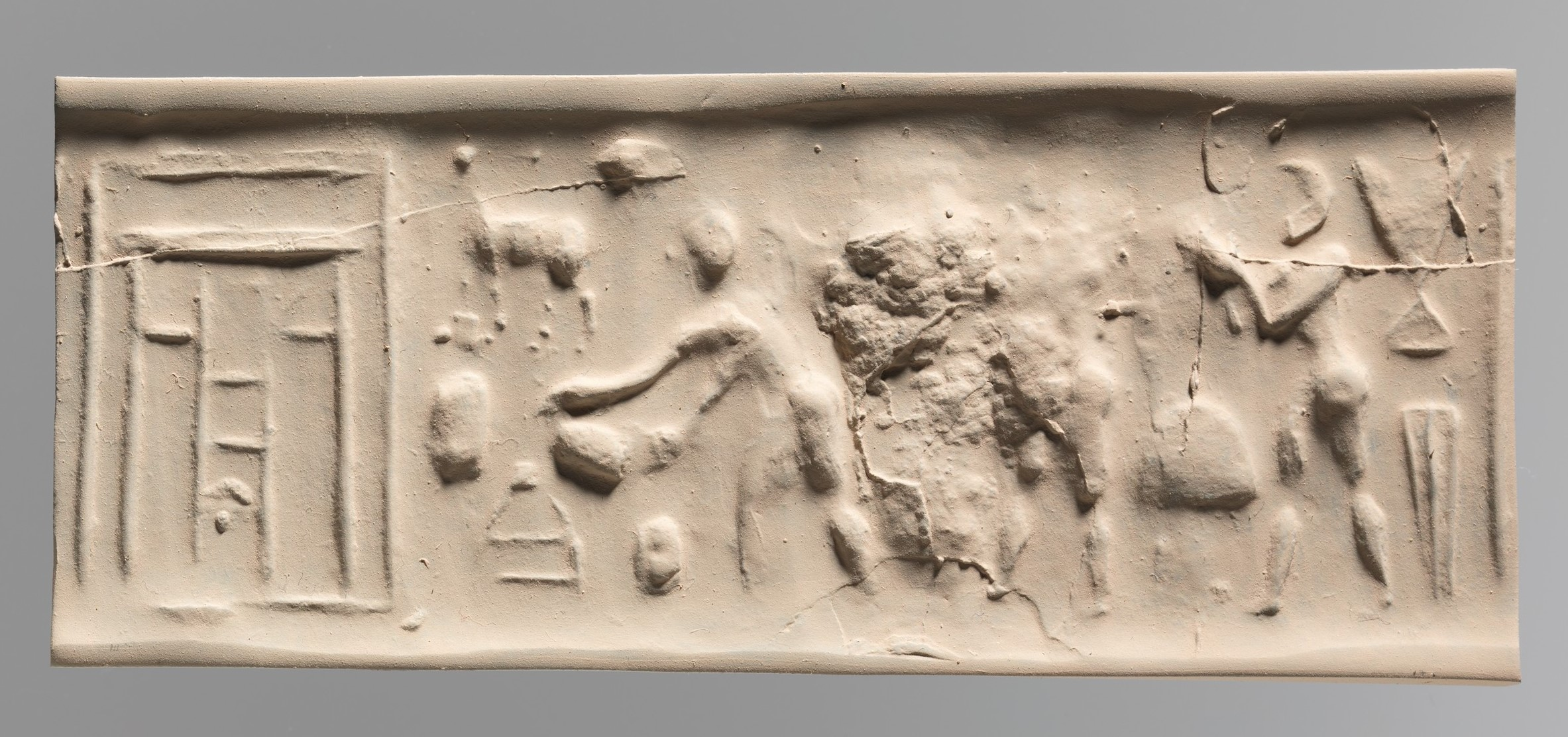
Empreinte de sceau-cylindre représentant une scène rituelle devant un temple (construction rectangulaire à gauche). Metropolitan Museum of Art.

L'univers religieux de la période d'Uruk final est très difficile à approcher, que ce soit en Basse Mésopotamie ou dans les régions voisines,. Comme cela a déjà été évoqué, les lieux de cultes sont souvent difficiles à identifier par l'archéologie, en particulier dans le secteur de l'Eanna d'Uruk. Mais dans plusieurs cas, les fonctions cultuelles de bâtiments semblent probables si on en juge par leur ressemblance avec les édifices qui sont assurément des sanctuaires aux périodes suivantes : Temple blanc d'Uruk, temples d'Eridu, de Tell Uqair. Des installations cultuelles comme des autels et des bassins y ont été repérées. Il apparaîtrait alors que les divinités sont dès cette époque essentiellement vénérées dans des temples.
La figure divine la plus attestée dans les tablettes est la déesse désignée par le signe MÙŠ, Inanna (plus tard Ishtar), la grande déesse d'Uruk dont le sanctuaire est situé dans l'Eanna. L'autre grande divinité d'Uruk, An (le Ciel), semble apparaître dans certains textes, mais cela n'est pas sûr car le signe qui le désigne (une étoile) sert aussi à désigner la divinité au sens large (DINGIR). Ces divinités reçoivent des offrandes diverses pour leur culte quotidien, mais aussi pour des cérémonies festives comme cela est courant durant les périodes suivantes. Le grand vase d'Uruk semble ainsi représenter une procession portant des offrandes, apparemment à destination de la déesse Inanna, s'il s'agit bien du personnage féminin qui y est représenté. D'autres analyses ont porté sur l'existence d'un culte collectif aux cités sumériennes de la période de Djemdet Nasr, organisé autour du culte de la déesse Inanna et de son grand sanctuaire d'Uruk, qui auraient alors une position prééminente ; une des propositions concernant les sceaux des cités serait qu'elles renverraient à des voyages cultuels de la statue d'Inanna entre les principales cités de Basse Mésopotamie, participant ainsi à créer une forme de coopération entre elles.
Les tendances des croyances religieuses du IVe millénaire ont fait l'objet de discussions : Thorkild Jacobsen y voyait une religion tournée vers les divinités liées au cycle de la nature et à la fertilité. Les divinités sembleraient être attachées à des cités précises en plus d'avoir un aspect lié à une force de la nature, situation qui est caractéristique de la Mésopotamie du IIIe millénaire. La présence d'un culte encadré par les institutions et leur bureaucratie, reposant sur leur capacité à produire ou à prélever des richesses, et apparemment pris en charge par la figure royale indique que la religion que l'on perçoit est une religion officielle, dans laquelle le culte sacrificiel vise à préserver les bonnes relations entre hommes et dieux, les seconds étant les garants de la prospérité des premiers.

### Proche-Orient ancien et Mésopotamie
- « Sumer », dans Jacques Briend et Michel Quesnel (dir.), Supplément au Dictionnaire de la Bible fasc. 72-73, Letouzey & Ané, 1999-2002, col. 77-359
- Agnès Benoit, Art et archéologie : les civilisations du Proche-Orient ancien, Paris, RMN, coll. « Manuels de l'école du Louvre », 2003
- (en) Petr Charvát, Mesopotamia Before History, Londres et New York, Routledge, 2002, 304 p. (ISBN 0-203-16481-4) (e-book)
- (en) Peter M. M. G. Akkermans et Glenn M. Schwartz, The Archaeology of Syria : From Complex Hunter-Gatherers to Early Urban Societies (c.16,000-300 BC), Cambridge, Cambridge University Press, 2003
- Jean-Louis Huot, Une archéologie des peuples du Proche-Orient : t.I, Des peuples villageois aux cités-États (Xe-IIIe millénaire av. J.-C.), Paris, Errances, 2004
- Francis Joannès (dir.), Dictionnaire de la civilisation mésopotamienne, Paris, Robert Laffont, coll. « Bouquins », 2001
- Jean-Daniel Forest, Mésopotamie : L'apparition de l'État, VIIe-IIIe millénaires, Paris, Paris-Méditerranée, 1996
- (en) Hans-Jörg Nissen, The Early History of the Ancient Near East, Chicago, University of Chicago Press, 1988
- (en) Daniel T. Potts (dir.), A Companion to the Archaeology of the Ancient Near East, Malden et Oxford, Blackwell Publishers, coll. « Blackwell companions to the ancient world », 2012
- Pascal Butterlin, Architecture et société au Proche-Orient ancien : Les bâtisseurs de mémoire en Mésopotamie (7000-3000 av. J.-C.), Paris, Picard, 2018
- Martin Sauvage (dir.), Atlas historique du Proche-Orient ancien, Paris, Les Belles Lettres, 2020

### Période d'Uruk
- (en) Guillermo Algaze, Ancient Mesopotamia at the Dawn of Civilization : The Evolution of an Urban Landscape, Chicago, University of Chicago Press, 2008
- Pascal Butterlin, Les temps proto-urbains de Mésopotamie : Contacts et acculturation à l'époque d'Uruk au Moyen-Orient, Paris, CNRS Éditions, 2003
- (en) Robert K. Englund, « Texts from the Late Uruk Period », dans Joseph Bauer, Robert K. Englund et Manfred Krebernik (dir.), Mesopotamien: Späturuk-Zeit und Frühdynastische Zeit, Fribourg et Göttingen, Universitätsverlag Freiburg Schweiz et Vandenhoeck & Ruprecht, coll. « Orbis Biblicus et Orientalis », 1998, p. 15-233
- Jean-Jacques Glassner, Écrire à Sumer : L'invention du cunéiforme, Paris, Éditions du Seuil, coll. « L'Univers historique », 2000
- (en) Mario Liverani (trad. Zainab Bahrani et Marc Van de Mieroop), Uruk : The First City, Londres, Equinox, 2006
- Bertrand Lafont, « Uruk et la révolution urbaine (3500-2900) », dans Bertrand Lafont, Aline Tenu, Philippe Clancier et Francis Joannès, Mésopotamie : De Gilgamesh à Artaban (3300-120 av. J.-C.), Paris, Belin, coll. « Mondes anciens », 2017, p. 49-103
- (en) Nicola Crüsemann, Margarete van Ess, Beate Salje et Markus Hilgert (dir.), Uruk : First City of the Ancient World, Los Angeles, J. Paul Getty Museum, 2019
- (en) Gebhard J. Selz, « The Uruk Phenomenon », dans Karen Radner, Nadine Moeller et Daniel T. Potts (dir.), The Oxford History of the Ancient Near East, Volume 1: From the Beginnings to Old Kingdom Egypt and the Dynasty of Akkad, New York, Oxford University Press, 2020, p. 163-244